# Peperomia
Peperomia és un gènere de plantes angiospermes de la família de les piperàcies (Piperaceae). Són plantes natives de les zones tropicals i subtropicals del món.
Algunes s'usen com planta d'interior. La majoria de les espècies són petites epífites perennes que creixen sobre la fusta podrida. Estan distribuïdes en les regions tropicals i subtropicals del món especialment a Amèrica Central i nord d'Amèrica del Sud amb unes 17 espècies a Àfrica.

## Descripció
Són plantes herbàcies anuals o perennes, epífites o terrestres, glabres o pubescents, de vegades postrades o enfiladisses. Les fulles són enteres, de vegades peltades i es poden disposar de manera alternada, oposada o en verticils. Les flors són hermafrodites, i s'agrupen en inflorescències racemoses en espiga, terminals i axil·lars o oposades. A l'androceu hi ha dos estams amb una sola teca. Al gineceu el pistil presenta un únic carpel. El fruit és una drupa.

## Taxonomia
Aquest gènere va ser publicat per primer cop l'any 1794 a l'obra Florae Peruvianae, et Chilensis Prodromus, sive novorum generum plantrum peruvianum, et chilensium descriptiones et icones dels botànics espanyols Hipólito Ruiz López (1754-1815) i José Antonio Pavón (1754-1844).

### Espècies
Dins del gènere Peperomia es reconeixen les 1422 espècies següents:
- Peperomia abbreviatipes Trel. & Yunck.
- Peperomia abdita Proctor
- Peperomia abnormis Trel.
- Peperomia abrupteacutata Trel. & Yunck.
- Peperomia abyssinica Miq.
- Peperomia acaulis Alain
- Peperomia aceramarcana Trel.
- Peperomia aceroana C.DC.
- Peperomia acreana C.DC.
- Peperomia acuminata Ruiz & Pav.
- Peperomia acuminatissima Miq.
- Peperomia adamsonia (F.Br.) Yunck.
- Peperomia adenocarpa C.DC.
- Peperomia adscendens C.DC.
- Peperomia adsurgens Yunck.
- Peperomia aerea Trel.
- Peperomia aggregata E.F.Guim. & Carv.-Silva
- Peperomia aguabonitensis Yunck.
- Peperomia aguaditana Trel. & Yunck.
- Peperomia aguilae Trel. & Yunck.
- Peperomia agusanensis C.DC.
- Peperomia ainana Trel.
- Peperomia alata Ruiz & Pav.
- Peperomia alatiscapa Trel.
- Peperomia albertiana Yunck.
- Peperomia albert-smithii Trel. & Yunck.
- Peperomia albidiflora C.DC.
- Peperomia albolineata Trel.
- Peperomia albonervosa G.Mathieu
- Peperomia albopilosa D.Monteiro
- Peperomia albovittata C.DC.
- Peperomia aldrinii Villa
- Peperomia alegrensis Yunck.
- Peperomia alibacophylla Trel. & Yunck.
- Peperomia alismifolia C.Presl
- Peperomia alpina (Sw.) A.Dietr.
- Peperomia alternifolia Yunck.
- Peperomia alwynii Callejas & Betancur
- Peperomia ambiguifolia Trel. & Yunck.
- Peperomia amphitricha Trel.
- Peperomia ampla (Trel.) G.Mathieu
- Peperomia amplexicaulis (Sw.) A.Dietr.
- Peperomia amplexifolia (Link) A.Dietr.
- Peperomia andicola Dahlst.
- Peperomia andina Pino
- Peperomia andrei C.DC.
- Peperomia angularis C.DC.
- Peperomia angustata Kunth
- Peperomia ankaranensis G.Mathieu
- Peperomia anomala Sodiro
- Peperomia antioquiensis Callejas
- Peperomia antoniana Trel.
- Peperomia apiahyensis Yunck.
- Peperomia apodophylla Trel. & Yunck.
- Peperomia apurimacana Trel.
- Peperomia arboricola C.DC.
- Peperomia arborigaudens Trel.
- Peperomia arboriseda C.DC.
- Peperomia arctebaccata Trel.
- Peperomia arcuatispica Trel.
- Peperomia arenillasensis Yunck.
- Peperomia areolata Trel.
- Peperomia argenteobracteata Trel. & Yunck.
- Peperomia argyraea W.Bull
- Peperomia argyroneura Lauterb.
- Peperomia arifolia Miq.
- Peperomia aristeguietae Steyerm.
- Peperomia armadana C.DC.
- Peperomia armondii Yunck.
- Peperomia armstrongii Villa
- Peperomia aroensis Steyerm.
- Peperomia arthurii Trel. & Yunck.
- Peperomia asarifolia Schltdl. & Cham.
- Peperomia asarifolioides R.García Mart. & Beutelsp.
- Peperomia asperula Hutchison & Rauh
- Peperomia asplundii Yunck.
- Peperomia asterophylla Trel.
- Peperomia astyla Trel.
- Peperomia attenuata Yunck.
- Peperomia augescens Miq.
- Peperomia aurorana Trel. & Standl.
- Peperomia austin-smithii W.C.Burger
- Peperomia australana Yunck.
- Peperomia ayacuchoana Pino & Samain
- Peperomia bajana Trel. & Yunck.
- Peperomia balansana C.DC.
- Peperomia balfourii C.DC.
- Peperomia bamleri C.DC.
- Peperomia bangii C.DC.
- Peperomia bangroana C.DC.
- Peperomia barahonana C.DC.
- Peperomia barbarana C.DC.
- Peperomia barbaranoides Yunck.
- Peperomia barbata C.DC.
- Peperomia barbulata (C.DC.) Callejas
- Peperomia barbulipetiola C.DC.
- Peperomia baronii Baker
- Peperomia barryana Callejas
- Peperomia basiradicans G.Mathieu
- Peperomia bavina C.DC.
- Peperomia beccarii C.DC.
- Peperomia beckeri E.F.Guim. & R.J.V.Alves
- Peperomia bella Yunck.
- Peperomia bellatula Yunck.
- Peperomia bellendenkerensis Domin
- Peperomia berlandieri Miq.
- Peperomia bermudezana Trel.
- Peperomia bernhardiana C.DC.
- Peperomia bernieriana Miq.
- Peperomia bernouillii C.DC.
- Peperomia berryi Steyerm.
- Peperomia berteroana Miq.
- Peperomia bethaniana Trel. & Yunck.
- Peperomia biamenta Trel. & Yunck.
- Peperomia bicolor Sodiro
- Peperomia bilobulata C.DC.
- Peperomia bismarckiana C.DC.
- Peperomia biuncialis Kunth
- Peperomia blackii Yunck.
- Peperomia blanda (Jacq.) Kunth
- Peperomia blephariphylla Trel. & Yunck.
- Peperomia blepharipus Trel.
- Peperomia boekei Callejas
- Peperomia boivinii C.DC.
- Peperomia boliviensis C.DC.
- Peperomia boninsimensis Makino
- Peperomia bopiana Trel.
- Peperomia borbonensis Miq.
- Peperomia borburatensis Steyerm.
- Peperomia botterii C.DC.
- Peperomia bourneae C.DC.
- Peperomia brachyphylla (Willd. ex Roem. & Schult.) Sweet
- Peperomia brachypoda Urb.
- Peperomia brachytricha Baker
- Peperomia bracteata A.W.Hill
- Peperomia bracteispica Trel.
- Peperomia bradei Yunck.
- Peperomia brasiliensis (Miq.) Miq.
- Peperomia breedlovei Callejas
- Peperomia brevihirtella Yunck.
- Peperomia breviramula C.DC.
- Peperomia brevispica C.DC.
- Peperomia brittonii C.DC.
- Peperomia brouetiana Trel.
- Peperomia bryophila C.DC.
- Peperomia buchtienii Yunck.
- Peperomia buxifolia Sodiro
- Peperomia cacaophila Trel. & Yunck.
- Peperomia cachabiana C.DC.
- Peperomia caducifolia Trel.
- Peperomia caespitosa C.DC.
- Peperomia cainarachiana Yunck.
- Peperomia calcicola Marcusso
- Peperomia caledonica C.DC.
- Peperomia caliginigaudens Trel. & Yunck.
- Peperomia callana Hutchison ex Pino
- Peperomia callejasii U.B.Deshmukh
- Peperomia callitrichoides (Raddi) E.F.Guim., G.A.Queiroz & Delprete
- Peperomia callophylla Yunck.
- Peperomia calvescens Trel.
- Peperomia calvicaulis C.DC.
- Peperomia calvifolia C.DC.
- Peperomia campana Callejas
- Peperomia campinasana C.DC.
- Peperomia camposii Sodiro
- Peperomia camptotricha Miq.
- Peperomia canalensis C.DC.
- Peperomia canaminana Trel.
- Peperomia candelaber Trel.
- Peperomia candida (Blume) Miq.
- Peperomia caniana Trel.
- Peperomia canlaonensis C.DC.
- Peperomia caperata Yunck.
- Peperomia capitis-bovis Trel.
- Peperomia caraboboensis Steyerm. & Bunting
- Peperomia cardenasii Trel.
- Peperomia carnevalii Steyerm.
- Peperomia carnicaulis C.DC.
- Peperomia carnifolia Yunck.
- Peperomia carpapatana Trel.
- Peperomia carpinterana C.DC.
- Peperomia casapiana C.DC.
- Peperomia casarettoi C.DC.
- Peperomia castelosensis Yunck.
- Peperomia castilloi Verg.-Rodr. & Jimeno-Sevilla
- Peperomia catesbaeifolia (Raddi) G.A.Queiroz, E.F.Guim. & Delprete
- Peperomia catharinae Miq.
- Peperomia caucana C.DC.
- Peperomia cavaleriei C.DC.
- Peperomia cavispicata G.Mathieu
- Peperomia celiae Yunck.
- Peperomia cerea Trel.
- Peperomia cereoides Pino & Cieza
- Peperomia ceroderma Yunck.
- Peperomia cerrateae Pino & G.Mathieu
- Peperomia chalhuapuquiana Trel.
- Peperomia chanchamayana Trel.
- Peperomia chapensis Steyerm.
- Peperomia chazaroi G.Mathieu & T.Krömer
- Peperomia chicamochana Trel. & Yunck.
- Peperomia chigorodoana Yunck.
- Peperomia chimboana C.DC.
- Peperomia chlorodisca Diels
- Peperomia choritana Trel.
- Peperomia choroniana C.DC.
- Peperomia chutanka Pino
- Peperomia ciezae Pino
- Peperomia ciliaris C.DC.
- Peperomia ciliata Kunth
- Peperomia ciliatifolia Trel.
- Peperomia ciliatocaespitosa Carv.-Silva
- Peperomia cilifolia C.DC.
- Peperomia ciliifolia Yunck.
- Peperomia ciliolata Miq.
- Peperomia ciliolibractea C.DC.
- Peperomia ciliosa C.DC.
- Peperomia circinnata Link
- Peperomia cirillii-nelsonii Véliz, Archila & L.Velásquez
- Peperomia cladara Yunck.
- Peperomia claudii C.DC.
- Peperomia claussenii Yunck.
- Peperomia clavatispica Trel. & Yunck.
- Peperomia clavigera Standl. & Steyerm.
- Peperomia claytonioides Kunth
- Peperomia clivicola Yunck.
- Peperomia clivigaudens Yunck.
- Peperomia clusiifolia (Jacq.) Hook.
- Peperomia coatzacoalcosensis Trel.
- Peperomia cobana C.DC.
- Peperomia cochinensis C.DC.
- Peperomia cocleana Trel.
- Peperomia cogniauxii Urb.
- Peperomia collinsii Villa
- Peperomia coloniae Trel.
- Peperomia colorata Kunth
- Peperomia colossina C.DC.
- Peperomia columella Rauh & Hutchison
- Peperomia columnaris Hutchison ex Pino & Klopf.
- Peperomia comaltitlanensis Callejas
- Peperomia comarapana C.DC.
- Peperomia commersonii Baill.
- Peperomia concava Ruiz & Pav.
- Peperomia confertispica Trel.
- Peperomia congerro Trel. & Yunck.
- Peperomia congesta Kunth
- Peperomia congestispica Trel.
- Peperomia congona Sodiro
- Peperomia conjugata Kunth
- Peperomia connixa Trel. & Yunck.
- Peperomia conocarpa Trel.
- Peperomia consoquitlana C.DC.
- Peperomia conturbans Trel. & Yunck.
- Peperomia convexa (Blume) Miq.
- Peperomia cookiana C.DC.
- Peperomia copelandii Quisumb.
- Peperomia coquimbensis Skottsb.
- Peperomia corcovadensis Gardner
- Peperomia cordata Trel. & Yunck.
- Peperomia cordigera Dahlst.
- Peperomia cordovana C.DC.
- Peperomia cordulata C.DC.
- Peperomia cordulatiformis Trel.
- Peperomia cordulilimba C.DC.
- Peperomia coroicoensis Yunck.
- Peperomia costata G.Mathieu
- Peperomia cotoneasterifolia Trel.
- Peperomia cotyledon Benth.
- Peperomia coulteri C.DC.
- Peperomia cowanii Yunck.
- Peperomia crassicaulis Fawc. & Rendle
- Peperomia crassispica Trel.
- Peperomia crassulicaulis Trel.
- Peperomia crinicaulis C.DC.
- Peperomia crinigera Trel.
- Peperomia crispa Sodiro
- Peperomia crispipetiola Trel.
- Peperomia croizatiana Steyerm.
- Peperomia crotalophora Trel.
- Peperomia cruentata Trel.
- Peperomia crusculibacca Trel.
- Peperomia cruzeirensis Carv.-Silva, E.F.Guim. & P.E.A.S.Câmara
- Peperomia crypticola C.DC.
- Peperomia cryptostachya Trel. & Yunck.
- Peperomia crystallina Ruiz & Pav.
- Peperomia cubensis C.DC.
- Peperomia cubugonana Trel. & Yunck.
- Peperomia cuchumatanica Véliz
- Peperomia cumbreana Trel. & Yunck.
- Peperomia cundinamarcana Trel. & Yunck.
- Peperomia cuprea Trel.
- Peperomia cupularis Urb.
- Peperomia curruciformis Trel.
- Peperomia curticaulis Trel.
- Peperomia curtipes Trel.
- Peperomia curtispica C.DC.
- Peperomia cushiana Trel.
- Peperomia cusilluyocana Trel.
- Peperomia cuspidata Dahlst.
- Peperomia cuspidilimba C.DC.
- Peperomia cyclaminoides A.W.Hill
- Peperomia cyclophylla Miq.
- Peperomia cylindrica (Raddi) G.A.Queiroz, E.F.Guim. & Delprete
- Peperomia cymbifolia Pino
- Peperomia daguana Trel. & Yunck.
- Peperomia dahlstedtii C.DC.
- Peperomia damazioi C.DC.
- Peperomia darienensis Callejas
- Peperomia dasystachya Miq.
- Peperomia dauleana C.DC.
- Peperomia davidsoniae Yunck.
- Peperomia debilipes Trel.
- Peperomia deceptrix Trel.
- Peperomia decora Dahlst.
- Peperomia decumbens C.DC.
- Peperomia deficiens Trel.
- Peperomia defoliata C.DC.
- Peperomia degeneri Yunck.
- Peperomia delascioi Steyerm.
- Peperomia delicatula Henschen
- Peperomia dendrophila Schltdl. & Cham.
- Peperomia densifolia C.DC.
- Peperomia dependens Ruiz & Pav.
- Peperomia deppeana Schltdl. & Cham.
- Peperomia diamantinensis Carv.-Silva, E.F.Guim. & P.E.A.S.Câmara
- Peperomia diaphanoides Dahlst.
- Peperomia dichotoma Regel
- Peperomia dimota Trel. & Yunck.
- Peperomia discifolia Sodiro
- Peperomia discilimba Trel. & Yunck.
- Peperomia discolor (Sw.) G.Don
- Peperomia disjunctiflora Yunck.
- Peperomia dissimilis Kunth
- Peperomia distachyos (L.) A.Dietr.
- Peperomia disticha Yunck.
- Peperomia divaricata Yunck.
- Peperomia diversifolia Kunth
- Peperomia doellii Phil.
- Peperomia dolabella Rauh & Kimnach
- Peperomia dolabriformis Kunth
- Peperomia dominicana C.DC.
- Peperomia donaguiana C.DC.
- Peperomia dondonensis Trel.
- Peperomia dorstenioides Standl. & Steyerm.
- Peperomia dotana Trel.
- Peperomia drapeta Trel.
- Peperomia drusophila C.DC.
- Peperomia dryadum C.DC.
- Peperomia duartei Yunck.
- Peperomia dubia Balle
- Peperomia duendensis Yunck.
- Peperomia duricaulis Trel.
- Peperomia dusenii C.DC.
- Peperomia dyscrita Trel.
- Peperomia ebingeri Yunck.
- Peperomia eburnea Linden
- Peperomia ecuadorensis C.DC.
- Peperomia edulis Miq.
- Peperomia eekana C.DC.
- Peperomia effusa Yunck.
- Peperomia efimbriata Trel.
- Peperomia eggersii C.DC.
- Peperomia egleri Yunck.
- Peperomia ekakesara Syam Radh & Nampy
- Peperomia elata C.DC.
- Peperomia elatior G.Mathieu
- Peperomia elegantifolia Trel.
- Peperomia elliptica (Lam.) A.Dietr.
- Peperomia ellipticibacca C.DC.
- Peperomia ellipticorhombea C.DC.
- Peperomia ellsworthii Trel. & Yunck.
- Peperomia elmeri C.DC.
- Peperomia elsana Trel. & Yunck.
- Peperomia emarginata Ruiz & Pav.
- Peperomia emarginatifolia J.Mathew
- Peperomia emarginella (Sw. ex Wikstr.) C.DC.
- Peperomia emarginulata C.DC.
- Peperomia emiliana C.DC.
- Peperomia enckeifolia Trel.
- Peperomia endlichii C.DC.
- Peperomia enenyasensis Trel.
- Peperomia enervis C.DC. & F.Muell.
- Peperomia epidendron C.DC.
- Peperomia epilobioides Trel. & Yunck.
- Peperomia epipetrica Callejas
- Peperomia epipremnifolia D.Monteiro & Leitman
- Peperomia erosa Hutchison ex Pino
- Peperomia erythrocaulis G.Mathieu
- Peperomia erythropremna Trel.
- Peperomia erythrospicata Callejas
- Peperomia erythrostachya Trel.
- Peperomia esmeraldana C.DC.
- Peperomia esperanzana Trel.
- Peperomia espinosae Yunck.
- Peperomia estaminea C.DC.
- Peperomia estrellana Trel.
- Peperomia ewanii Trel. & Yunck.
- Peperomia exclamationis G.Mathieu
- Peperomia exigua (Blume) Miq.
- Peperomia exiguispica Trel.
- Peperomia exilamenta Trel.
- Peperomia exiliramea Trel.
- Peperomia expallescens C.DC.
- Peperomia fagerlindii Yunck.
- Peperomia falanana Trel. & Yunck.
- Peperomia falcata Yunck.
- Peperomia falconensis Steyerm.
- Peperomia falsa A.W.Hill
- Peperomia famelica Trel.
- Peperomia farctifolia Trel. & Yunck.
- Peperomia fawcettii C.DC.
- Peperomia fendleriana C.DC.
- Peperomia fernandeziana Miq.
- Peperomia fernandopoiana C.DC.
- Peperomia ferreyrae Yunck.
- Peperomia ficta Trel.
- Peperomia filicaulis C.DC.
- Peperomia filiformis Ruiz & Pav.
- Peperomia fissicola Trel.
- Peperomia fissispica Trel.
- Peperomia flabilis Trel.
- Peperomia flavamenta Trel.
- Peperomia flavescens C.DC.
- Peperomia flavescentifolia Trel.
- Peperomia flavida C.DC.
- Peperomia flexicaulis Wawra
- Peperomia flexinervia Yunck.
- Peperomia fluviatilis Yunck.
- Peperomia foliata Trel.
- Peperomia foliiflora Ruiz & Pav.
- Peperomia foliosa Kunth
- Peperomia folsomii Callejas
- Peperomia fosbergii Yunck.
- Peperomia fournieri C.DC.
- Peperomia foveolata Steyerm.
- Peperomia fragilis Yunck.
- Peperomia fragilissima Trel.
- Peperomia fragrans C.DC.
- Peperomia fragrantissima Trel. & Yunck.
- Peperomia franciscoi Callejas
- Peperomia fraseri C.DC.
- Peperomia fruticetorum C.DC.
- Peperomia fuertesii C.DC.
- Peperomia fugax C.DC.
- Peperomia fulvescens Yunck.
- Peperomia fundacionensis Steyerm.
- Peperomia fundus-oculi Pino, Samain & E.Suclli
- Peperomia furcata Opiz
- Peperomia fuscipunctata Yunck.
- Peperomia fuscispica C.DC.
- Peperomia futunaensis H.St.John
- Peperomia gabinetensis Trel. & Yunck.
- Peperomia galapagensis Hook.f. ex Miq.
- Peperomia galeottiana Hook.
- Peperomia galioides Kunth
- Peperomia garcia-barrigana Trel. & Yunck.
- Peperomia gardneriana Miq.
- Peperomia gaultheriifolia Sodiro
- Peperomia gayi C.DC.
- Peperomia gedehana C.DC.
- Peperomia gehrigeri Trel. & Yunck.
- Peperomia gemella Miq.
- Peperomia geminispica Trel. & Yunck.
- Peperomia gentryi Steyerm.
- Peperomia gerardoi Callejas
- Peperomia gibba C.DC.
- Peperomia gigantea G.Mathieu
- Peperomia giralana Cuatrec.
- Peperomia glabella (Sw.) A.Dietr.
- Peperomia glabrilimba C.DC.
- Peperomia glabrirhachis Trel.
- Peperomia glandulosa C.DC.
- Peperomia glareosa Trel.
- Peperomia glassmanii Yunck.
- Peperomia glauca (Pino) Pino
- Peperomia glazioui C.DC.
- Peperomia gleicheniiformis Trel.
- Peperomia globosibacca C.DC.
- Peperomia globulanthera C.DC.
- Peperomia gorgonillana Trel. & Yunck.
- Peperomia goudotii Miq.
- Peperomia gracieana Görts
- Peperomia gracilicaulis Yunck.
- Peperomia gracilis Dahlst.
- Peperomia gracilispica G.Mathieu
- Peperomia gracillima S.Watson
- Peperomia grantii Yunck.
- Peperomia granulata Trel. & Yunck.
- Peperomia granulatifolia Trel.
- Peperomia granulatilimba Trel.
- Peperomia granulosa Trel.
- Peperomia graveolens Rauh & Barthlott
- Peperomia grayumii Callejas
- Peperomia griggsii C.DC.
- Peperomia grisarii C.DC.
- Peperomia grisebachii C.DC.
- Peperomia griseoargentea Yunck.
- Peperomia gruendleri C.DC.
- Peperomia guadaloupensis C.DC.
- Peperomia guadalupana Trel. & Yunck.
- Peperomia guaiquinimana Trel. & Yunck.
- Peperomia guanensis Trel.
- Peperomia guapilesiana Trel.
- Peperomia guarujana C.DC.
- Peperomia guatemalensis C.DC.
- Peperomia guayrapurana Trel.
- Peperomia gucayana Trel.
- Peperomia gutierrezana Yunck.
- Peperomia guttulata Sodiro
- Peperomia gymnophylla C.DC.
- Peperomia hadrostachya Yunck.
- Peperomia haematolepis Trel.
- Peperomia haenkeana Opiz
- Peperomia hallieri C.DC.
- Peperomia hamiltonianifolia Trel.
- Peperomia hammelii Grayum
- Peperomia harlingii Yunck.
- Peperomia harmandii C.DC.
- Peperomia harrisii C.DC.
- Peperomia hartmannii C.DC.
- Peperomia hartwegiana Miq.
- Peperomia haughtii Trel. & Yunck.
- Peperomia hebetata Trel. & Yunck.
- Peperomia hedyotidea Ridl.
- Peperomia hemmendorffii Yunck.
- Peperomia hendersonensis Yunck.
- Peperomia heptaphylla Suwanph. & Hodk.
- Peperomia hernandiifolia (Vahl) A.Dietr.
- Peperomia herrerae Trel.
- Peperomia herzogii C.DC.
- Peperomia hesperomannii Wawra
- Peperomia heterodoxa Standl. & Steyerm.
- Peperomia heterophylla Miq.
- Peperomia heterostachya A.Dietr.
- Peperomia heyneana Miq.
- Peperomia hilariana Miq.
- Peperomia hildebrandtii Vatke ex C.DC.
- Peperomia hintonii Yunck.
- Peperomia hirta C.DC.
- Peperomia hirtella Miq.
- Peperomia hirtellicaulis Yunck.
- Peperomia hirticaulis C.DC.
- Peperomia hirtipeduncula C.DC.
- Peperomia hirtipetiola C.DC.
- Peperomia hispidosa Dahlst.
- Peperomia hispidula (Sw.) A.Dietr.
- Peperomia hispiduliformis Trel.
- Peperomia hobbitoides T.Wendt
- Peperomia hodgei Yunck.
- Peperomia hoelscheri H.J.P.Winkl.
- Peperomia hoffmannii C.DC.
- Peperomia hombronii C.DC.
- Peperomia honigii Steyerm.
- Peperomia huacapistanana Trel.
- Peperomia huallagana Trel.
- Peperomia huantana Trel.
- Peperomia huanucoana Trel.
- Peperomia huatuscoana C.DC.
- Peperomia huberi C.DC.
- Peperomia humbertii G.Mathieu
- Peperomia humifusa Yunck.
- Peperomia humilis A.Dietr.
- Peperomia hunteriana P.I.Forst.
- Peperomia hutchisonii Yunck.
- Peperomia hydnostachya (Trel.) Callejas
- Peperomia hydrocotyloides Miq.
- Peperomia hygrophiloides C.DC.
- Peperomia hylophila C.DC.
- Peperomia hypoleuca Miq.
- Peperomia hyporhoda Trel.
- Peperomia ibiramana Yunck.
- Peperomia ilaloensis Sodiro
- Peperomia imerinae C.DC.
- Peperomia immolata Trel. & Yunck.
- Peperomia inaequalifolia Ruiz & Pav.
- Peperomia inaequalilimba C.DC.
- Peperomia inaequilatera Trel.
- Peperomia incana (Haw.) Hook.
- Peperomia incisa Trel.
- Peperomia incognita Callejas
- Peperomia inconspicua C.DC.
- Peperomia increscens Miq.
- Peperomia induratifolia Trel.
- Peperomia infralutea Trel. & Yunck.
- Peperomia infravillosa Trel.
- Peperomia inquilina Hemsl.
- Peperomia insueta Trel.
- Peperomia involucrata Sodiro
- Peperomia irrasa G.Mathieu
- Peperomia itatiaiana Yunck.
- Peperomia itayana Trel.
- Peperomia jalcaensis Pino
- Peperomia jamaicana Yunck.
- Peperomia jamesoniana C.DC.
- Peperomia japonica Makino
- Peperomia josei Yunck.
- Peperomia junghuhniana Miq.
- Peperomia juniniana Trel.
- Peperomia juruana C.DC.
- Peperomia kalimatina C.DC.
- Peperomia kamerunana C.DC.
- Peperomia kerinciensis I.M.Turner
- Peperomia kimnachii Rauh
- Peperomia kipahuluensis H.H.St.John & Lamoureux
- Peperomia kjellii G.Mathieu
- Peperomia klopfensteinii Pino & Cieza
- Peperomia klotzschiana Miq.
- Peperomia klugiana Trel. & Yunck.
- Peperomia kokeana Yunck.
- Peperomia kotana C.DC.
- Peperomia kraemeri C.DC.
- Peperomia kravangensis Miq.
- Peperomia kuhliana Miq.
- Peperomia kuntzei C.DC.
- Peperomia kusaiensis Hosok.
- Peperomia laeteviridis Engl.
- Peperomia laevifolia (Blume) Miq.
- Peperomia laevilimba Yunck.
- Peperomia lagunaensis C.DC.
- Peperomia lanaoensis C.DC.
- Peperomia lanceolata C.DC.
- Peperomia lanceolatopeltata C.DC.
- Peperomia lancifolia Hook.
- Peperomia lanosa Trel.
- Peperomia lanuginosa Pino
- Peperomia lasierrana Trel. & Yunck.
- Peperomia lasiophylla C.DC.
- Peperomia lasiorhachis C.DC.
- Peperomia lasiostigma C.DC.
- Peperomia latibracteata Quisumb.
- Peperomia latifolia Miq.
- Peperomia latilimba Yunck.
- Peperomia latimerana C.DC.
- Peperomia lauterbachii K.Schum.
- Peperomia lawrancei Trel. & Yunck.
- Peperomia laxiflora Kunth
- Peperomia ledermannii C.DC.
- Peperomia lehmannii C.DC.
- Peperomia leptophylla Miq.
- Peperomia leptostachya Hook. & Arn.
- Peperomia leptostachyoides C.DC.
- Peperomia leucanthera C.DC.
- Peperomia leucorrhachis Sodiro ex C.DC.
- Peperomia leucostachya C.DC.
- Peperomia lewisii Proctor
- Peperomia liclicensis Pino & Klopf.
- Peperomia liebmannii C.DC.
- Peperomia liesneri Steyerm.
- Peperomia lifuana C.DC.
- Peperomia lignescens C.DC.
- Peperomia ligustrina Hillebr.
- Peperomia lilliputiana (Pino & Cieza) Pino
- Peperomia limana Trel. & Standl.
- Peperomia linaresii Véliz
- Peperomia lindeniana Miq.
- Peperomia lineatipila A.Rich.
- Peperomia litana Trel. & Yunck.
- Peperomia loefgrenii Yunck.
- Peperomia longepedunculata Opiz
- Peperomia longipetiolata Trel. & Yunck.
- Peperomia longipila C.DC.
- Peperomia longisetosa Callejas
- Peperomia lorentzii C.DC.
- Peperomia loucoubeana C.DC.
- Peperomia loxensis Kunth
- Peperomia lyallii C.DC.
- Peperomia lyman-smithii Yunck.
- Peperomia macbrideana Trel.
- Peperomia macedoana Yunck.
- Peperomia macraeana C.DC.
- Peperomia macrandra C.DC.
- Peperomia macrorhiza Kunth
- Peperomia macrorostrum Callejas
- Peperomia macrostachyos (Vahl) A.Dietr.
- Peperomia macrothyrsa Miq.
- Peperomia macrotricha C.DC.
- Peperomia maculosa (L.) Hook.
- Peperomia madagascariensis C.DC.
- Peperomia maestrana Trel.
- Peperomia magnifoliiflora G.Mathieu
- Peperomia magnoliifolia (Jacq.) A.Dietr.
- Peperomia maguirei Yunck.
- Peperomia maijeri Pino & Samain
- Peperomia majalis Trel.
- Peperomia mameiana C.DC.
- Peperomia manabina C.DC.
- Peperomia manarae Steyerm.
- Peperomia mandioccana Miq.
- Peperomia mangalbaria P.Rai & G.Mathieu
- Peperomia mantadiana G.Mathieu
- Peperomia mantaroana Pino
- Peperomia marahuacensis Steyerm.
- Peperomia maransara Trel.
- Peperomia marcapatana Trel.
- Peperomia marchionensis F.Br.
- Peperomia marcoana C.DC.
- Peperomia margaritifera Bertero ex Hook.
- Peperomia mariannensis C.DC.
- Peperomia marivelesana C.DC.
- Peperomia marmorata Hook.f.
- Peperomia marshalliana Trel.
- Peperomia martiana Miq.
- Peperomia masuthoniana Suwanph. & Chantar.
- Peperomia mathewsiana Miq.
- Peperomia mathieui Pino & Samain
- Peperomia matlalucaensis C.DC.
- Peperomia mauiensis Wawra
- Peperomia maxonii C.DC.
- Peperomia maxwellana C.DC.
- Peperomia maypurensis Kunth
- Peperomia meeboldii C.DC.
- Peperomia megalepis Trel.
- Peperomia megalopoda Trel.
- Peperomia megapotamica Dahlst.
- Peperomia melanokirrocarpa Gilli
- Peperomia melanosticta Sodiro
- Peperomia melinii Yunck.
- Peperomia membranacea Hook. & Arn.
- Peperomia mercedana C.DC.
- Peperomia meridana Yunck.
- Peperomia merrillii C.DC.
- Peperomia mesitasana Trel. & Yunck.
- Peperomia metallica L.Linden & Rodigas
- Peperomia metcalfii Trel. & Yunck.
- Peperomia microlepis Trel.
- Peperomia micromamillata Trel.
- Peperomia micromerioides Sodiro
- Peperomia microphylla Kunth
- Peperomia microphyllophora Trel. & Yunck.
- Peperomia microstachya C.DC.
- Peperomia millei Sodiro
- Peperomia mindoroensis C.DC.
- Peperomia minensis Henschen
- Peperomia minuta A.W.Hill
- Peperomia miqueliana C.DC.
- Peperomia mishuyacana Trel.
- Peperomia mitchelioides Sodiro
- Peperomia mitoensis Pino & Samain
- Peperomia mixtifolia Trel. ex Callejas
- Peperomia mocoana Yunck.
- Peperomia mocquerysii C.DC.
- Peperomia modicilimba C.DC.
- Peperomia molleri C.DC.
- Peperomia mollicaulis C.DC.
- Peperomia mollis Kunth
- Peperomia mollisoides Yunck.
- Peperomia monostachya Ruiz & Pav.
- Peperomia montana C.DC.
- Peperomia montecristana Trel.
- Peperomia monticola Miq.
- Peperomia moralesii Véliz
- Peperomia moreliana Yunck.
- Peperomia morungavana Yunck.
- Peperomia mosenii Dahlst.
- Peperomia moulmeiniana C.DC.
- Peperomia moyobambana (C.DC.) C.DC.
- Peperomia multifolia Yunck.
- Peperomia multiformis Trel.
- Peperomia multispica C.DC.
- Peperomia multisurcula Suwanph. & Hodk.
- Peperomia muscicola Ridl.
- Peperomia muscigaudens C.DC.
- Peperomia muscipara Trel. & Yunck.
- Peperomia mutilata Trel.
- Peperomia myrtifolia (Vahl) A.Dietr.
- Peperomia naevifolia Trel.
- Peperomia naitasiriensis Yunck.
- Peperomia nakaharae Hayata
- Peperomia namosiana Yunck.
- Peperomia nandalana Yunck.
- Peperomia nandarivatensis Yunck.
- Peperomia naranjoana C.DC.
- Peperomia naviculifolia Trel.
- Peperomia neblinana Yunck.
- Peperomia negrosensis C.DC.
- Peperomia nequejahuirana Trel.
- Peperomia nervosovenosa (Blume) Miq.
- Peperomia nicolliae G.Mathieu
- Peperomia nigricans Trel.
- Peperomia nigro-oculata Trel.
- Peperomia nigroungulata Trel. & Yunck.
- Peperomia nitida Dahlst.
- Peperomia nivalis Miq.
- Peperomia nizaitoensis C.DC.
- Peperomia nodosa Yunck.
- Peperomia non-alata Trel.
- Peperomia nopalana G.Mathieu
- Peperomia nossibeana C.DC.
- Peperomia nudicaulis C.DC.
- Peperomia nudifolia C.DC.
- Peperomia nummularioides Griseb.
- Peperomia oahuensis C.DC.
- Peperomia obcordata C.Presl
- Peperomia obcordatifolia Trel.
- Peperomia obex Trel.
- Peperomia oblancifolia Yunck.
- Peperomia obliqua Ruiz & Pav.
- Peperomia obovalifolia Callejas
- Peperomia obovalis Trel. & Yunck.
- Peperomia obovatilimba C.DC.
- Peperomia obruenda Trel.
- Peperomia obscura Marcusso
- Peperomia obscurifolia C.DC.
- Peperomia obtusifolia (L.) A.Dietr.
- Peperomia occulta G.Mathieu
- Peperomia ocoana Ekman ex Trel.
- Peperomia ocrosensis G.Mathieu & Pino
- Peperomia ocumarana Trel. & Yunck.
- Peperomia oerstedii C.DC.
- Peperomia olafiana Trel.
- Peperomia olivacea C.DC.
- Peperomia oliveri J.Florence & W.L.Wagner
- Peperomia ollantaitambona Trel.
- Peperomia ophistachyera Gilli
- Peperomia orbiculimba Yunck.
- Peperomia oreophila Henschen
- Peperomia oscarii Trel. & Yunck.
- Peperomia ottoniana Kunth ex Miq.
- Peperomia ouabianae C.DC.
- Peperomia ovatolanceolata Trel. & Yunck.
- Peperomia ovatopeltata C.DC.
- Peperomia oxycarpa C.DC.
- Peperomia oxyphylla C.DC.
- Peperomia pachiteana Trel.
- Peperomia pachyspadix Pino, Alcalá & Marquiegui
- Peperomia pachystachya C.DC.
- Peperomia painteri Trel.
- Peperomia pakipski C.DC.
- Peperomia palcana C.DC.
- Peperomia pallens Kunth
- Peperomia pallescens Miq.
- Peperomia pallida (G.Forst.) A.Dietr.
- Peperomia pallidibacca C.DC.
- Peperomia pallidinervis C.DC.
- Peperomia palmana C.DC.
- Peperomia palmiformis Pino & Samain
- Peperomia palmirensis C.DC.
- Peperomia pampalcana Trel.
- Peperomia pandiana C.DC.
- Peperomia pangerangoana C.DC.
- Peperomia papillispica C.DC.
- Peperomia papillosa Dahlst.
- Peperomia paradoxa Diels
- Peperomia paramuna Callejas
- Peperomia parasitica C.DC.
- Peperomia parastriata G.Mathieu
- Peperomia parcicilia C.DC.
- Peperomia parcifolia C.DC.
- Peperomia parcipeltata G.Mathieu
- Peperomia parhamii Yunck.
- Peperomia pariensis Steyerm.
- Peperomia parnassiifolia Miq.
- Peperomia parva Trel.
- Peperomia parvibacca C.DC.
- Peperomia parvibractea C.DC.
- Peperomia parvicaulis C.DC.
- Peperomia parvifolia C.DC.
- Peperomia parvilimba C.DC.
- Peperomia parvipunctulata Trel.
- Peperomia parvisagittata G.Mathieu & Pino
- Peperomia parvulifolia Trel.
- Peperomia pasionana Trel. ex G.Mathieu
- Peperomia patula C.DC.
- Peperomia pavoniana C.DC.
- Peperomia pearcei Trel.
- Peperomia peckelii C.DC.
- Peperomia pecuniifolia Trel. & Standl.
- Peperomia pedicellata Dahlst.
- Peperomia pedunculata C.DC.
- Peperomia pellucida (L.) Kunth
- Peperomia pellucidoides Yunck.
- Peperomia pellucidopunctulata C.DC.
- Peperomia peltaphylla Trel. & Yunck.
- Peperomia peltifolia C.DC.
- Peperomia peltigera C.DC.
- Peperomia peltilimba C.DC. ex Trel.
- Peperomia peltoidea Kunth
- Peperomia pendulicaulis C.DC.
- Peperomia penduliramea Yunck.
- Peperomia penicillata C.DC.
- Peperomia pentadactyla Yunck.
- Peperomia peploides Kunth
- Peperomia percalvescens Trel.
- Peperomia perciliata Yunck.
- Peperomia pereneana Trel.
- Peperomia pereskiifolia (Jacq.) Kunth
- Peperomia perforata Opiz
- Peperomia perglandulosa Yunck.
- Peperomia perherbacea Trel.
- Peperomia perlongicaulis Yunck.
- Peperomia perlongipedunculata Trel. & Yunck.
- Peperomia perlongipes C.DC.
- Peperomia perlongispica Yunck.
- Peperomia pernambucensis Miq.
- Peperomia perodiniana Trel.
- Peperomia persuculenta Yunck.
- Peperomia persulcata Yunck.
- Peperomia pertomentella Trel.
- Peperomia peruviana Dahlst.
- Peperomia petiolaris C.DC.
- Peperomia petiolata Hook.f.
- Peperomia petraea C.DC.
- Peperomia petrophila C.DC.
- Peperomia philipsonii Yunck.
- Peperomia phyllanthopsis Trel. & Yunck.
- Peperomia physostachya G.Mathieu
- Peperomia pichinchae C.DC.
- Peperomia pichisensis Trel.
- Peperomia pilicaulis C.DC.
- Peperomia pilifera Trel.
- Peperomia pilipetiolata Callejas
- Peperomia pillahuatana Trel.
- Peperomia pilocarpa Pino, Samain & L.E.Alomía
- Peperomia pilosa Ruiz & Pav.
- Peperomia pilostigma Yunck.
- Peperomia pinedoana Trel.
- Peperomia pinoi G.Mathieu
- Peperomia piresii Yunck.
- Peperomia pitcairnensis C.DC.
- Peperomia pitiguayana Trel.
- Peperomia pittieri C.DC.
- Peperomia playapampana Trel.
- Peperomia pleiomorpha Trel.
- Peperomia plicata Opiz
- Peperomia plicatifolia Trel.
- Peperomia plurispica Trel.
- Peperomia pluvisilvatica G.Mathieu
- Peperomia poasana C.DC.
- Peperomia polybotrya Kunth
- Peperomia polycephala Trel.
- Peperomia polymorpha Trel.
- Peperomia polystachya (Aiton) Hook.
- Peperomia polystachyoides Dahlst.
- Peperomia polzii Rauh ex Bogner
- Peperomia ponapensis C.DC.
- Peperomia pongoana Trel.
- Peperomia pontina Trel.
- Peperomia popayanensis Trel. & Yunck.
- Peperomia porphyridea Diels
- Peperomia porriginifera Trel. & Yunck.
- Peperomia portobellensis Beurl.
- Peperomia portoricensis Urb.
- Peperomia portuguesensis Steyerm.
- Peperomia portulacoides (Lam.) A.Dietr.
- Peperomia potamophila Callejas
- Peperomia ppucu-ppucu Trel.
- Peperomia praematura Trel. & Yunck.
- Peperomia praeruptorum Trel.
- Peperomia pringlei C.DC.
- Peperomia proctorii Yunck.
- Peperomia procumbens C.DC.
- Peperomia productamenta Trel.
- Peperomia profissa Trel.
- Peperomia prolifera Yunck.
- Peperomia propugnaculi Trel.
- Peperomia prostrata B.S.Williams ex Mast. & T.Moore
- Peperomia pseudoalpina Trel.
- Peperomia pseudoalternifolia Trel. & Yunck.
- Peperomia pseudoasarifolia Callejas & G.Mathieu
- Peperomia pseudobcordata Yunck.
- Peperomia pseudocasaretti C.DC.
- Peperomia pseudocobana Yunck.
- Peperomia pseudoelata Callejas
- Peperomia pseudoestrellensis C.DC.
- Peperomia pseudofurcata C.DC.
- Peperomia pseudoglabella Steyerm.
- Peperomia pseudohirta Callejas
- Peperomia pseudohodgei Callejas
- Peperomia pseudomaculosa Callejas
- Peperomia pseudopereskiifolia C.DC.
- Peperomia pseudoperuviana (Pino) Pino
- Peperomia pseudophyllantha Samain
- Peperomia pseudorhombea C.DC.
- Peperomia pseudorhynchophoros C.DC.
- Peperomia pseudorufescens C.DC.
- Peperomia pseudosalicifolia Trel.
- Peperomia pseudoserratirhachis D.Monteiro
- Peperomia pseudoumbilicata Yunck.
- Peperomia pseudovariegata C.DC.
- Peperomia pseudoverruculosa G.Mathieu
- Peperomia psilophylla C.DC.
- Peperomia psilostachya C.DC.
- Peperomia pteroneura C.DC.
- Peperomia puberulescens Callejas
- Peperomia puberulibacca C.DC.
- Peperomia puberulicaulis Trel. & Yunck.
- Peperomia puberuliformis Trel.
- Peperomia puberulilimba C.DC.
- Peperomia puberulipes Trel.
- Peperomia puberulirhachis C.DC.
- Peperomia puberulispica C.DC.
- Peperomia pubescens Ruiz & Pav.
- Peperomia pubescentinervis Trel.
- Peperomia pubicaulis C.DC.
- Peperomia pubilimba C.DC.
- Peperomia pubinervosa Trel.
- Peperomia pubipeduncula Yunck.
- Peperomia pubipetiola C.DC.
- Peperomia pubiramea Trel.
- Peperomia pubirhachis Yunck.
- Peperomia puerto-ospinana Trel. & Yunck.
- Peperomia pugnicaudex Pino
- Peperomia pulchella (Aiton) A.Dietr.
- Peperomia pullispica Trel.
- Peperomia pululaguana C.DC.
- Peperomia pumila Opiz
- Peperomia punctatilamina Trel. & Yunck.
- Peperomia punctulatissima Trel.
- Peperomia punicea Dahlst.
- Peperomia purpurea Ruiz & Pav.
- Peperomia purpureonervosa G.Mathieu
- Peperomia purpurinervis C.DC.
- Peperomia purpurinodis Yunck.
- Peperomia purpurispicata Callejas
- Peperomia pusilla Callejas
- Peperomia putlaensis G.Mathieu
- Peperomia putumayoensis Trel. & Yunck.
- Peperomia pyramidata Sodiro
- Peperomia pyrifolia Bonpl.
- Peperomia quadrangularis (J.V.Thomps.) A.Dietr.
- Peperomia quadratifolia Trel.
- Peperomia quadricoma Trel.
- Peperomia quadrifolia (L.) Kunth
- Peperomia quaerata Trel.
- Peperomia quaesita Trel.
- Peperomia quaifei C.DC.
- Peperomia querocochana G.Mathieu & Pino
- Peperomia questionis G.Mathieu
- Peperomia quetzal Véliz, Archila & L.Velásquez
- Peperomia quimiriana Trel.
- Peperomia quispicanchiana Trel.
- Peperomia racemifolia Trel.
- Peperomia radiatinervosa G.Mathieu
- Peperomia radicosa Yunck.
- Peperomia ramboi Yunck.
- Peperomia ranongensis Suwanph., Hodk. & Chantar.
- Peperomia rapensis F.Br.
- Peperomia ratticaudata G.Mathieu
- Peperomia rauniensis O.Schwartz
- Peperomia rechingerae C.DC.
- Peperomia recurvata (Blume) Miq.
- Peperomia reflexa Kunth
- Peperomia regelii C.DC.
- Peperomia reineckei C.DC.
- Peperomia remyi C.DC.
- Peperomia renifolia Dahlst.
- Peperomia renzopalmae Pino & Ric.Fernández
- Peperomia reptans C.DC.
- Peperomia reptilis C.DC.
- Peperomia reticulata Balf.f.
- Peperomia retivenulosa Yunck.
- Peperomia retropuberula Yunck.
- Peperomia retusa (L.f.) A.Dietr.
- Peperomia rhexiifolia Moritzi ex C.DC.
- Peperomia rhodophylla Trel.
- Peperomia rhombea Ruiz & Pav.
- Peperomia rhombeifolia Trel.
- Peperomia rhombeoelliptica Trel.
- Peperomia rhombifolia Trel.
- Peperomia rhombiformis Trel.
- Peperomia rhombilimba Trel.
- Peperomia rhomboidea Hook. & Arn.
- Peperomia ricardofernandezii Pino & Samain
- Peperomia ricaurtensis Yunck.
- Peperomia richardsonii G.Mathieu
- Peperomia ridleyi C.DC.
- Peperomia riedeliana Regel
- Peperomia rigidicaulis C.DC.
- Peperomia rioblancoana Trel. & Yunck.
- Peperomia riocaliensis Trel. & Yunck.
- Peperomia riosaniensis Hutchison ex Pino, Samain & L.E.Alomía
- Peperomia riparia Yunck.
- Peperomia ripicola C.DC.
- Peperomia rivulamans Silverst.
- Peperomia rivulorum C.DC.
- Peperomia rizzinii Yunck.
- Peperomia robleana Trel. & Yunck.
- Peperomia robusta G.Mathieu
- Peperomia robustior (Dahlst.) Urb.
- Peperomia rockii C.DC.
- Peperomia rodriguesiana Balf.f.
- Peperomia rosea Trel.
- Peperomia roseopetiolata Callejas
- Peperomia rossii Rendle ex Baker f.
- Peperomia rosulatiformis Yunck.
- Peperomia rotumaensis H.St.John
- Peperomia rotundata Kunth
- Peperomia rotundifolia (L.) Kunth
- Peperomia rotundilimba C.DC.
- Peperomia roxburghiana (Schult.) A.Dietr.
- Peperomia rubea Trel.
- Peperomia rubens Trel.
- Peperomia rubescens C.DC.
- Peperomia rubramenta Trel. & Yunck.
- Peperomia rubricaulis (Nees) A.Dietr.
- Peperomia rubrifolia Trel.
- Peperomia rubrimaculata C.DC.
- Peperomia rubrinodis Kunth & C.D.Bouché
- Peperomia rubripetiola Trel.
- Peperomia rubrivenosa C.DC.
- Peperomia rubropunctulata C.DC.
- Peperomia rufescens C.DC.
- Peperomia rufescentifolia Trel.
- Peperomia rufispica Yunck.
- Peperomia rugata Trel.
- Peperomia rugatifolia Trel.
- Peperomia rugosa C.C.Berg, E.A.Mennega & Tolsma
- Peperomia rupiceda C.DC.
- Peperomia rupicola C.DC.
- Peperomia rupigaudens C.DC.
- Peperomia rurrenabaqueana Trel.
- Peperomia rusbyi C.DC.
- Peperomia ruscifolia Kunth
- Peperomia sabaletasana Yunck.
- Peperomia sachatzinzumba Trel. & Yunck.
- Peperomia sagasteguii Pino, Samain & L.E.Alomía
- Peperomia sagittata G.Mathieu
- Peperomia saintpauliella Grayum
- Peperomia salaminana Trel. & Yunck.
- Peperomia salangonis Trel. & Yunck.
- Peperomia salicifolia C.DC.
- Peperomia saligna Kunth
- Peperomia salmonicolor Trel.
- Peperomia samainiae Pino
- Peperomia samoensis Warb.
- Peperomia sanblasensis Callejas
- Peperomia san-carlosiana C.DC.
- Peperomia sandemanii Yunck.
- Peperomia sandwicensis Miq.
- Peperomia san-felipensis C.DC.
- Peperomia sangabanensis Trel.
- Peperomia san-joseana C.DC.
- Peperomia sanquininiana Trel. & Yunck.
- Peperomia san-roqueana Trel.
- Peperomia sansalvadorana C.DC.
- Peperomia santa-elisae C.DC.
- Peperomia santa-helenae Trel.
- Peperomia santanderana Trel. & Yunck.
- Peperomia santiagoana Trel.
- Peperomia sarasinii C.DC.
- Peperomia savaiiensis Whistler
- Peperomia saxicola C.DC.
- Peperomia scabiosa Trel.
- Peperomia schenckiana Dahlst.
- Peperomia schizandra Trel.
- Peperomia schlechteri Lauterb.
- Peperomia schmidtii C.DC.
- Peperomia schneepeana D.Parodi
- Peperomia schultzei Trel. & Yunck.
- Peperomia schunkeana Trel.
- Peperomia schwackei C.DC.
- Peperomia sclerophylla Trel.
- Peperomia scopulorum Trel.
- Peperomia scutaleifolia Trel.
- Peperomia scutellariifolia Sodiro
- Peperomia scutellifolia Ruiz & Pav.
- Peperomia scutifolia C.DC.
- Peperomia scutilimba Yunck.
- Peperomia secunda Ruiz & Pav.
- Peperomia seemanniana Miq.
- Peperomia segregata T.S.Dantas, Carv.-Silva & P.E.A.S.Câmara
- Peperomia seibertii Trel.
- Peperomia selenophylla Pino & Cieza
- Peperomia seleri C.DC.
- Peperomia semimetralis C.DC.
- Peperomia semipuberula Trel. & Yunck.
- Peperomia seposita Trel.
- Peperomia septemnervis Ruiz & Pav.
- Peperomia septentrionalis S.Br.
- Peperomia serpens (Sw.) G.Don
- Peperomia serratirhachis Yunck.
- Peperomia sierpeana Callejas
- Peperomia silvarum C.DC.
- Peperomia silvicola C.DC.
- Peperomia silvivaga C.DC.
- Peperomia similis Britton
- Peperomia simplex Desv.
- Peperomia simulans C.DC.
- Peperomia simuliformis Callejas
- Peperomia sincorana C.DC.
- Peperomia sirindhorniana Suwanph. & Chantar.
- Peperomia sirupayana C.DC.
- Peperomia skottsbergii C.DC.
- Peperomia smithiana C.DC.
- Peperomia smithii Trel.
- Peperomia sneidernii Yunck.
- Peperomia societatis J.W.Moore
- Peperomia socorronis Trel.
- Peperomia sodiroi C.DC.
- Peperomia soratana C.DC.
- Peperomia soukupii Trel.
- Peperomia spathophylla Dahlst.
- Peperomia spathulata Ham.
- Peperomia spathulifolia Small
- Peperomia sphaerostachya G.Mathieu
- Peperomia spiculata Trel.
- Peperomia spiritus-sancti E.F.Guim. & Carv.-Silva
- Peperomia spruceana Benth. ex C.DC.
- Peperomia sprucei C.DC.
- Peperomia steinbachii Yunck.
- Peperomia stelechophila C.DC.
- Peperomia stellata (Sw.) A.Dietr.
- Peperomia stenocarpa Regel
- Peperomia stenostachya C.DC.
- Peperomia stevensii Trel.
- Peperomia steyermarkii Yunck.
- Peperomia stilifera Yunck.
- Peperomia stipitifolia Trel.
- Peperomia stolonifera Kunth
- Peperomia strawii Hutchison ex Pino & Klopf.
- Peperomia striata Ruiz & Pav.
- Peperomia stroemfeltii Dahlst.
- Peperomia stuebelii C.DC.
- Peperomia subalata C.DC.
- Peperomia subandina Trel.
- Peperomia subblanda C.DC.
- Peperomia subcalvescens Trel.
- Peperomia subelongata C.DC.
- Peperomia subemarginata Yunck.
- Peperomia subflaccida Yunck.
- Peperomia sublaxiflora C.DC.
- Peperomia subpallescens C.DC.
- Peperomia subpetiolata Yunck.
- Peperomia subpilosa Yunck.
- Peperomia subretusa Yunck.
- Peperomia subroseispica C.DC.
- Peperomia subrotunda (Haw.) A.Dietr.
- Peperomia subrotundifolia C.DC.
- Peperomia subrubescens Yunck.
- Peperomia subrubricaulis C.DC.
- Peperomia subrubrispica C.DC.
- Peperomia subsericata Trel.
- Peperomia subsetifolia Yunck.
- Peperomia subspathulata Yunck.
- Peperomia subternifolia Yunck.
- Peperomia subvillicaulis Trel.
- Peperomia succulenta C.DC.
- Peperomia suchitanensis Trel. & Standl.
- Peperomia sucumbiosensis Yunck.
- Peperomia sulbahiensis D.Monteiro & M.Coelho
- Peperomia sulcata C.DC.
- Peperomia sumidoriana C.DC.
- Peperomia suratana Trel. & Yunck.
- Peperomia suspensa C.DC.
- Peperomia swartziana Miq.
- Peperomia sylvatica C.DC.
- Peperomia sylvestris C.DC.
- Peperomia symmankii Pino & Samain
- Peperomia sympodialis Trel. & Yunck.
- Peperomia syringifolia C.DC.
- Peperomia tablahuasiana C.DC.
- Peperomia tairukouensis S.S.Ying
- Peperomia talinifolia Kunth
- Peperomia tamayoi Trel. & Yunck.
- Peperomia tambitoensis Trel. & Yunck.
- Peperomia tamboana Yunck.
- Peperomia tanalensis Baker
- Peperomia tancitaroana Trel. ex Viccon & G.Mathieu
- Peperomia tarapotana C.DC.
- Peperomia tatei Yunck.
- Peperomia tejana Trel. & Yunck.
- Peperomia tenae Trel. & Yunck.
- Peperomia tenella (Sw.) A.Dietr.
- Peperomia tenelliformis Trel.
- Peperomia tenerrima Schltdl. & Cham.
- Peperomia tenuicaulis C.DC.
- Peperomia tenuiflora Opiz
- Peperomia tenuifolia C.DC.
- Peperomia tenuilimba C.DC.
- Peperomia tenuimarginata Trel. & Yunck.
- Peperomia tenuipeduncula C.DC.
- Peperomia tenuipes Trel.
- Peperomia tenuipila C.DC.
- Peperomia tenuiramea C.DC.
- Peperomia tenuissima C.DC.
- Peperomia tepoztecoana G.Mathieu
- Peperomia tequendamana Trel.
- Peperomia terebinthina G.Mathieu
- Peperomia teresitensis Trel.
- Peperomia ternata C.DC.
- Peperomia terraegaudens Trel. & Yunck.
- Peperomia tetragona Ruiz & Pav.
- Peperomia tetraphylla (G.Forst.) Hook. & Arn.
- Peperomia tetraquetra Sodiro
- Peperomia teysmannii C.DC.
- Peperomia theodori Trel.
- Peperomia thienii Yunck.
- Peperomia thollonii C.DC.
- Peperomia thomeana C.DC.
- Peperomia thorelii C.DC.
- Peperomia ticunhuayana Trel.
- Peperomia tillettii Steyerm.
- Peperomia timbuchiana Trel.
- Peperomia tjibodasana C.DC.
- Peperomia tlapacoyoensis C.DC.
- Peperomia toledoana Callejas
- Peperomia tolimensis Trel. & Yunck.
- Peperomia tomentella Trel. & Yunck.
- Peperomia tomentosa A.Dietr.
- Peperomia tominana C.DC.
- Peperomia tonduzii C.DC.
- Peperomia tooviiana J.Florence
- Peperomia topoensis Yunck.
- Peperomia toroi Trel. & Yunck.
- Peperomia tovariana C.DC.
- Peperomia tradescantiifolia O.Schwartz
- Peperomia transparens Miq.
- Peperomia trianae C.DC.
- Peperomia trichobracteata G.Mathieu & T.Krömer
- Peperomia trichocarpa Miq.
- Peperomia trichomanoides Grayum
- Peperomia trichophylla Baker
- Peperomia trichopus Trel.
- Peperomia tricolor Trel.
- Peperomia trifolia (L.) A.Dietr.
- Peperomia trinervis Ruiz & Pav.
- Peperomia trinervula C.DC.
- Peperomia trineura Miq.
- Peperomia trineuroides Dahlst.
- Peperomia triplinervis Sodiro
- Peperomia tristachya Kunth
- Peperomia trollii Hutchison & Rauh
- Peperomia tropaeoloides Sodiro
- Peperomia trujilloi Steyerm.
- Peperomia truncicola C.DC.
- Peperomia truncigaudens C.DC.
- Peperomia trunciseda C.DC.
- Peperomia truncivaga C.DC.
- Peperomia tsakiana C.DC.
- Peperomia tuberculata Yunck.
- Peperomia tubericordata G.Mathieu
- Peperomia tuberosa Opiz
- Peperomia tuerckheimii C.DC.
- Peperomia tuisana C.DC.
- Peperomia tumida Sodiro
- Peperomia tungurahuae Sodiro
- Peperomia turbinata Dahlst.
- Peperomia turboensis Yunck.
- Peperomia turialvensis C.DC.
- Peperomia tutensis Callejas
- Peperomia tutunendoana Trel. & Yunck.
- Peperomia uaupesensis Yunck.
- Peperomia ubate-susanensis Yunck.
- Peperomia udimontana Trel. & Yunck.
- Peperomia udisilvestris C.DC.
- Peperomia umbilicata Ruiz & Pav.
- Peperomia umbrigaudens Yunck.
- Peperomia umbrosa G.Mathieu
- Peperomia uncatispica Trel.
- Peperomia undeninervia C.DC.
- Peperomia unduavina C.DC.
- Peperomia unifoliata Callejas
- Peperomia unispicata Callejas
- Peperomia urbani Trel.
- Peperomia urocarpa Fisch. & C.A.Mey.
- Peperomia urocarpoides C.DC.
- Peperomia ursina Grayum
- Peperomia urvilleana A.Rich.
- Peperomia valladolidana Yunck.
- Peperomia vallensis Trel. & Yunck.
- Peperomia valliculae Trel.
- Peperomia vana Trel.
- Peperomia vareschii Yunck.
- Peperomia variculata Trel.
- Peperomia variifolia C.DC.
- Peperomia variilimba G.Mathieu
- Peperomia vazquezii G.Mathieu & Verg.-Rodr.
- Peperomia vellarimalica J.Mathew & P.M.Salim
- Peperomia velloziana Miq.
- Peperomia velutina Linden & André
- Peperomia venabulifolia Trel.
- Peperomia veneciana Trel. & Yunck.
- Peperomia venezueliana C.DC.
- Peperomia venosa Yunck.
- Peperomia ventenatii Miq.
- Peperomia ventricosicarpa Trel.
- Peperomia venulosa Yunck.
- Peperomia venusta Yunck.
- Peperomia veraguana Callejas
- Peperomia verediana Trel.
- Peperomia verruculosa Dahlst. ex A.W.Hill
- Peperomia verschaffeltii Linden
- Peperomia versicolor Trel.
- Peperomia versteegii C.DC.
- Peperomia verticillata (L.) A.Dietr.
- Peperomia verticillatispica Trel. & Yunck.
- Peperomia vestita C.DC.
- Peperomia vidaliana Trel.
- Peperomia villarrealii Yunck.
- Peperomia villicaulis C.DC.
- Peperomia villipetiola C.DC.
- Peperomia villosa C.DC.
- Peperomia vinasiana C.DC.
- Peperomia vincentiana Miq.
- Peperomia violacea C.DC.
- Peperomia viracochana Trel.
- Peperomia vitiana C.DC.
- Peperomia vitilevuensis Yunck.
- Peperomia vivipara Pino, Samain & L.E.Alomía
- Peperomia vueltasana Trel.
- Peperomia vulcanica Baker & C.H.Wright
- Peperomia vulcanicola C.DC.
- Peperomia warmingii C.DC.
- Peperomia weberbaueri C.DC.
- Peperomia wernerrauhii Pino & Samain
- Peperomia wheeleri Britton
- Peperomia wibomii Yunck.
- Peperomia williamsii C.DC.
- Peperomia wolfgang-krahnii Rauh
- Peperomia woytkowskii Yunck.
- Peperomia wrayi C.DC.
- Peperomia xalana G.Mathieu
- Peperomia yabucoana Urb. & C.DC.
- Peperomia yanacachiana Yunck.
- Peperomia yananoensis Trel.
- Peperomia yapasana Trel.
- Peperomia yatuensis Steyerm.
- Peperomia yeracuiana Trel. & Yunck.
- Peperomia yungasana C.DC.
- Peperomia yutajensis Steyerm.
- Peperomia zarzalana Trel. & Yunck.
- Peperomia zipaquirana Trel. & Yunck.
- Peperomia zongolicana Jimeno-Sevilla & Verg.-Rodr.

### Híbrids
S'ha descrit el següent híbrid natural:
Peperomia × abscondita J.W.Moore

### Sinònims
Els següents noms científics són sinònims heterotípics de Peperomia:
- Acrocarpidium Miq.
- Erasmia Miq.
- Micropiper Miq.
- Phyllobryon Miq.
- Piperanthera C.DC.
- Rhynchophorum (Miq.) Small
- Tildenia Miq.
- Trigonanthera André
- Troxirum Raf.

## Usos
Algunes espècies es fan servir com a plantes ornamentals d'interior per les seves fulles. L'espècie més utilitzada i cultivada és Peperomia obtusifolia, amb moltes varietats cultivars comercialitzades.

## Galeria

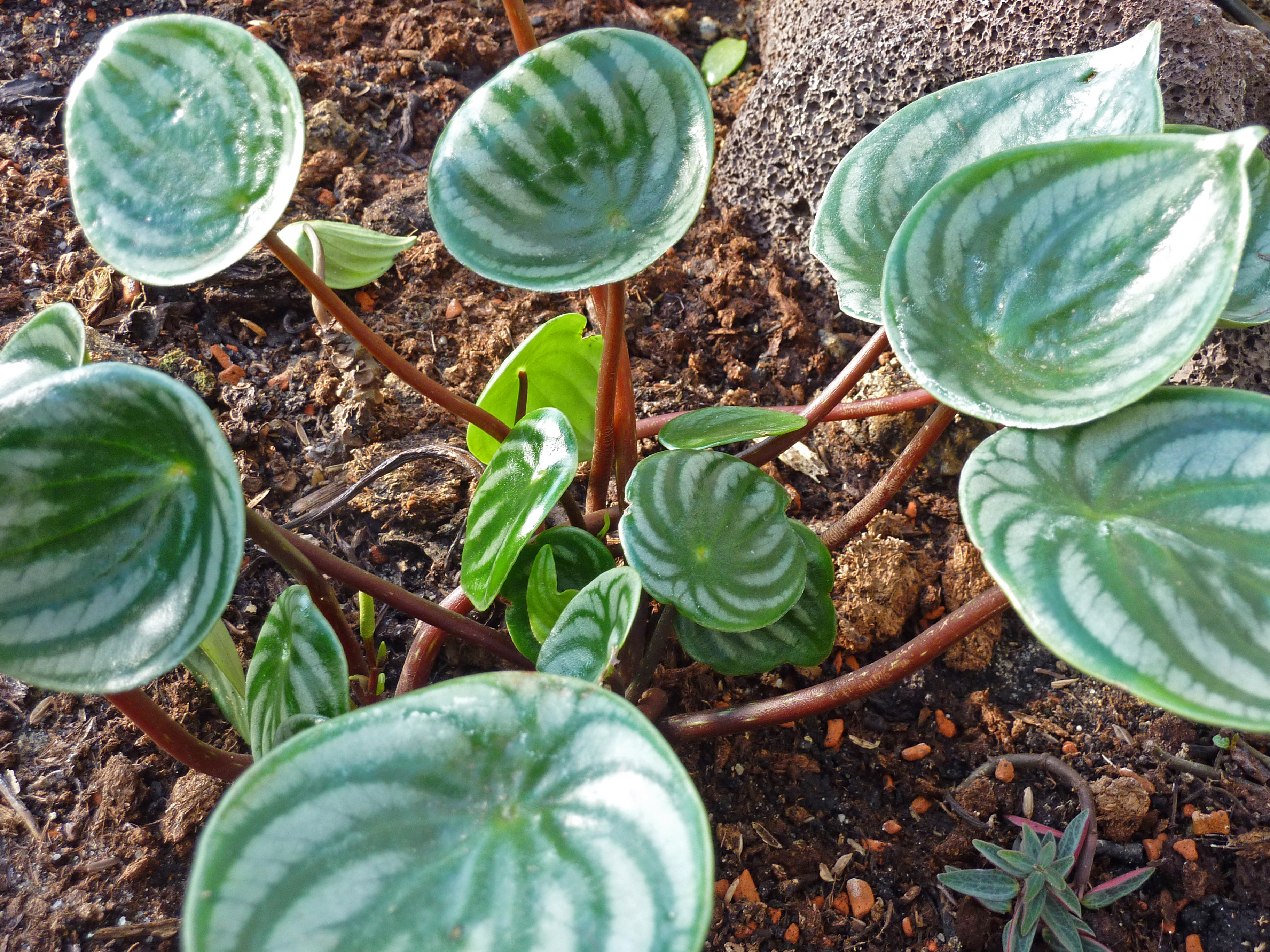
Peperomia argyreia
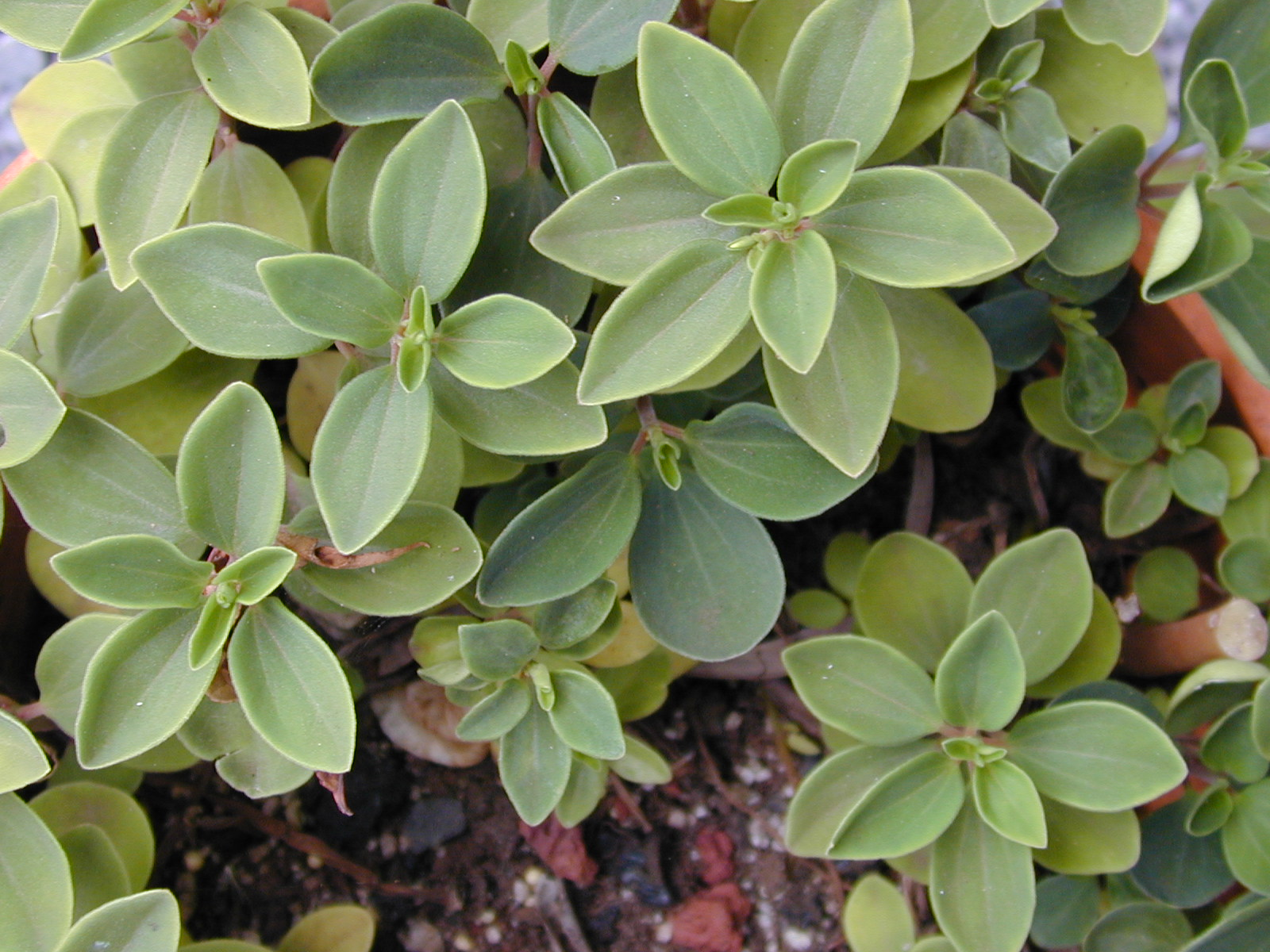
Peperomia blanda
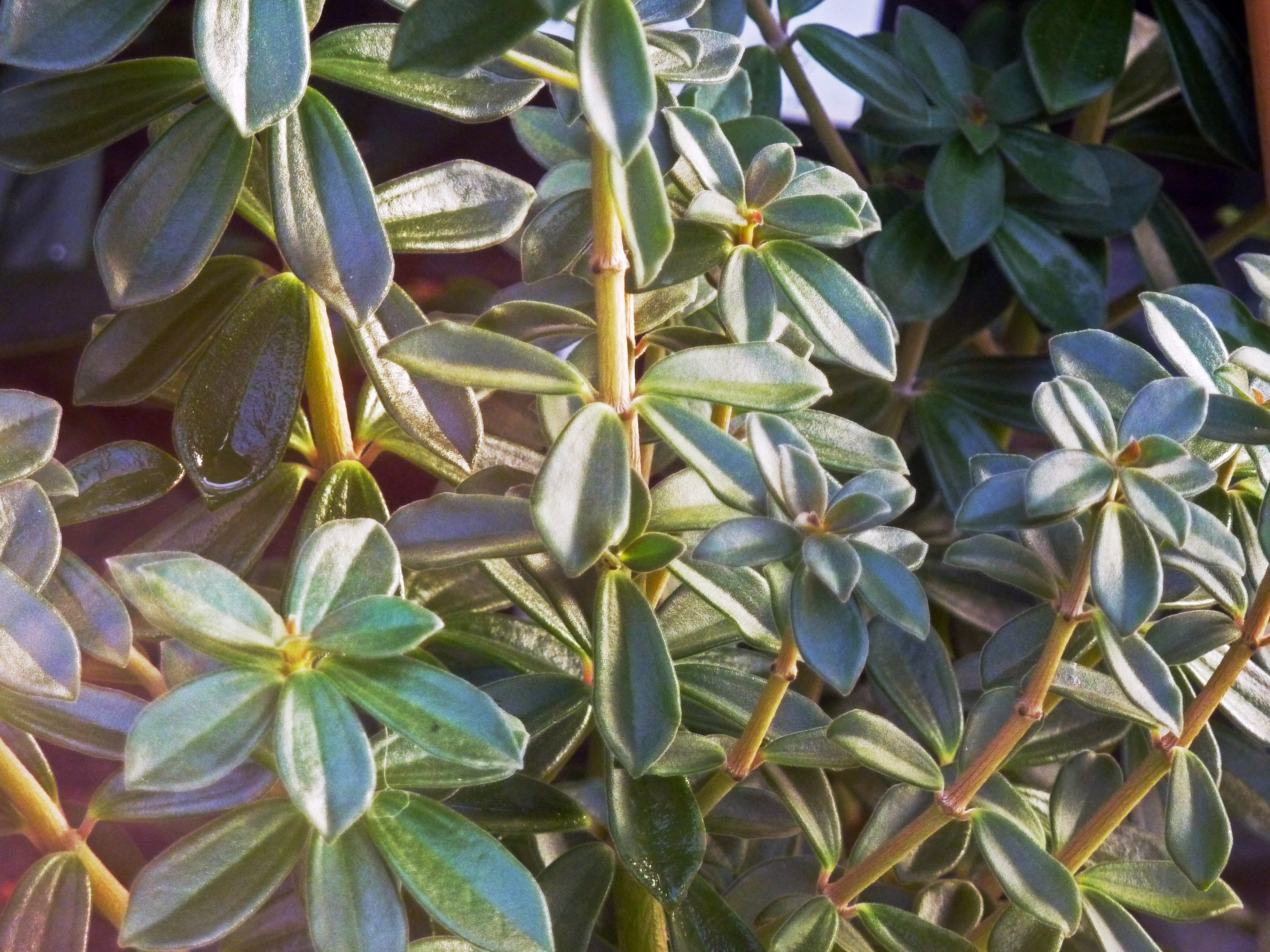
Peperomia camptotricha
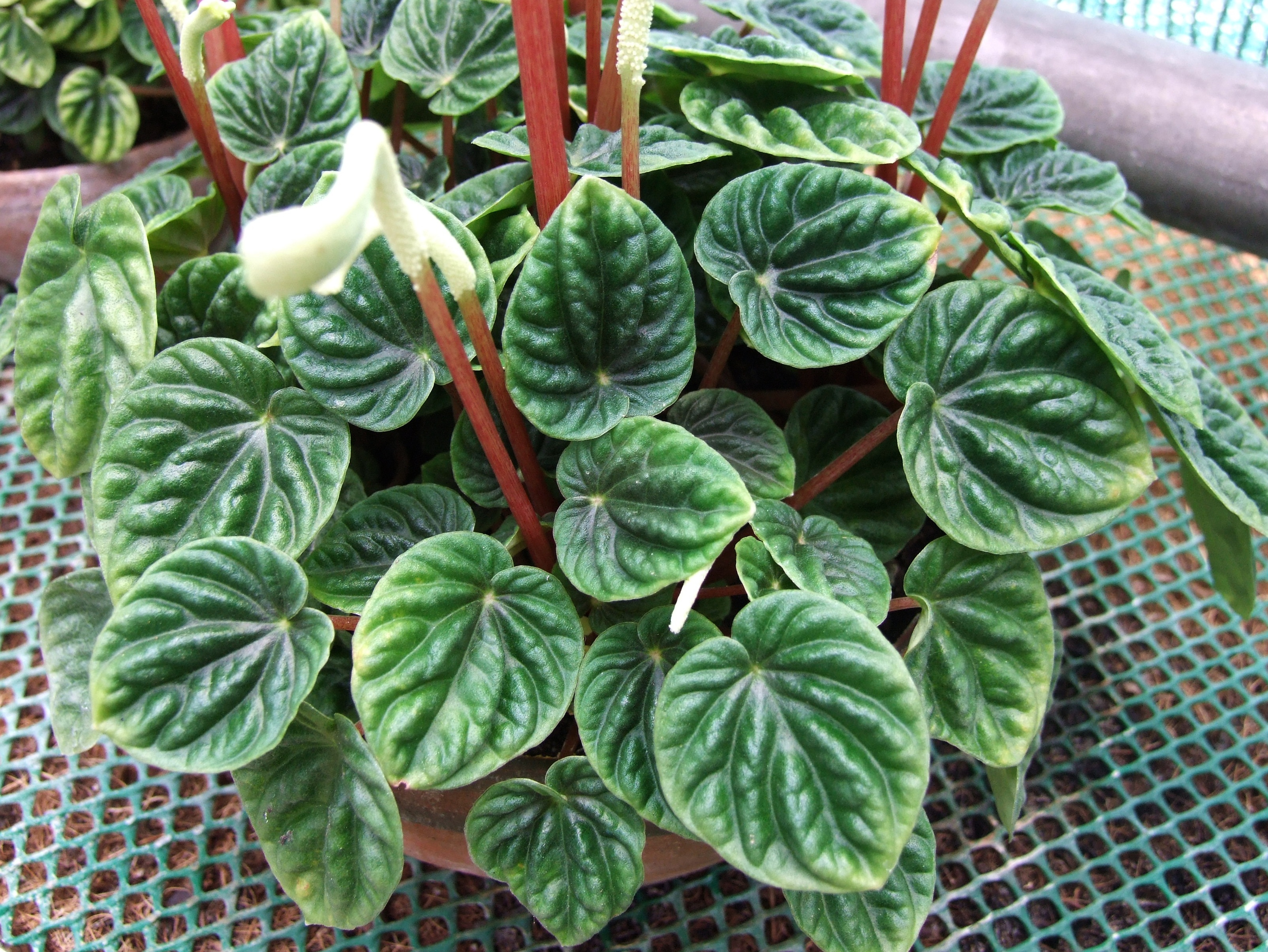
Peperomia caperata
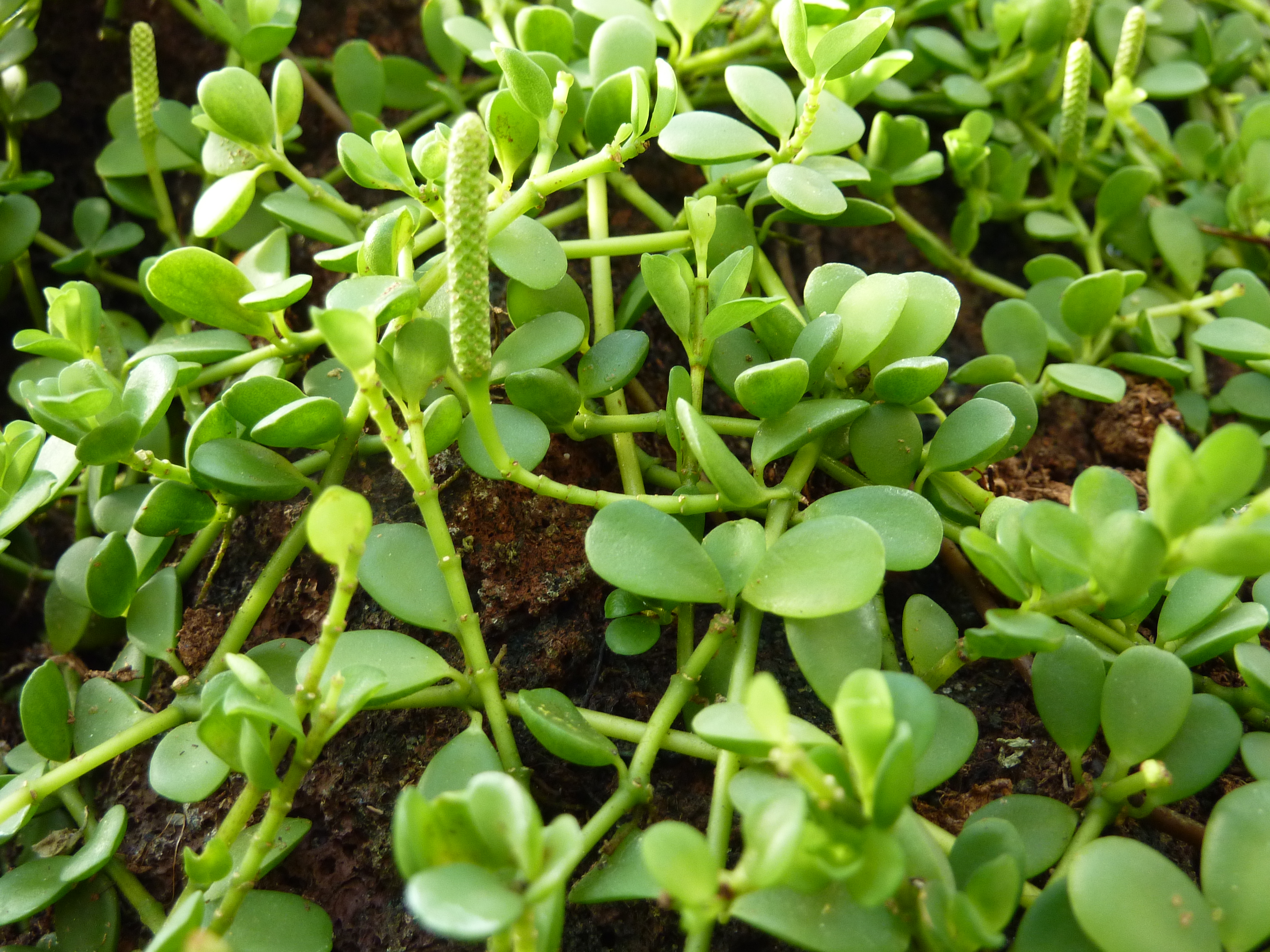
Peperomia caulibarbis
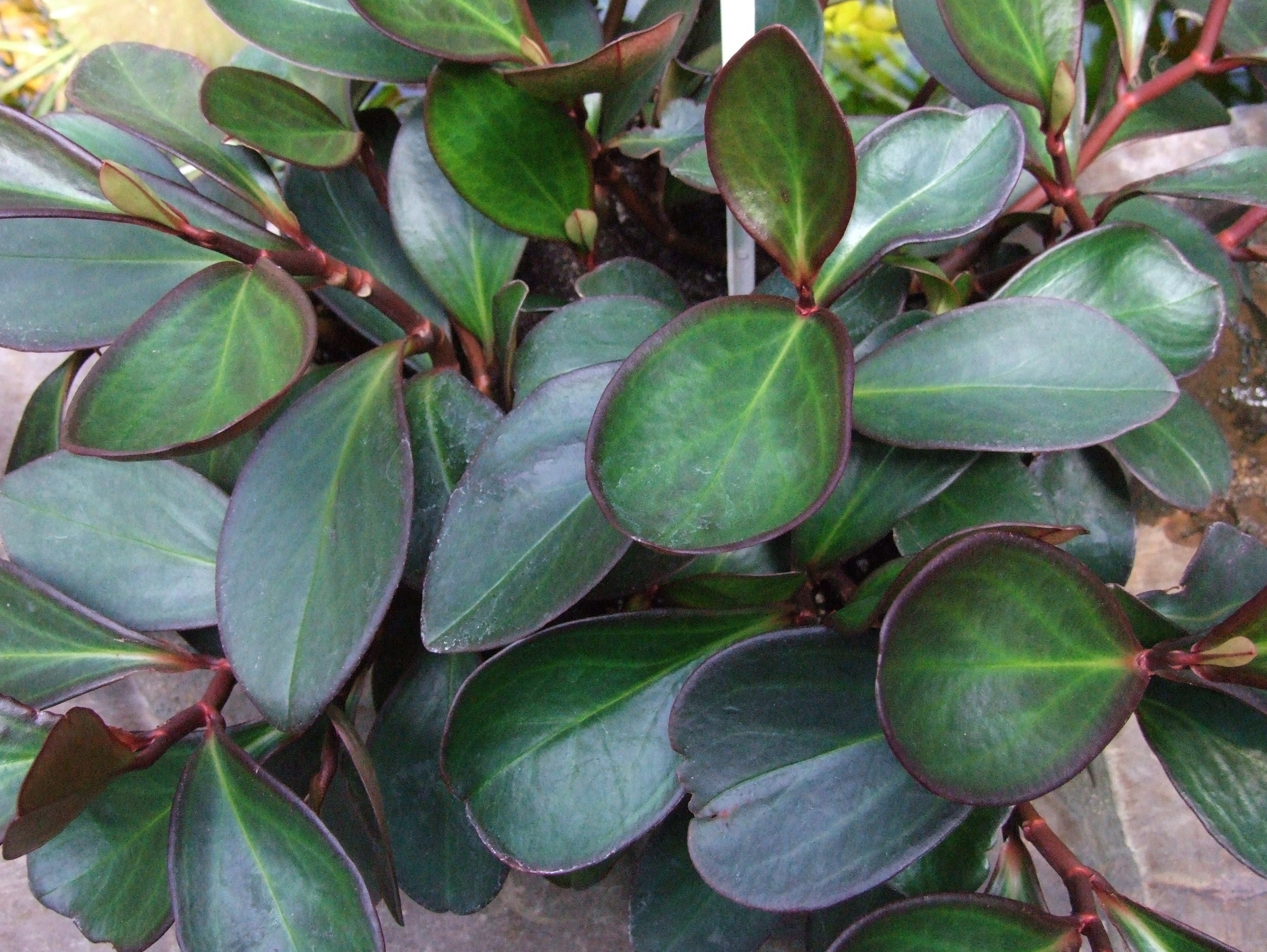
Peperomia claviformis
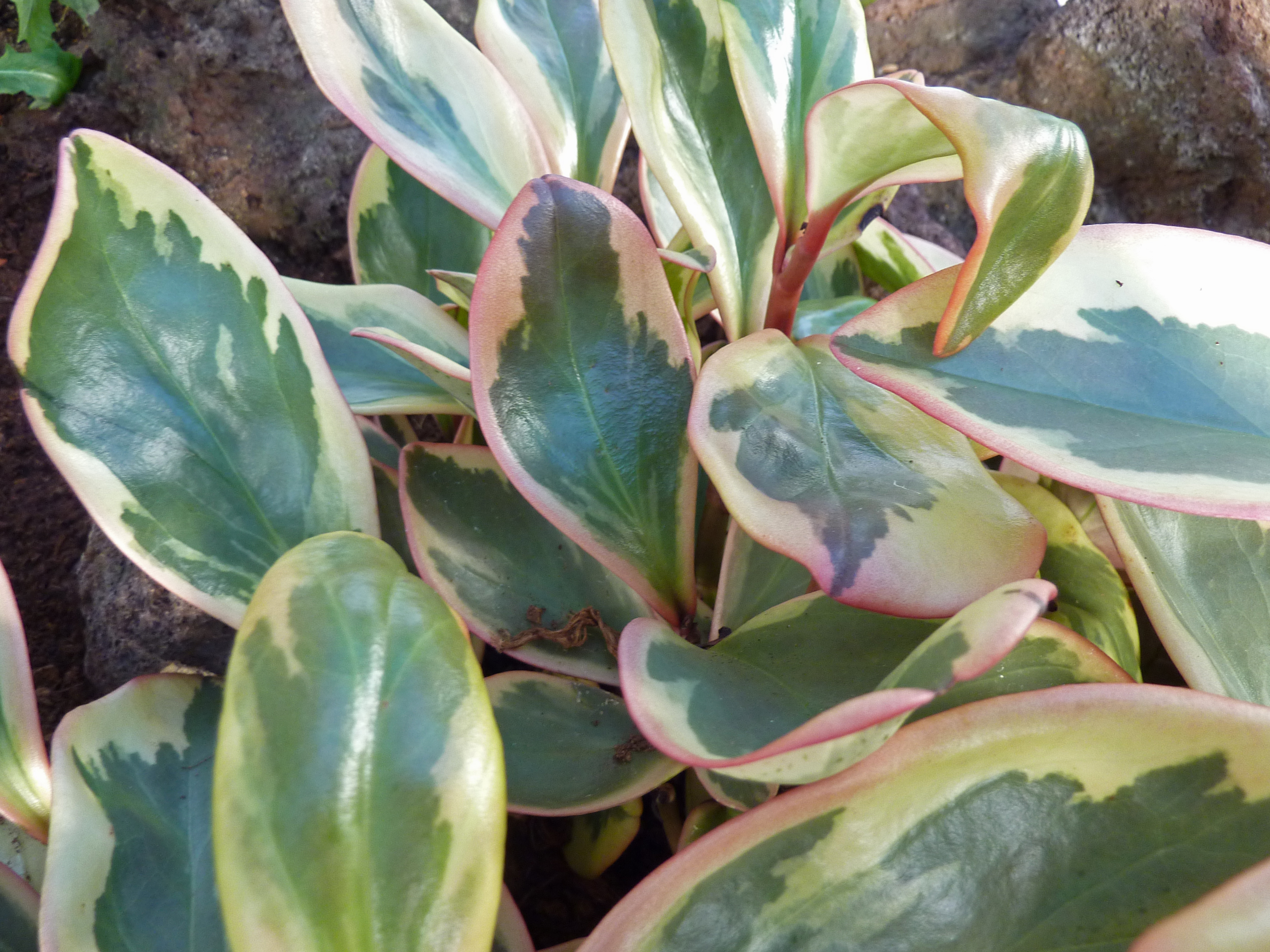
Peperomia clusiifolia "Jely"
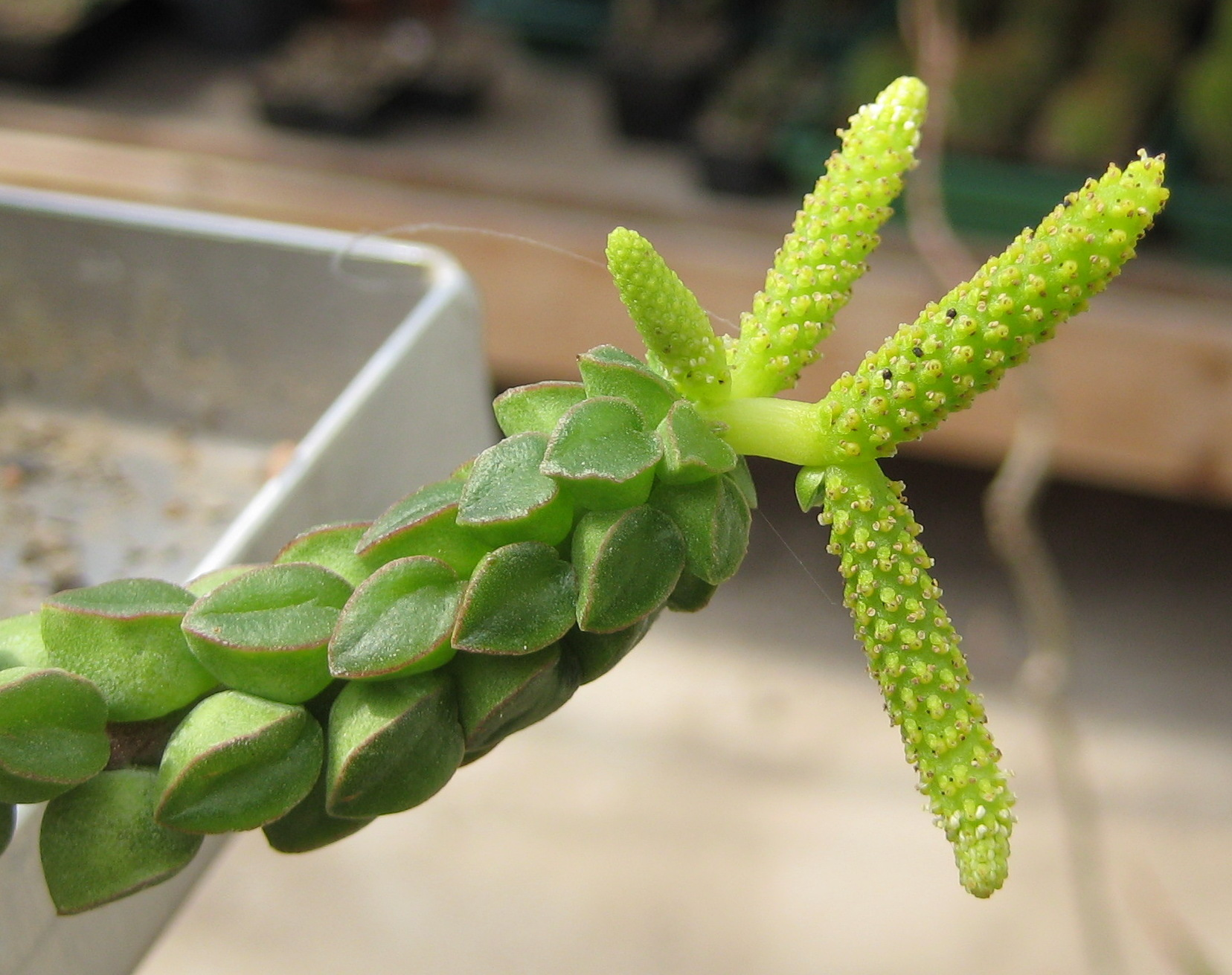
Peperomia columella
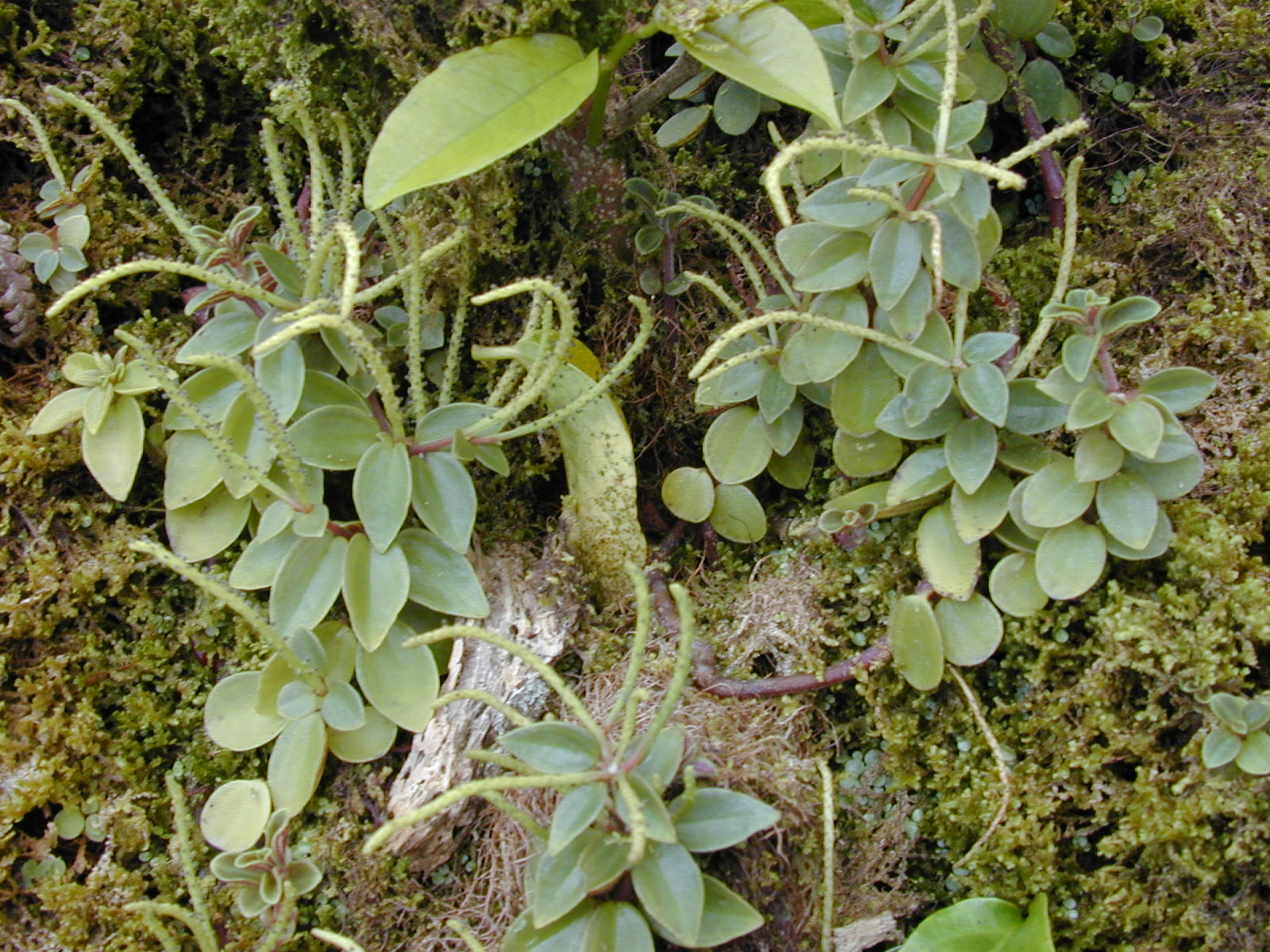
Peperomia cookiana
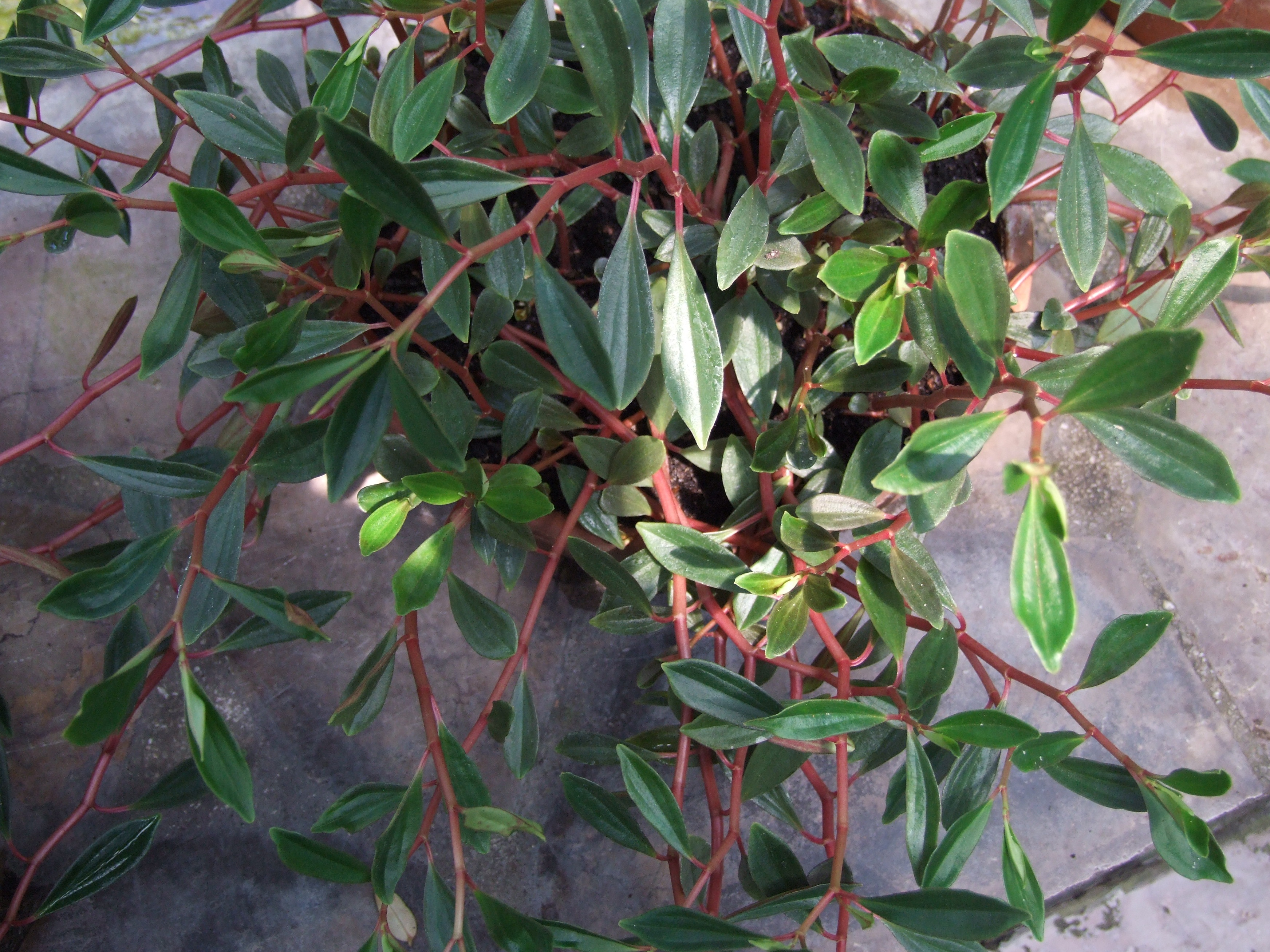
Peperomia flexicaulis
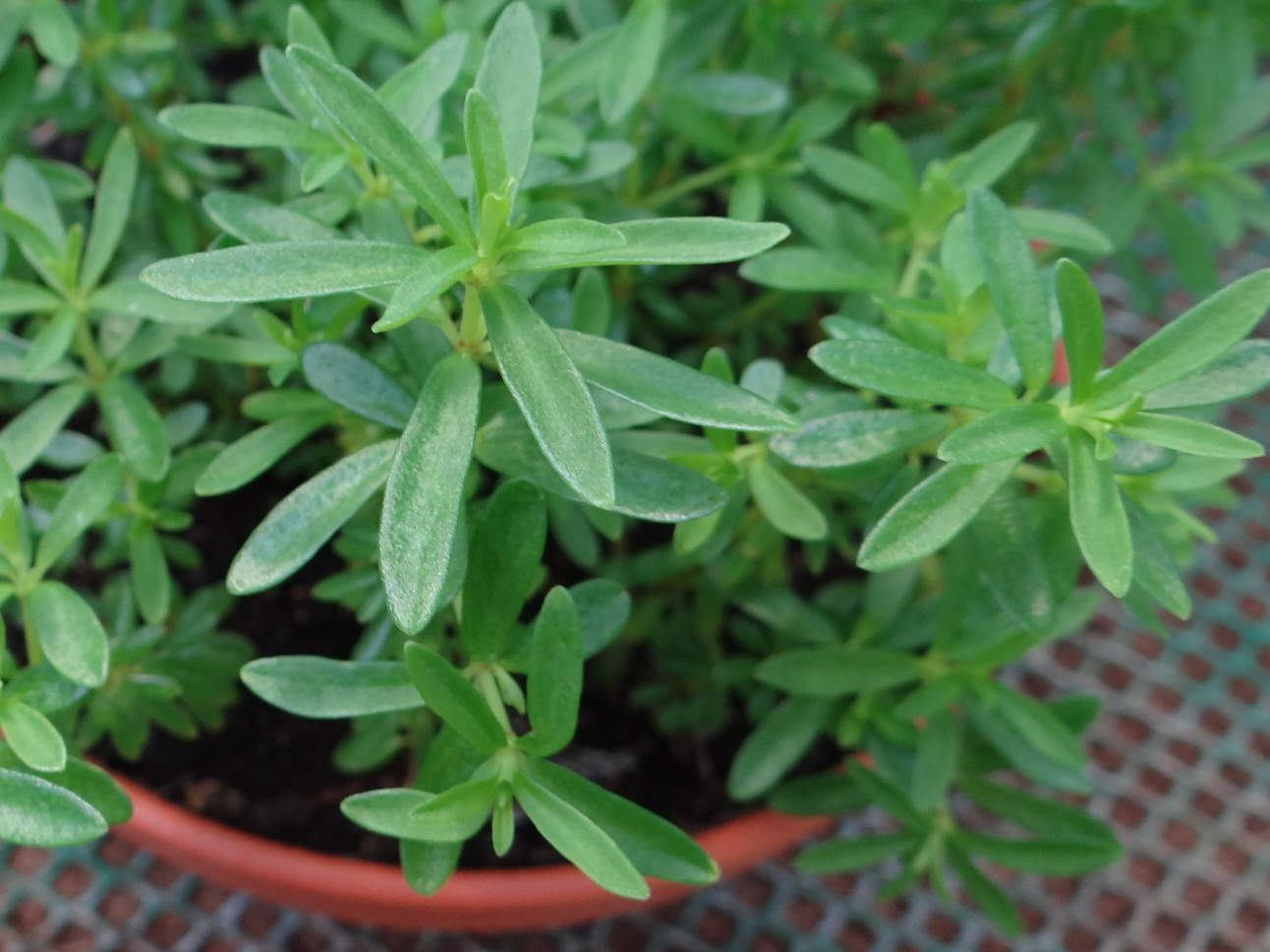
Peperomia galioides
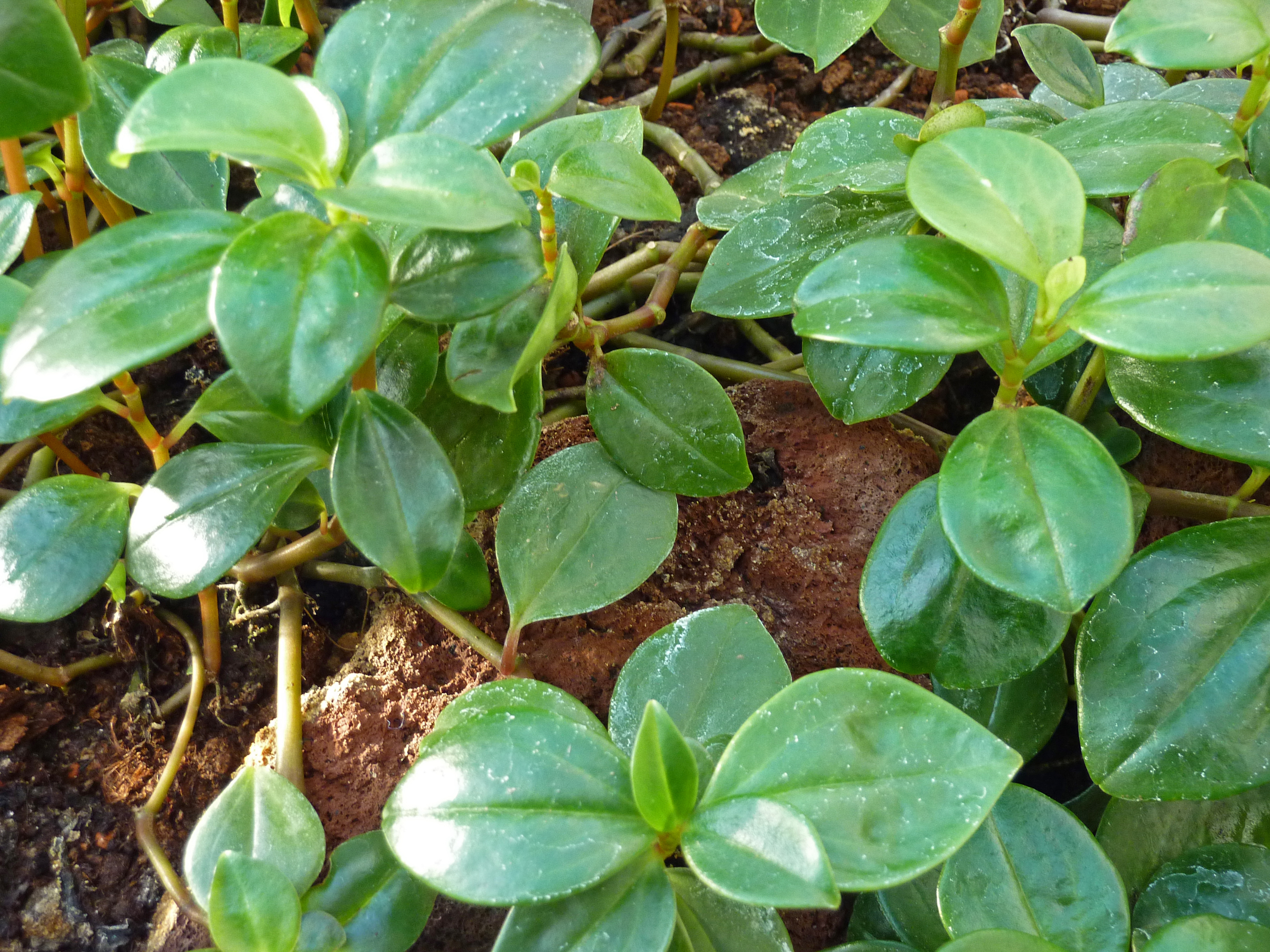
Peperomia glabella
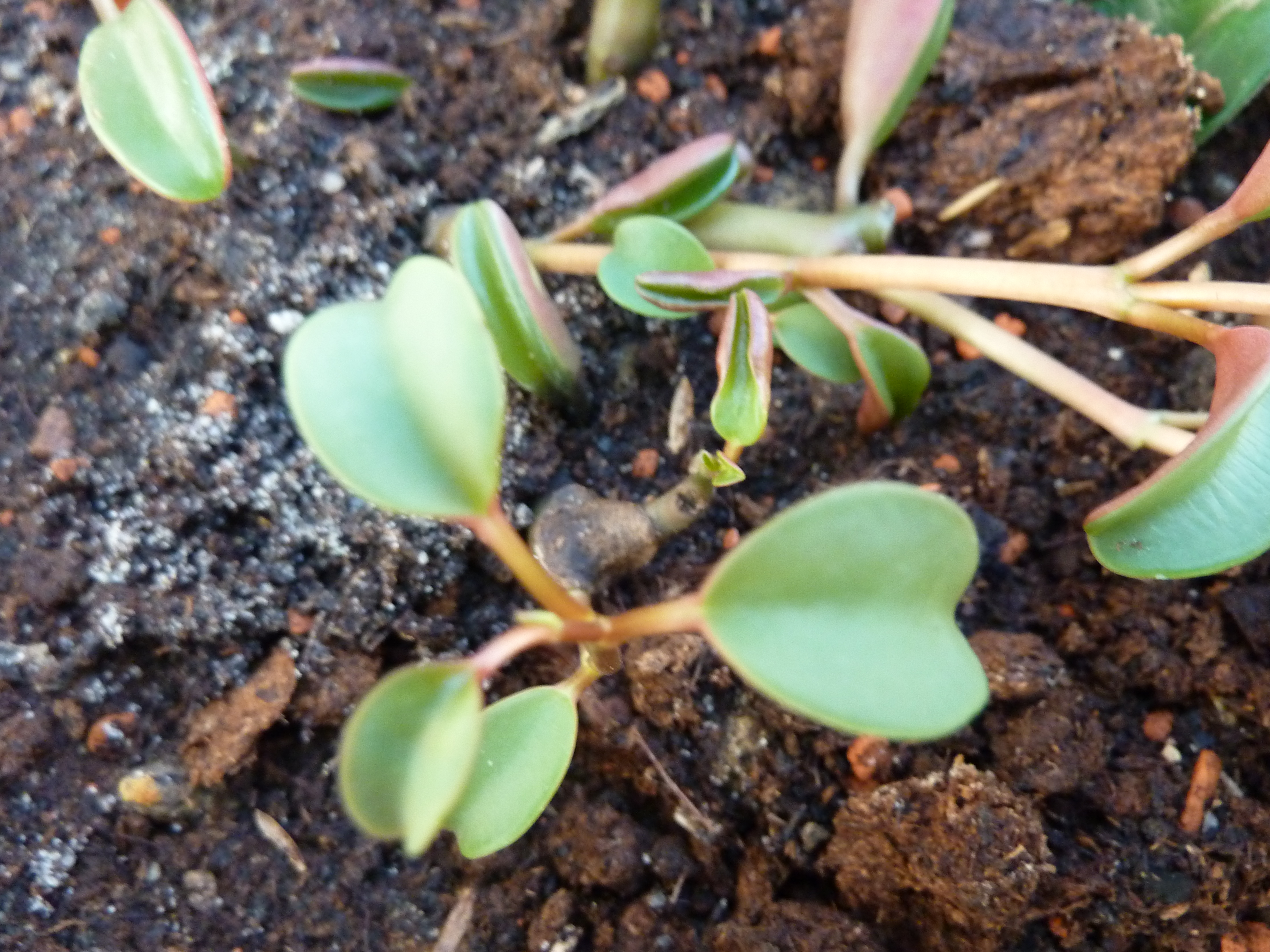
Peperomia graveolens
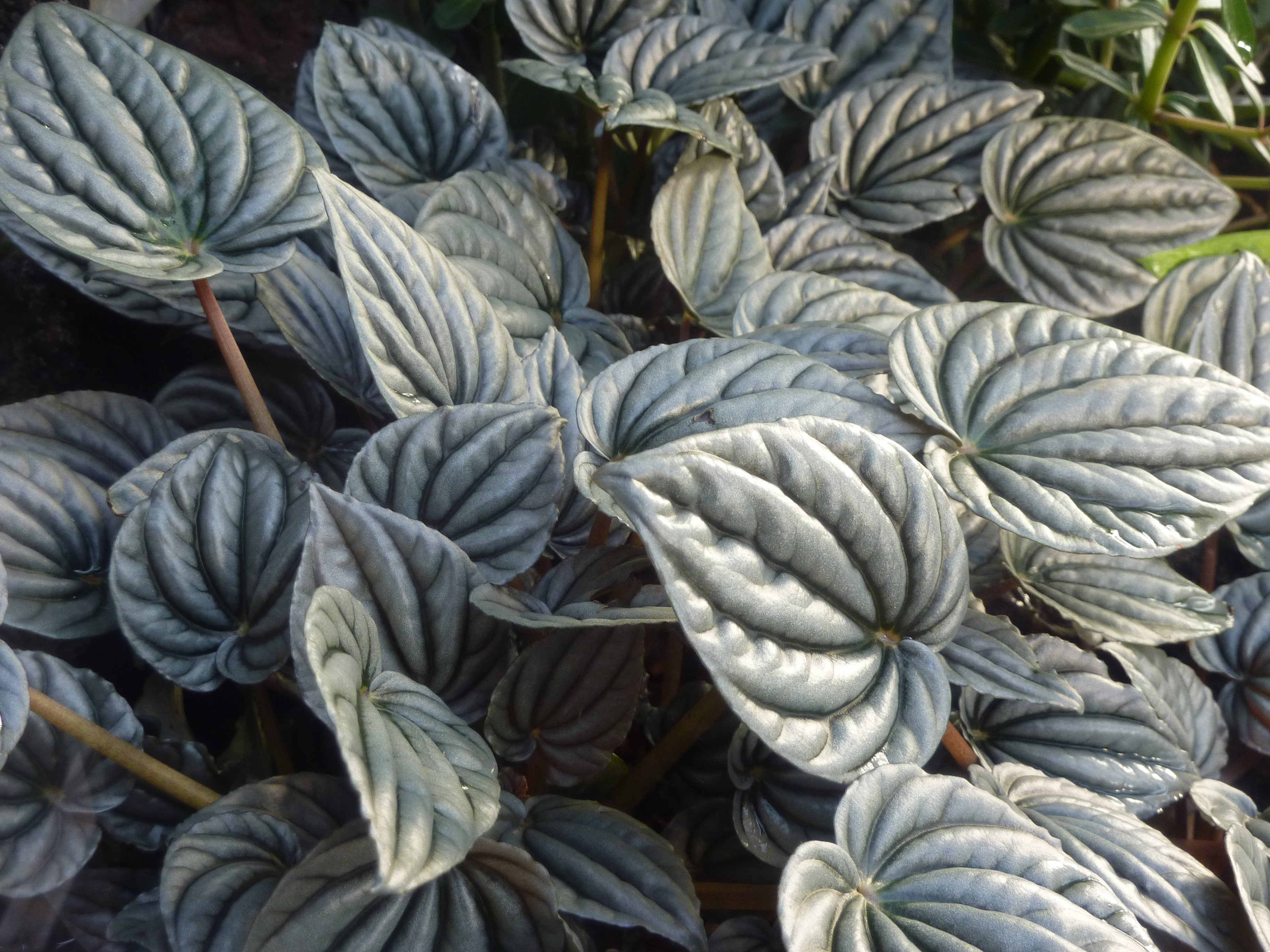
Peperomia griseoargentea
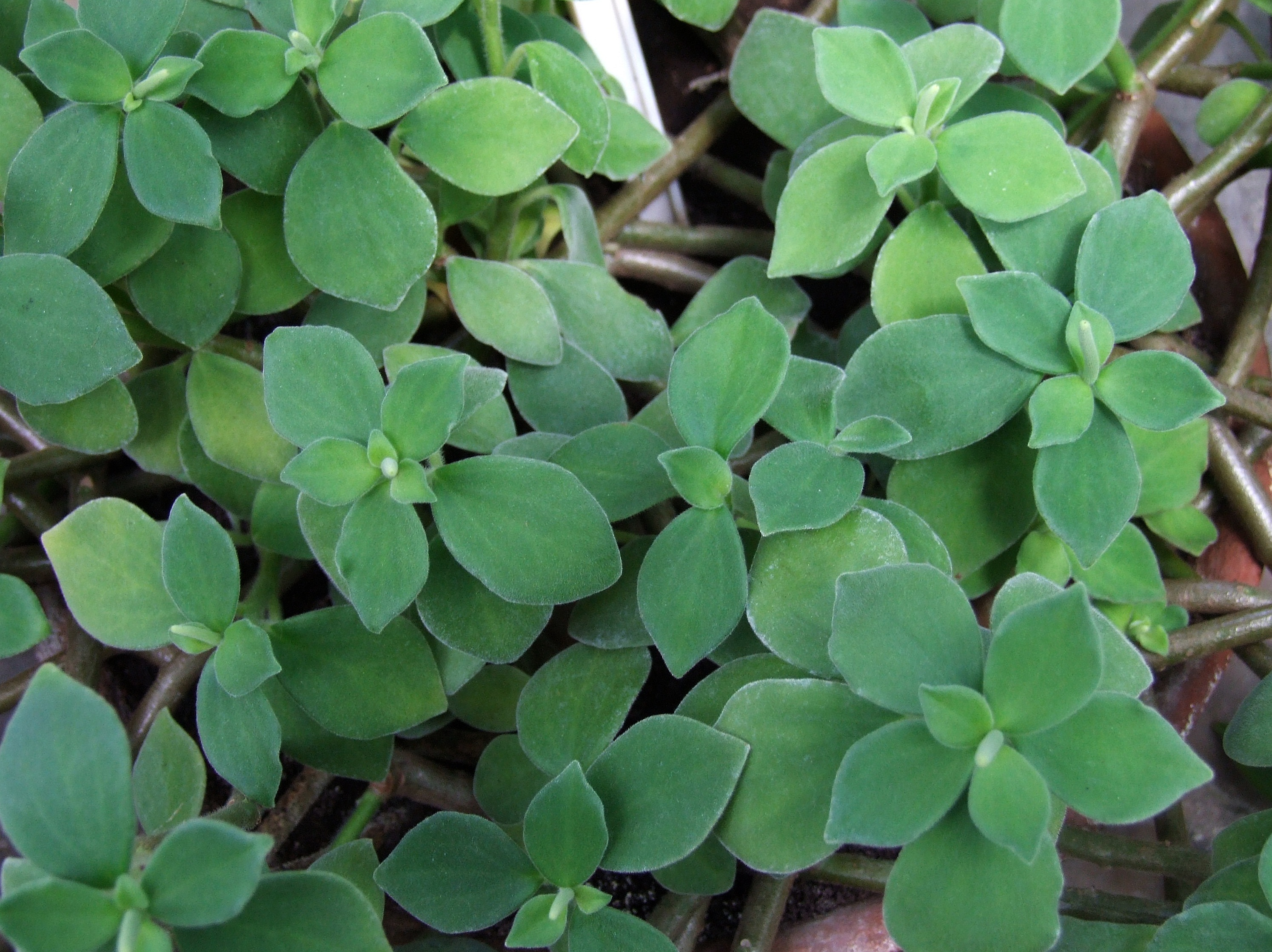
Peperomia hirta
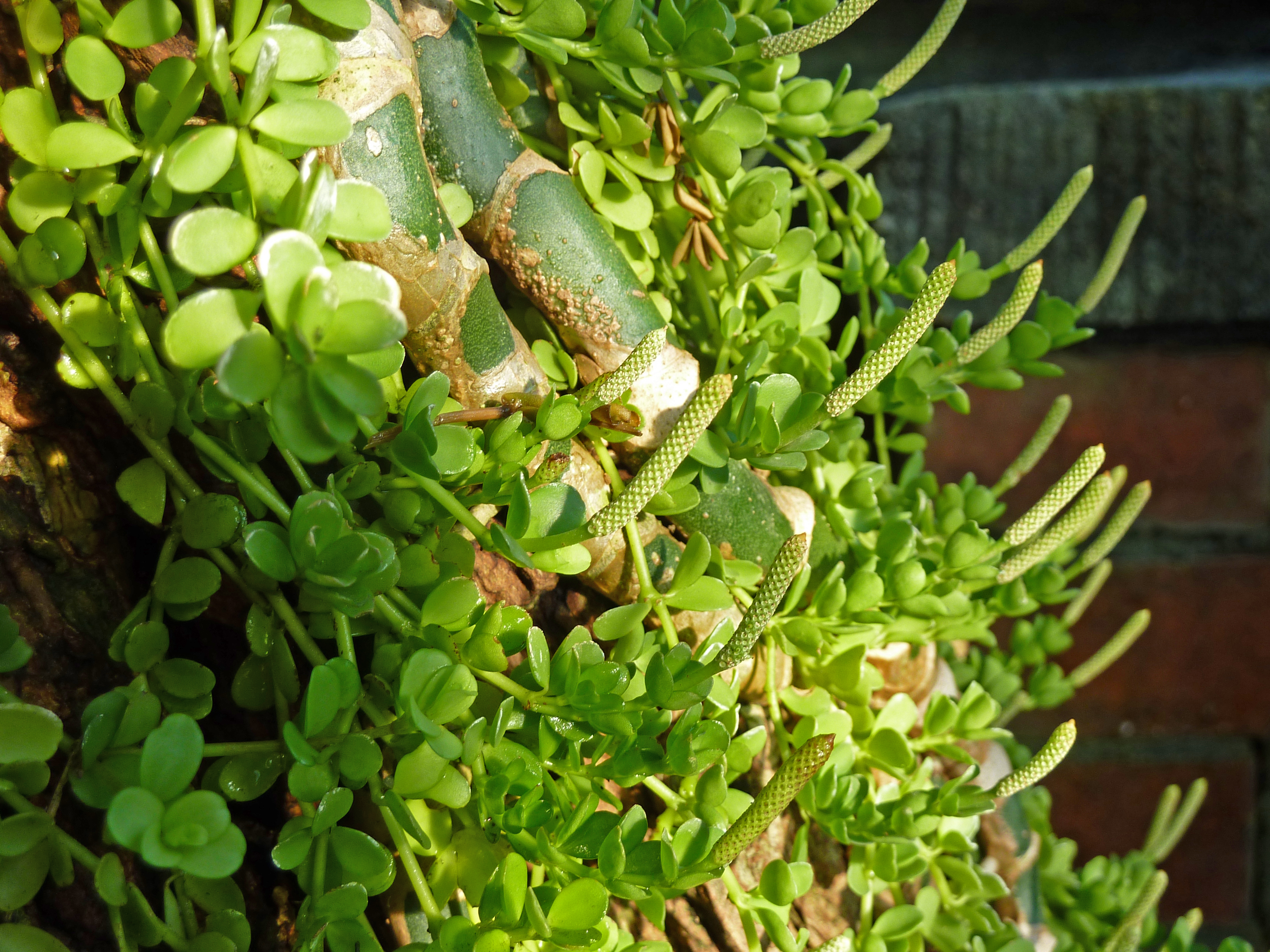
Peperomia hoffmannii
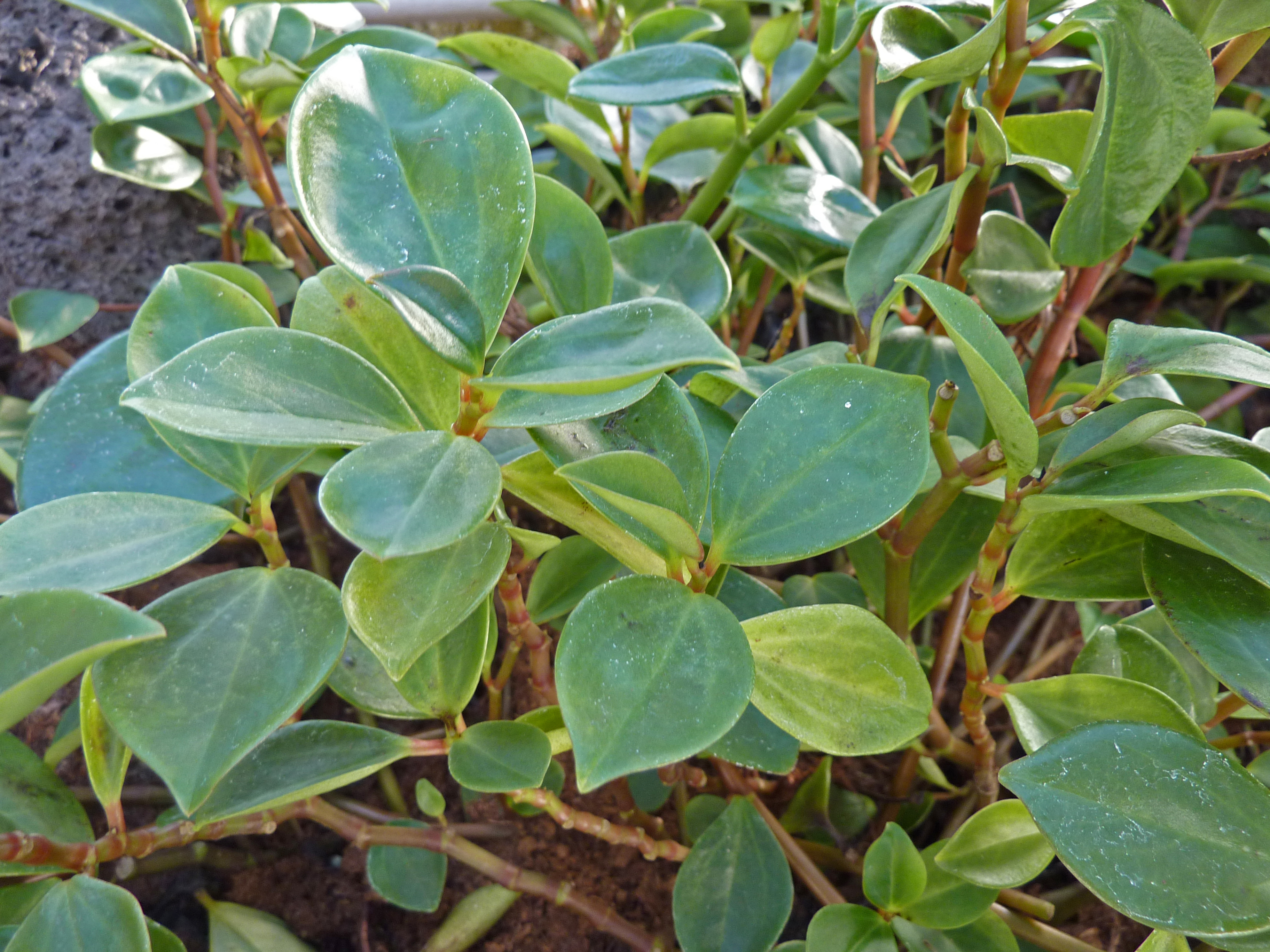
Peperomia hylophila
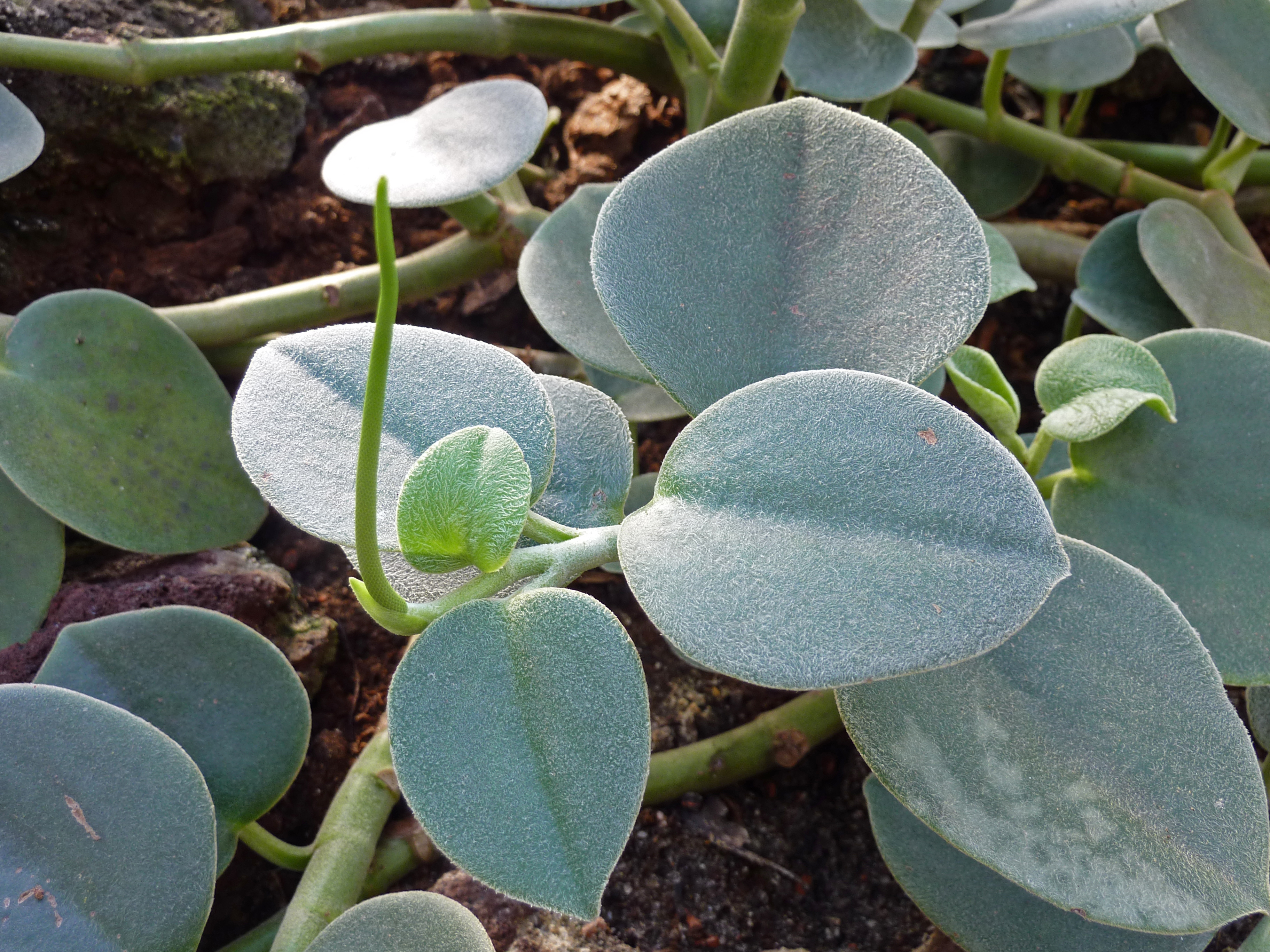
Peperomia incana,
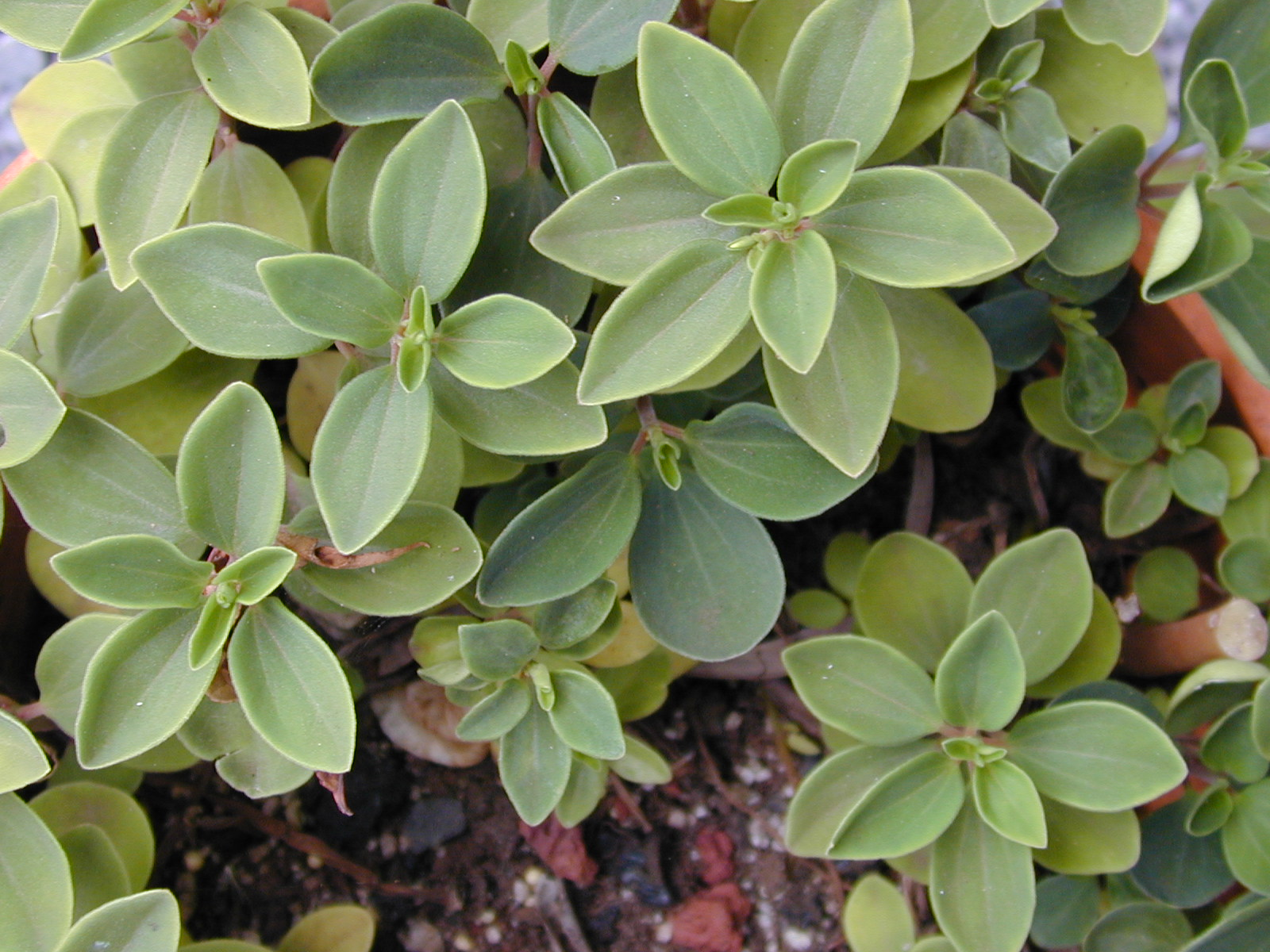
Peperomia leptostachya
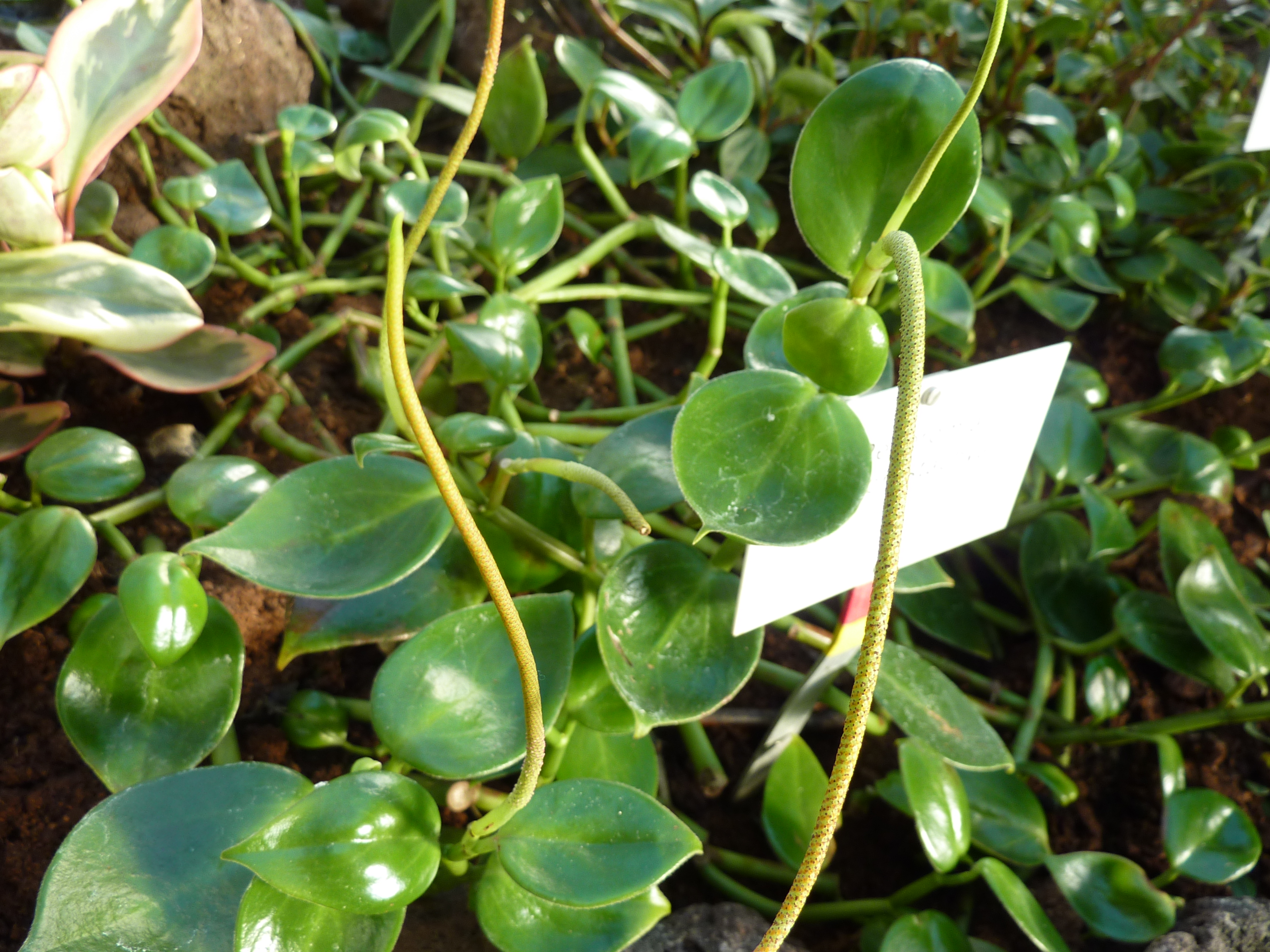
Peperomia macrostachya
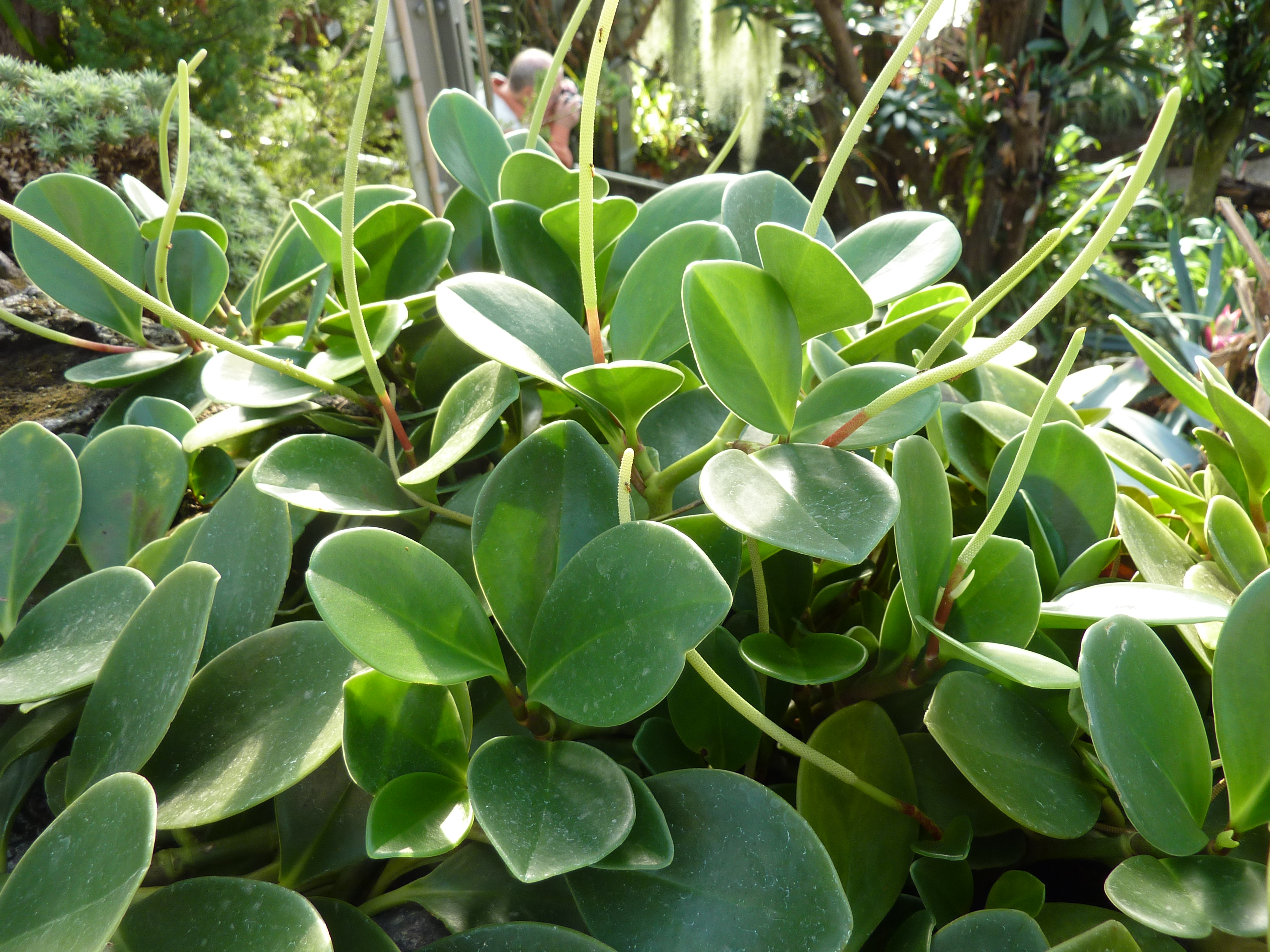
Peperomia magnoliifolia
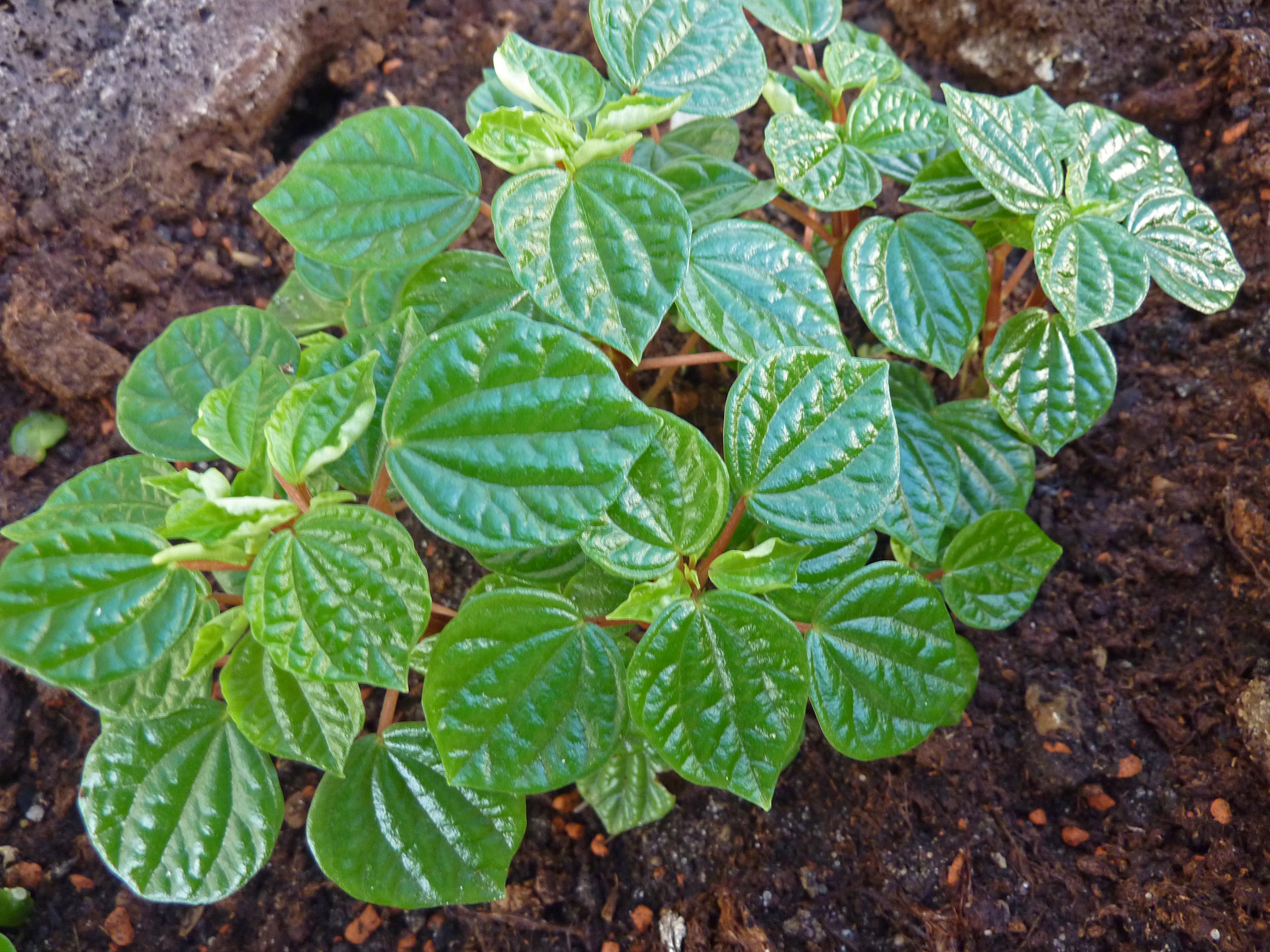
Peperomia meridana
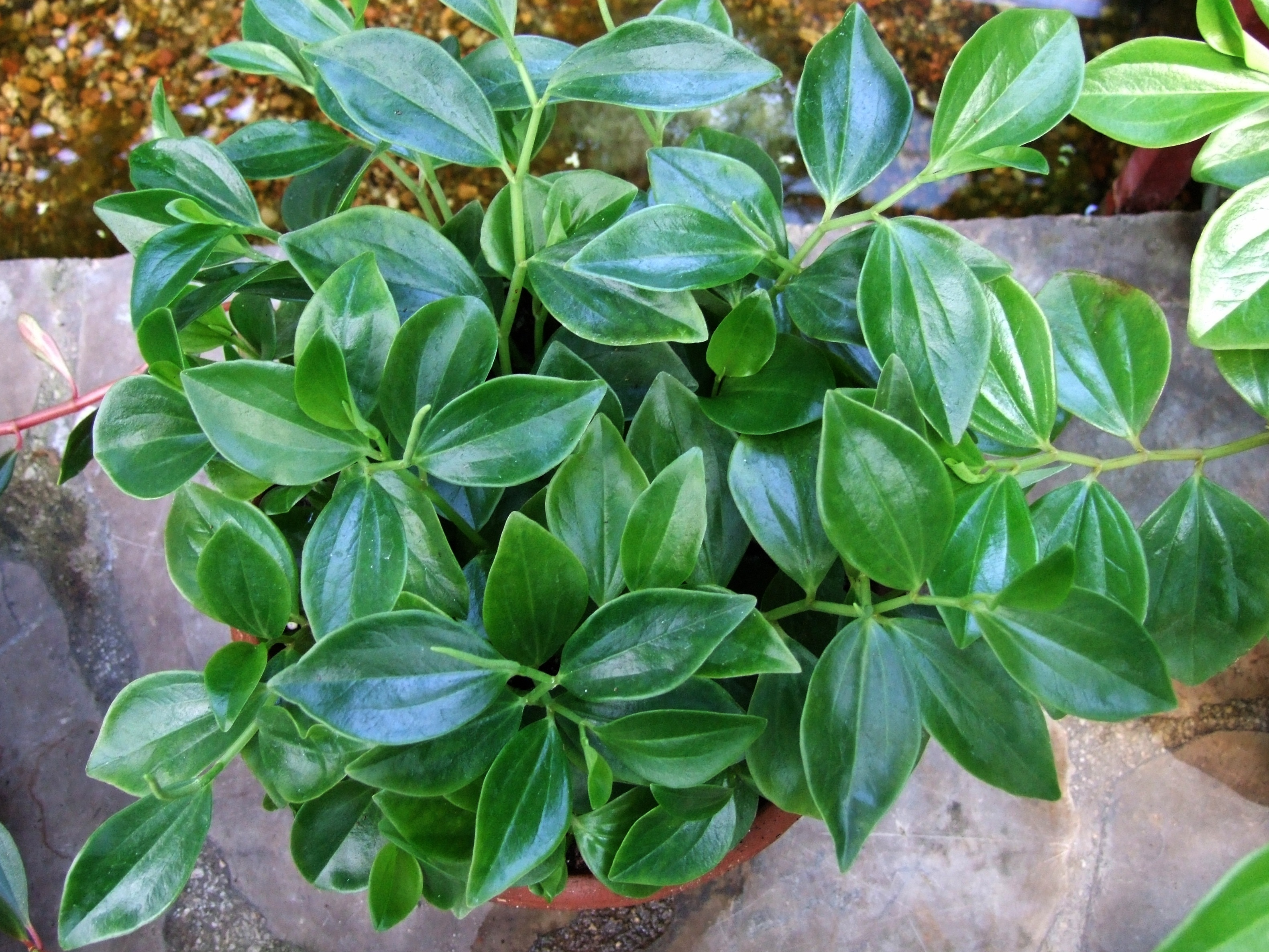
Peperomia myrtifolia
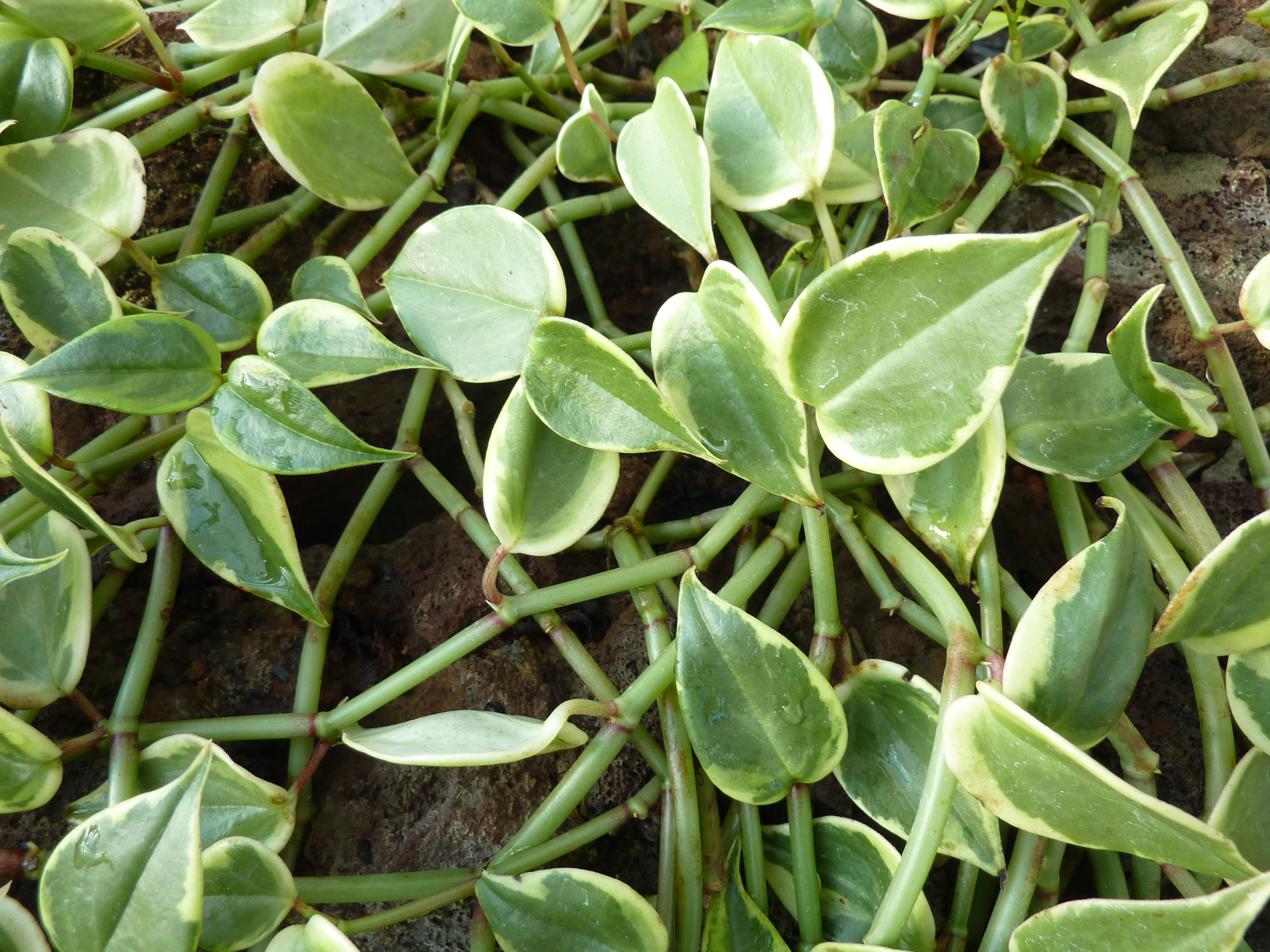
Peperomia nitida "Variegata"
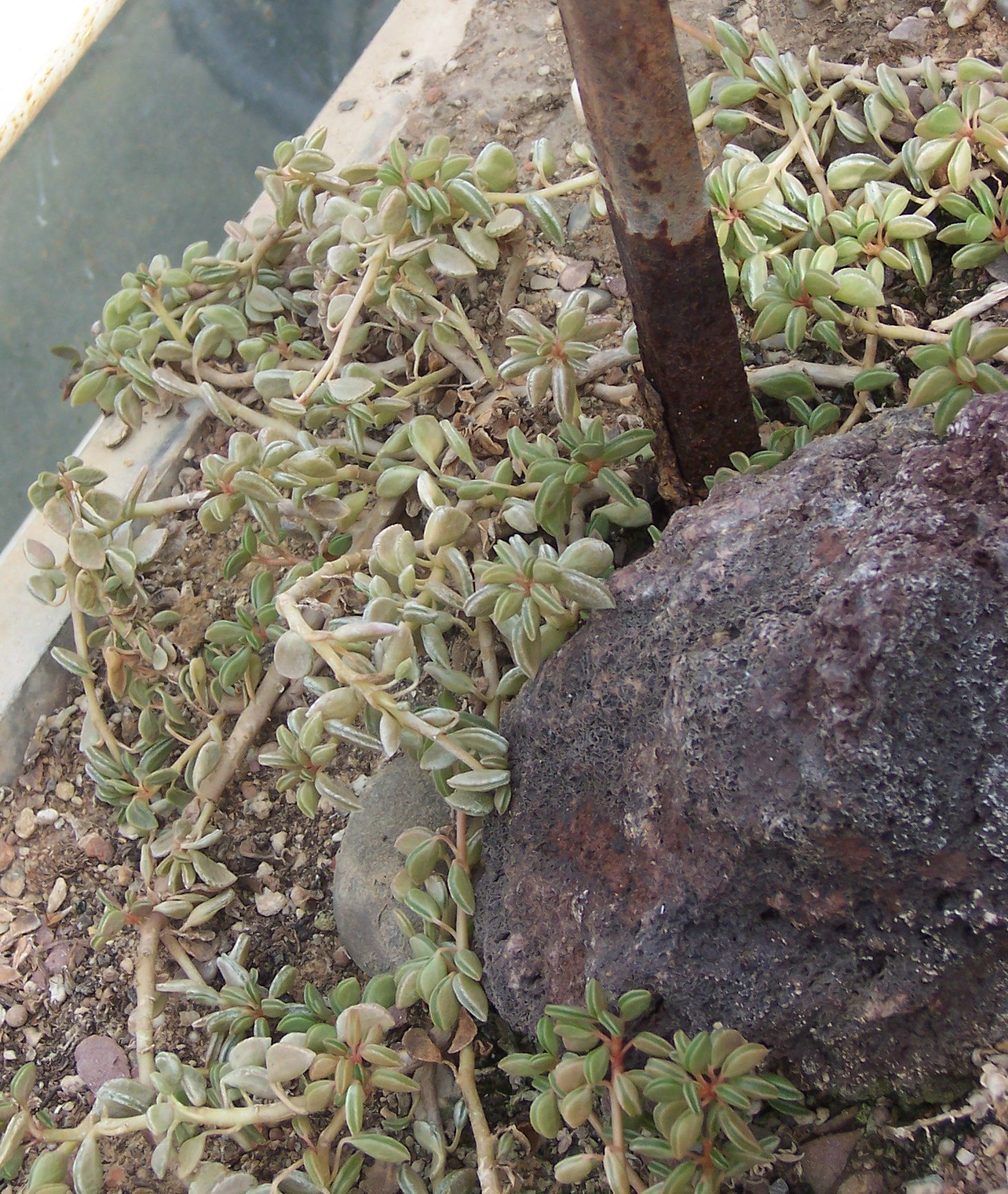
Peperomia nivalis ssp./var. crassa, un xeròfit
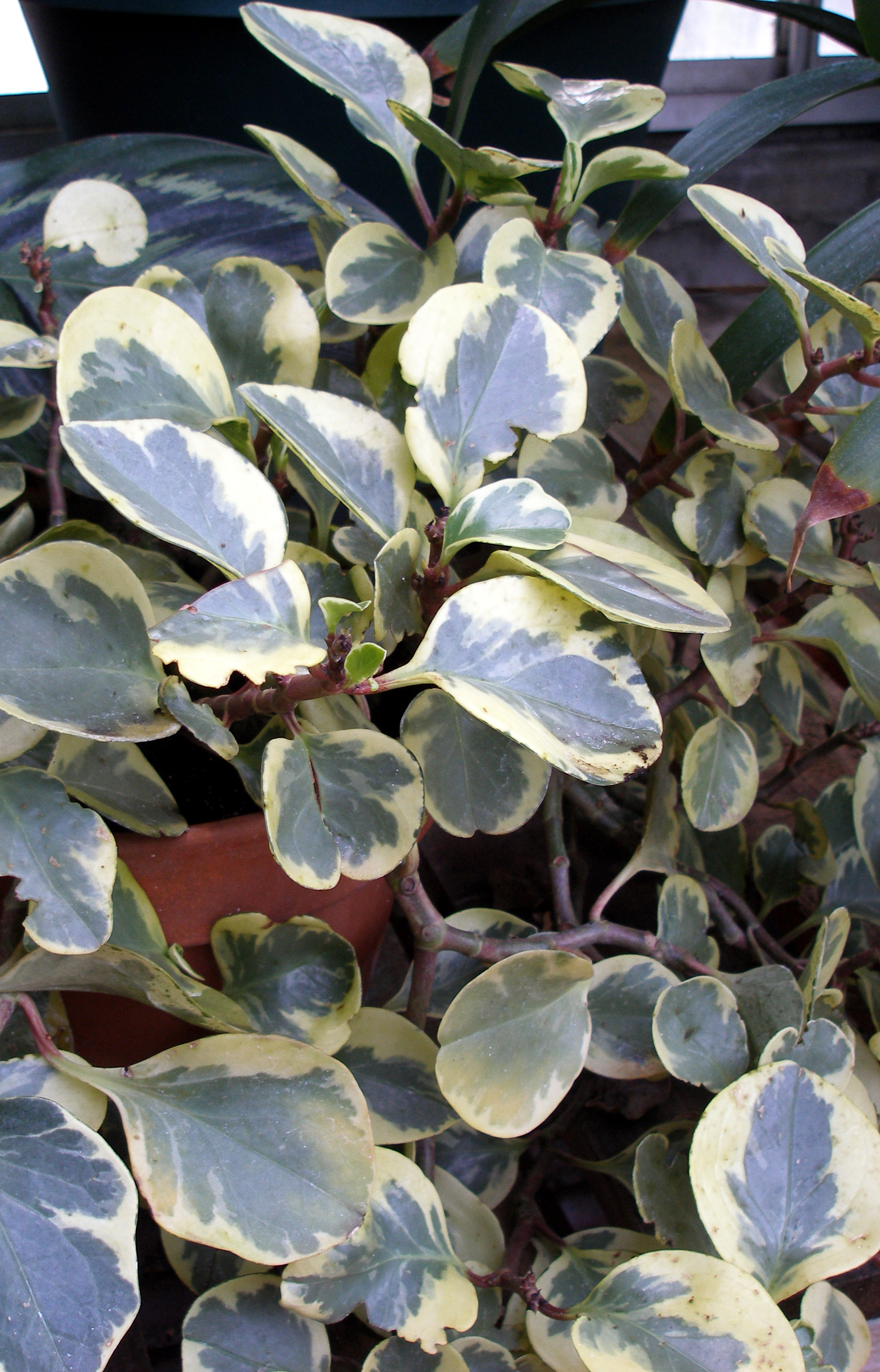
Peperomia obtusifolia
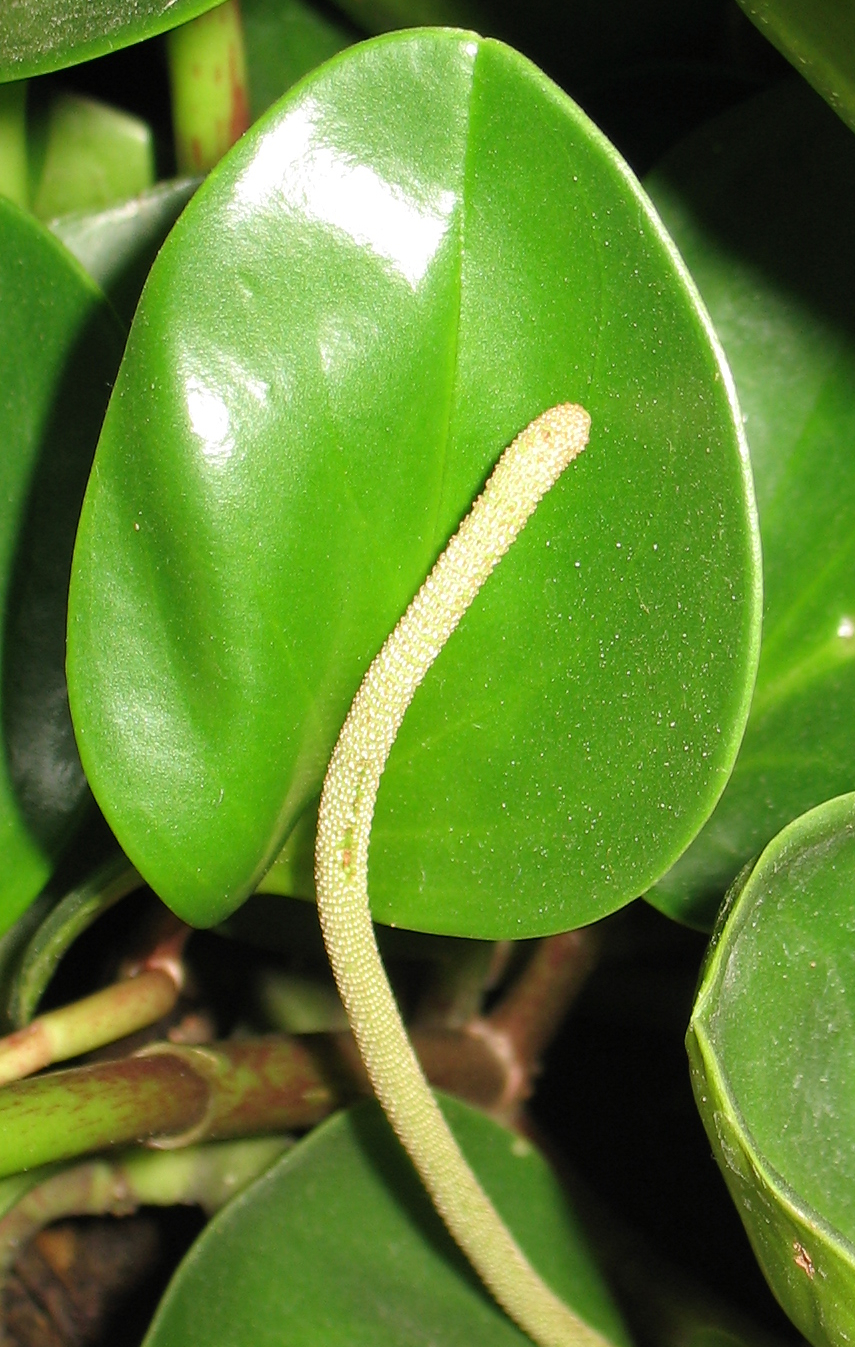
Peperomia obtusifolia
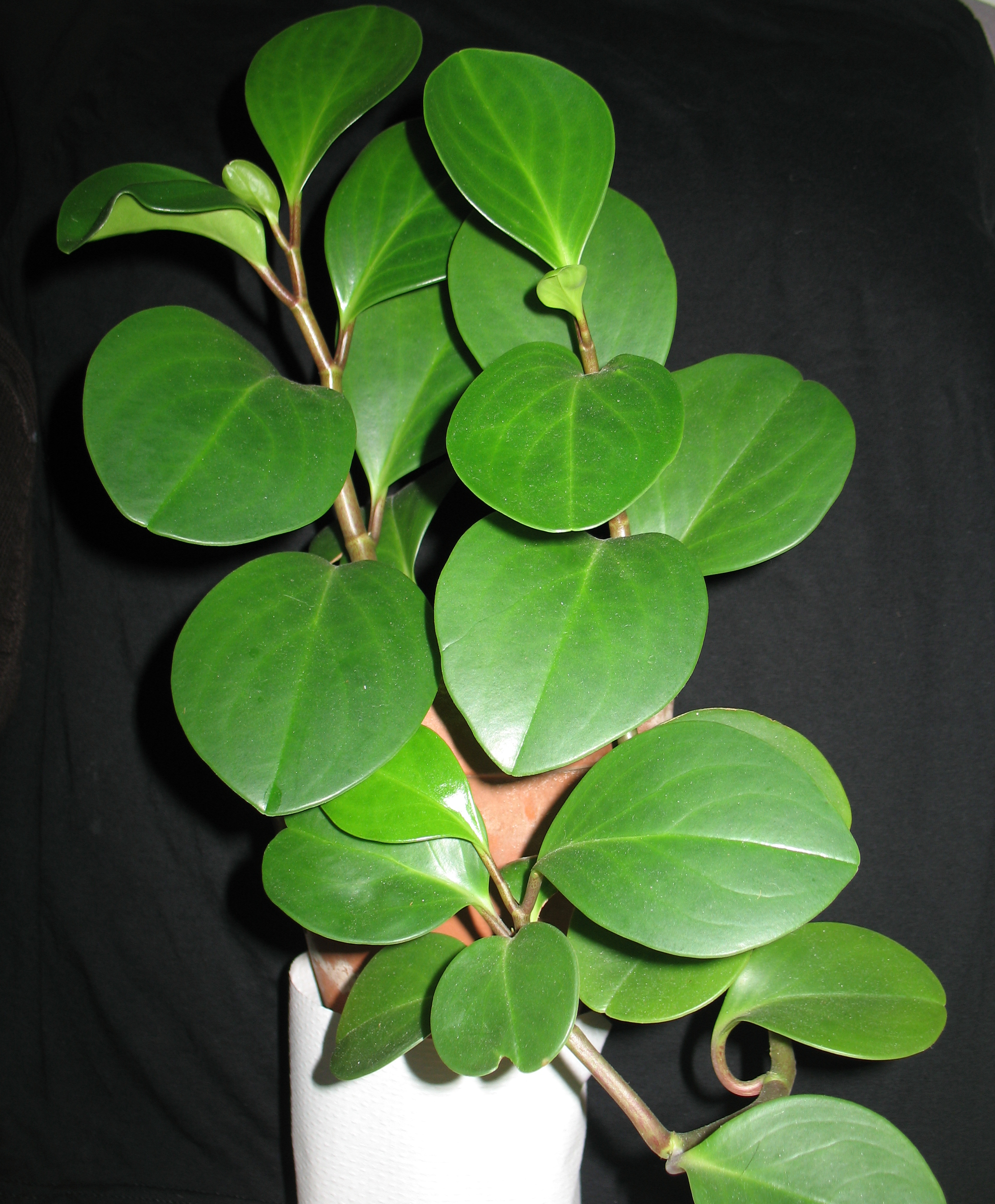
Peperomia obtusifolia
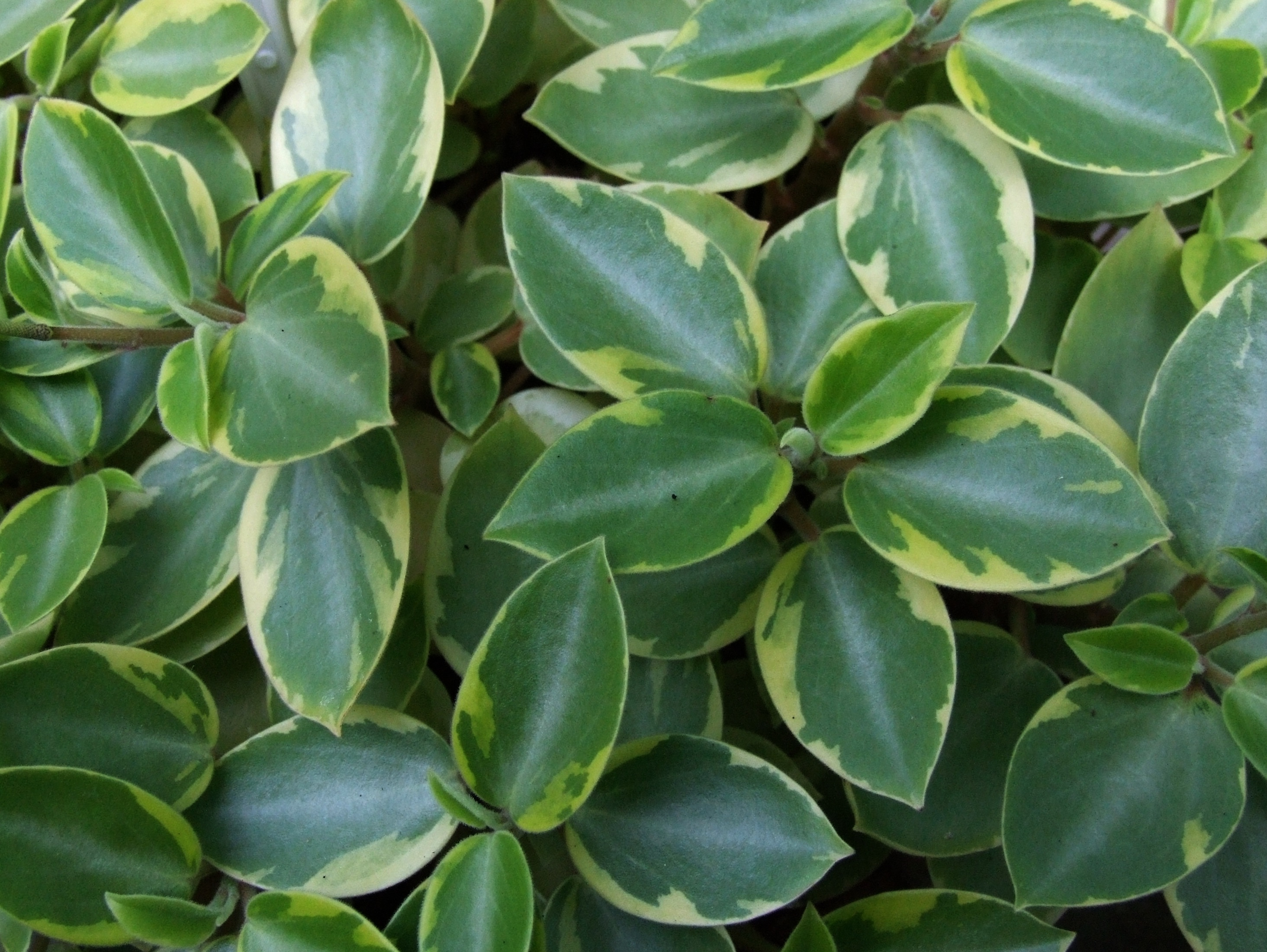
Peperomia orba "Variegata"
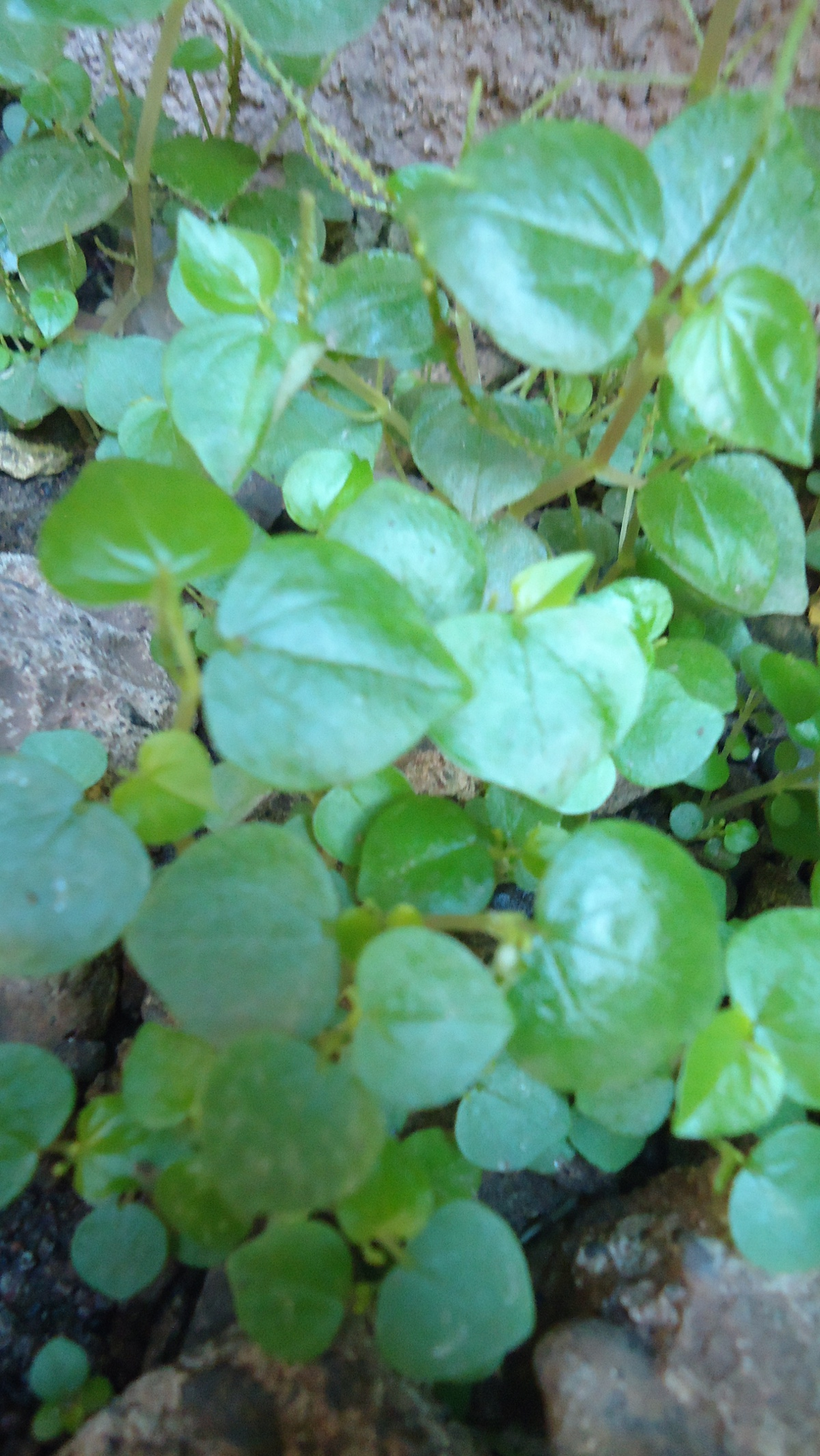
Peperomia pellucida
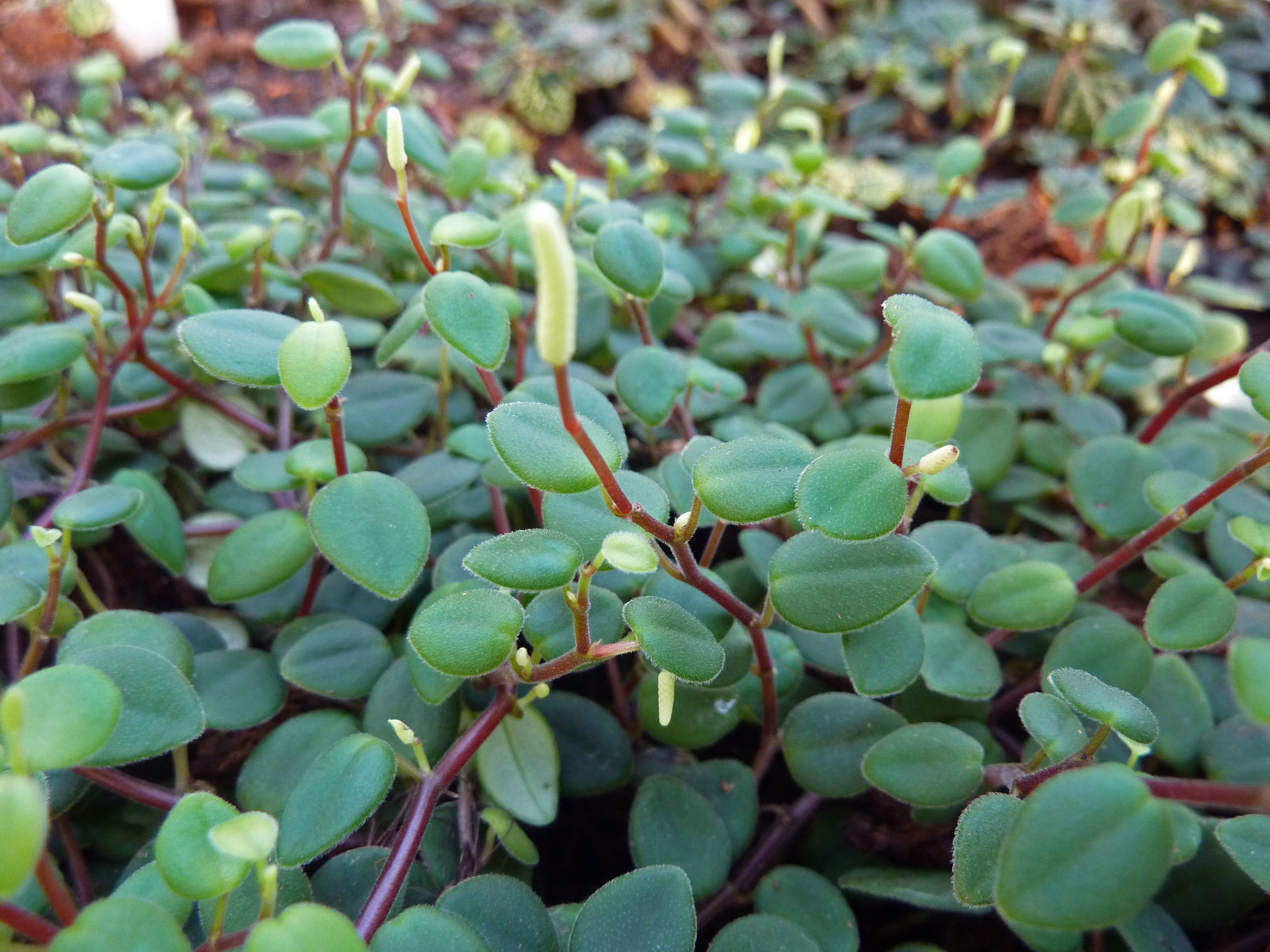
Peperomia perciliata
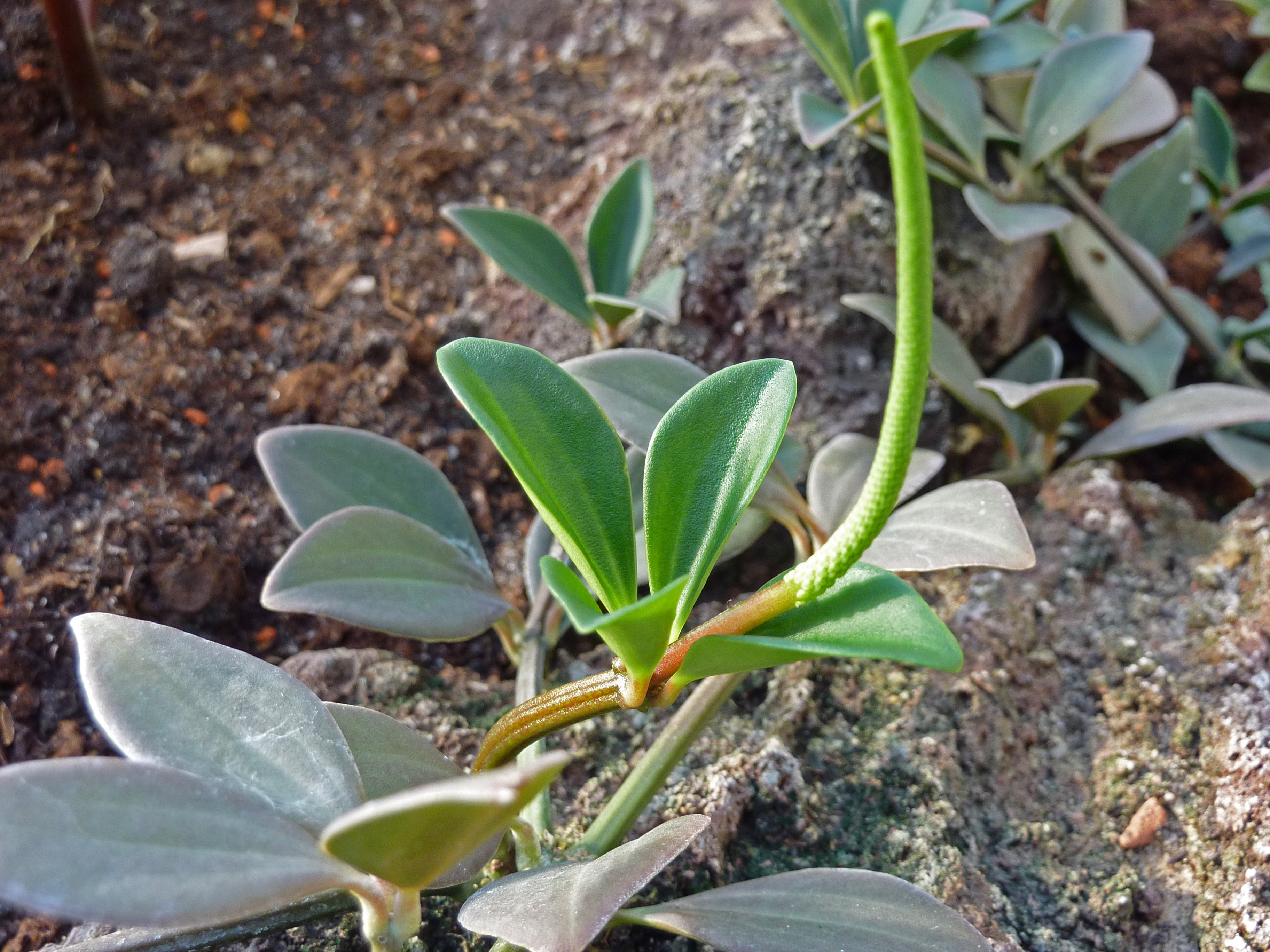
Peperomia pereskiifolia
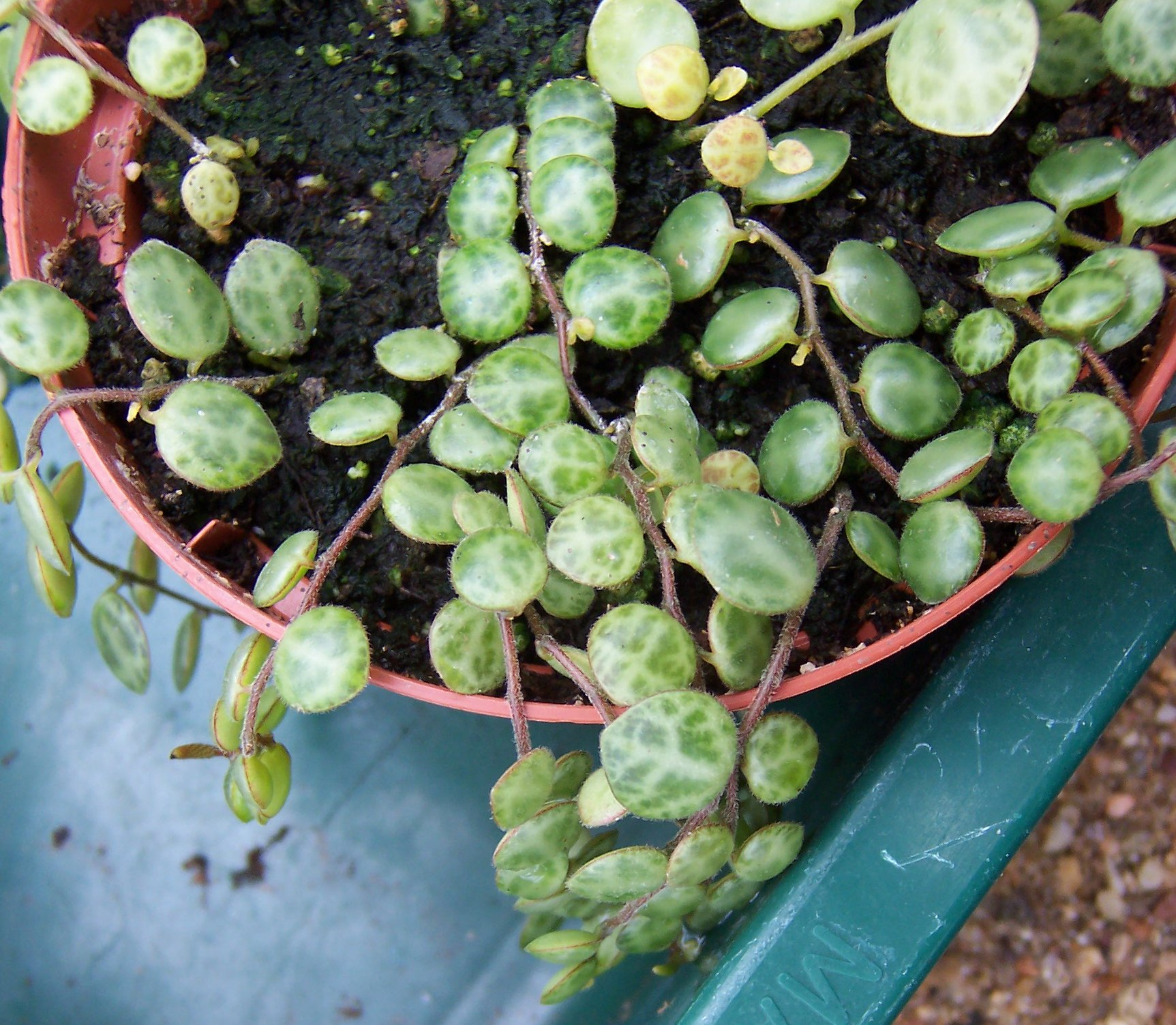
Peperomia prostrata, una suculenta
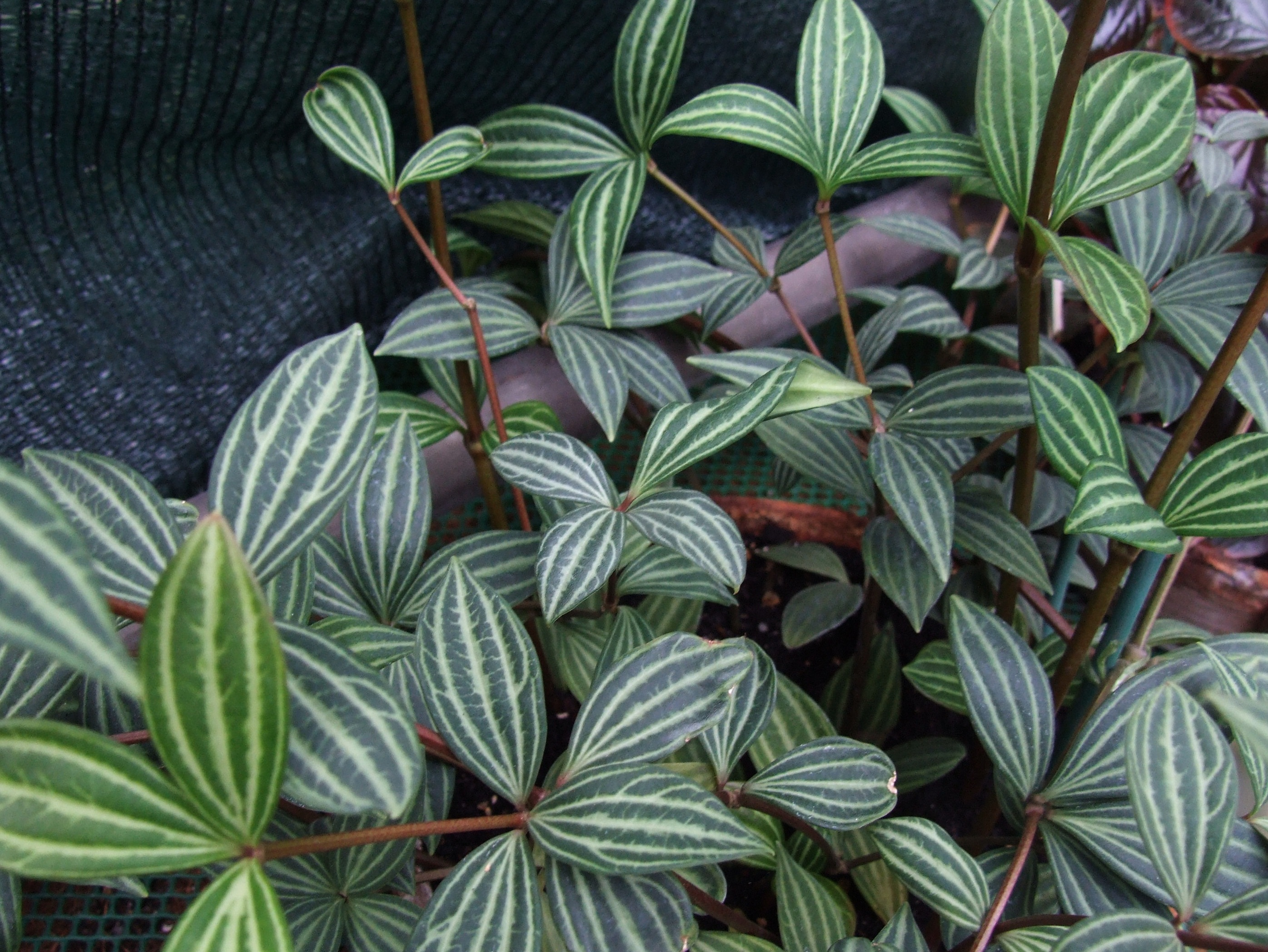
Peperomia puteolata
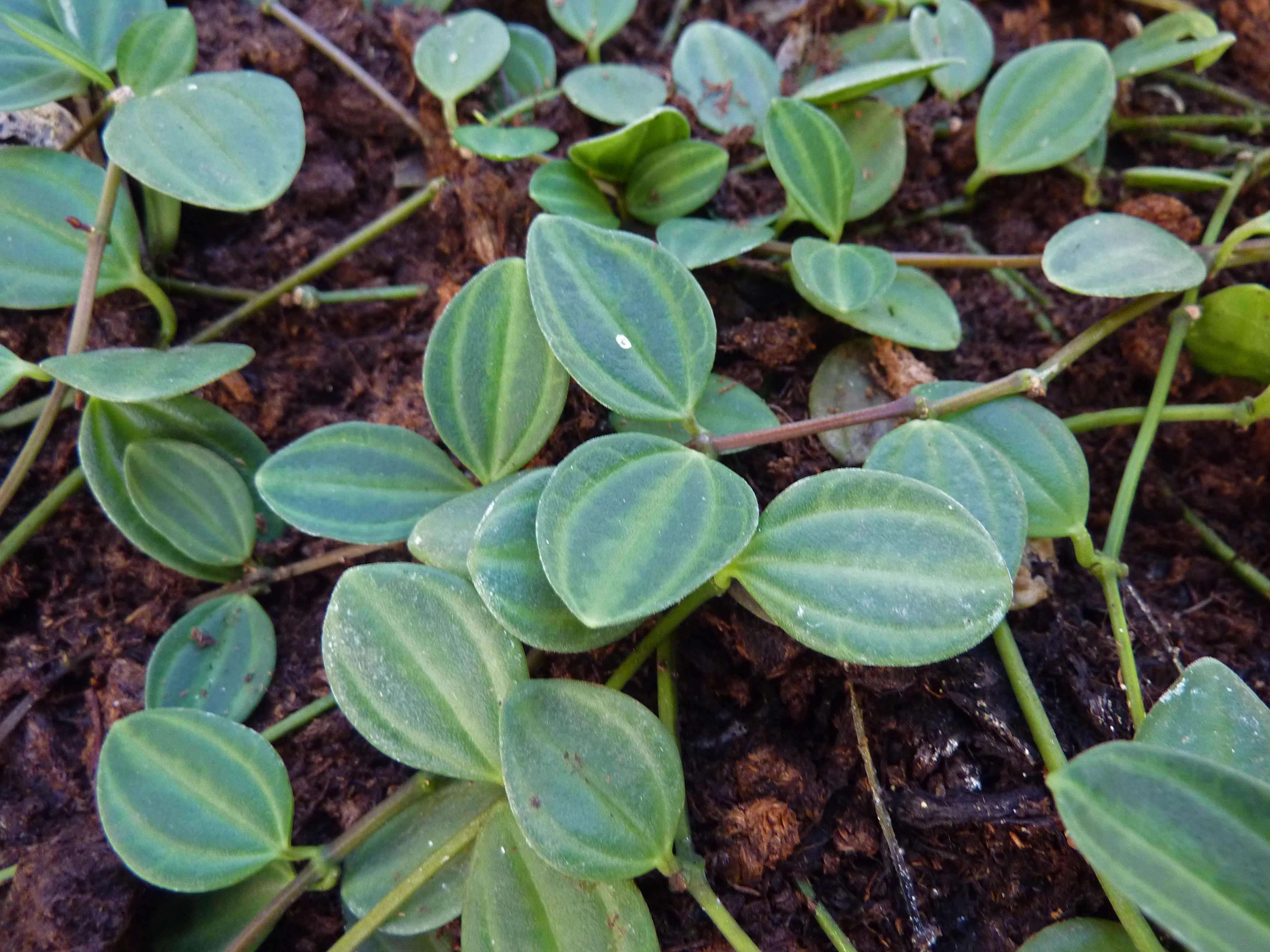
Peperomia quadrangularis
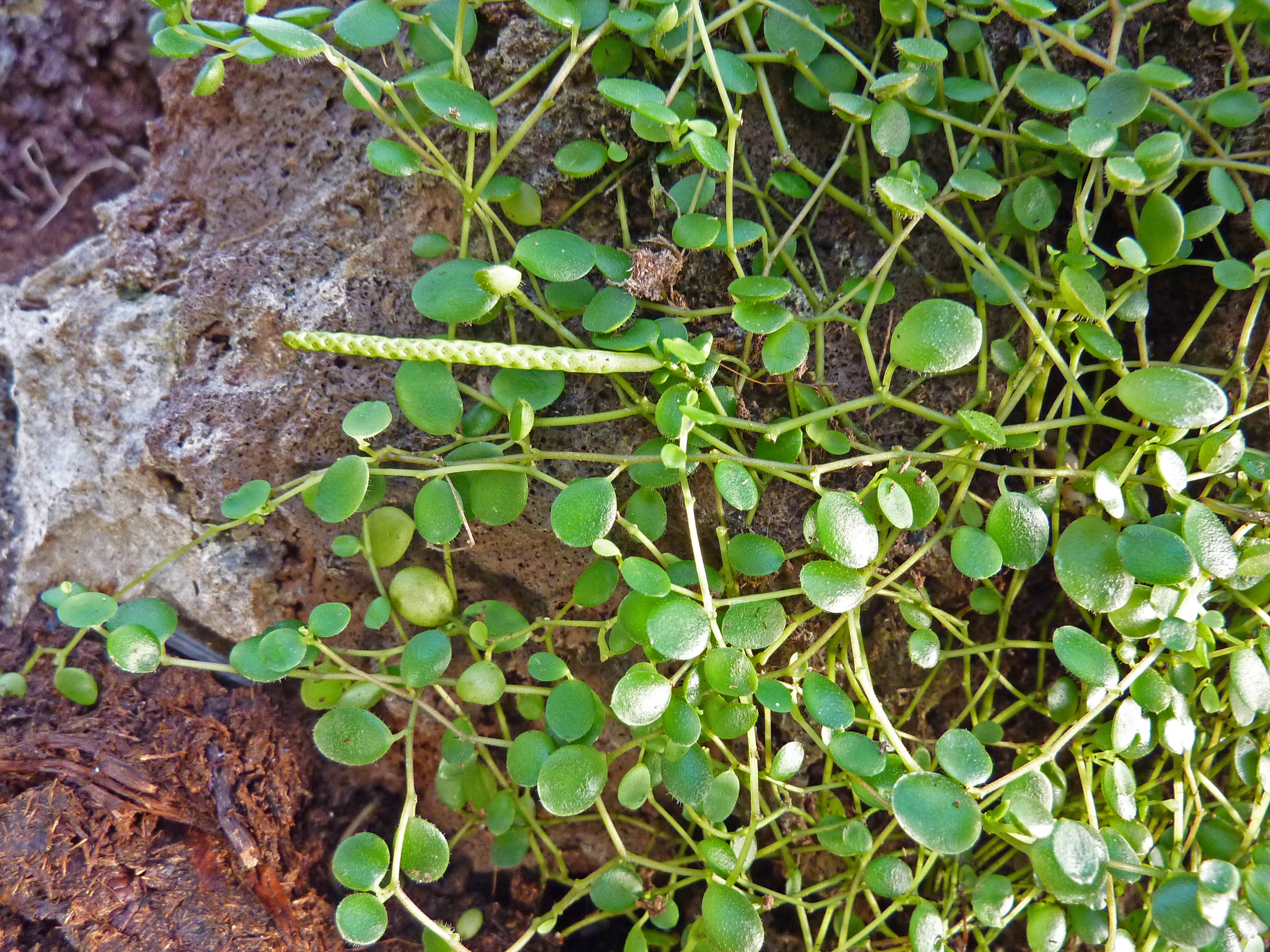
Peperomia rotundifolia var. rotundifolia
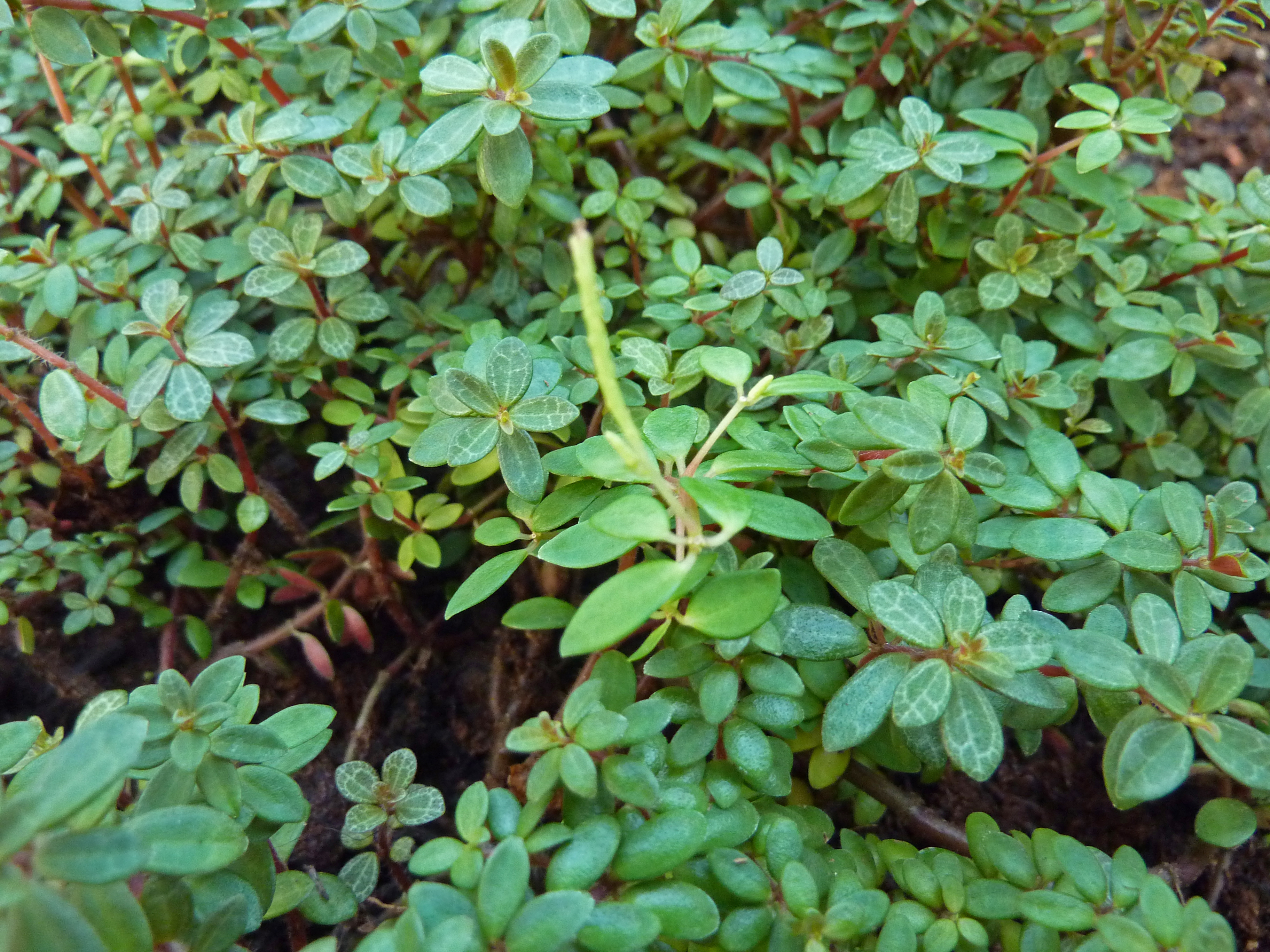
Peperomia rubella
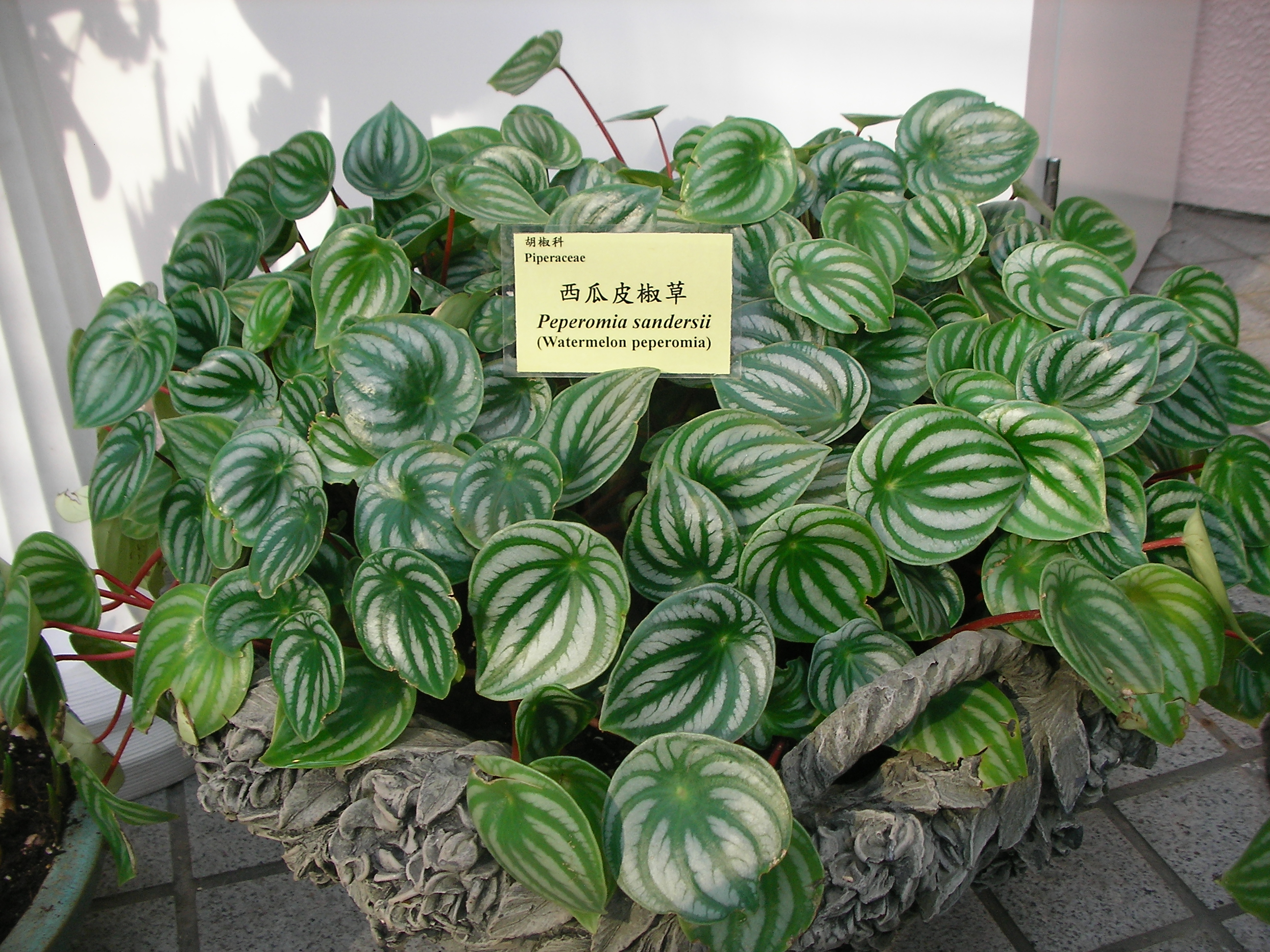
Peperomia sandersii
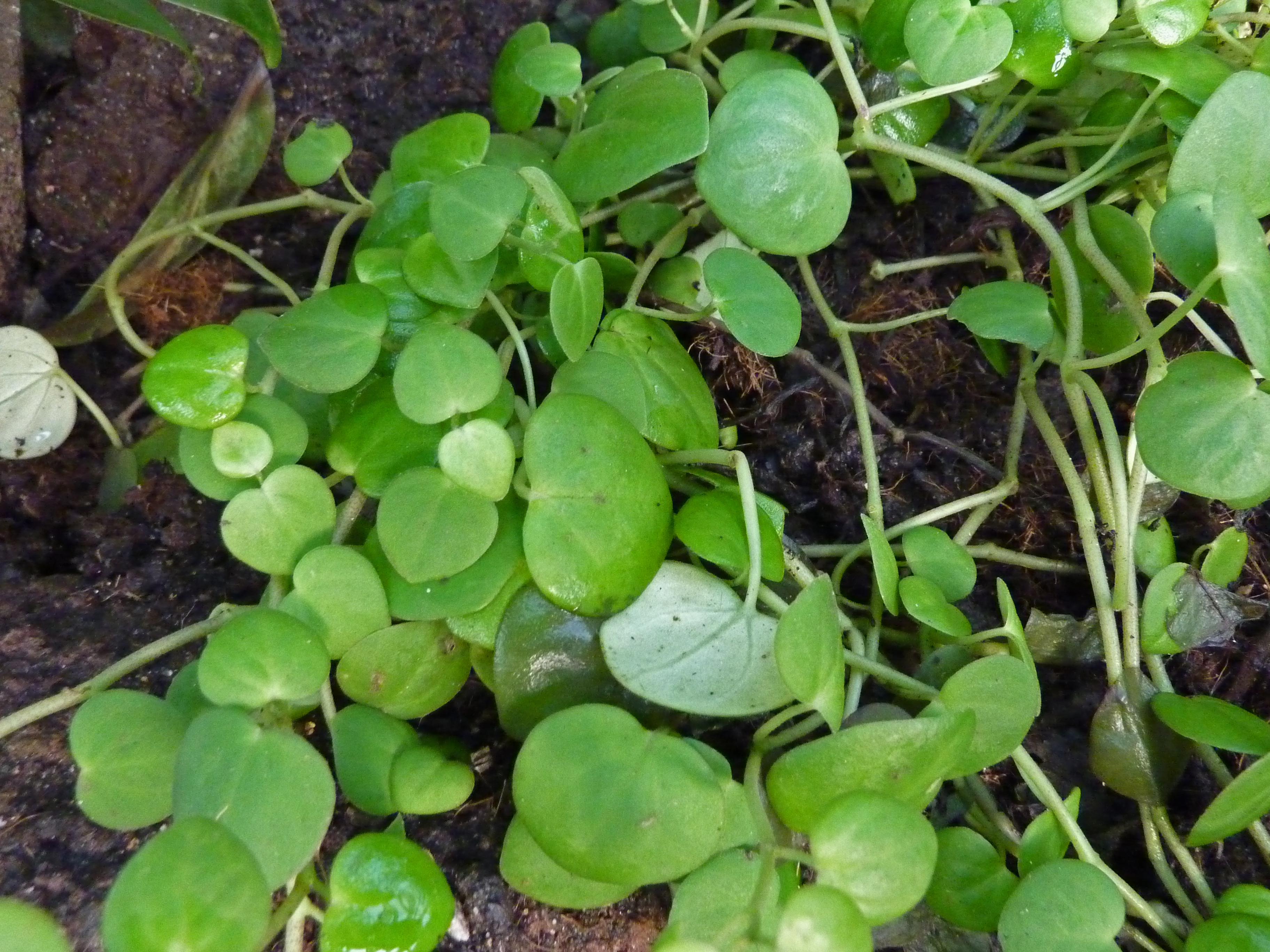
Peperomia serpens
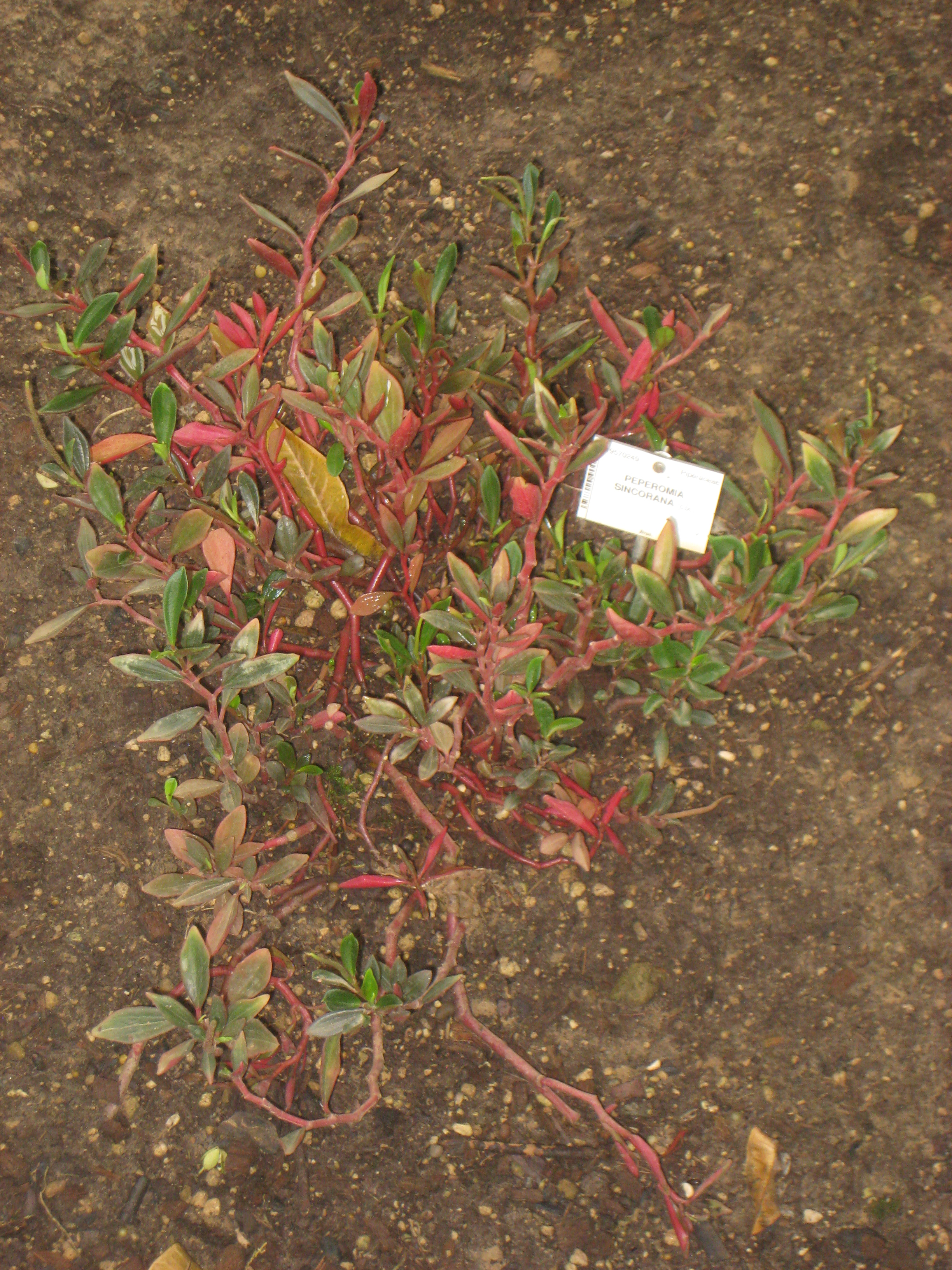
Peperomia sincorana
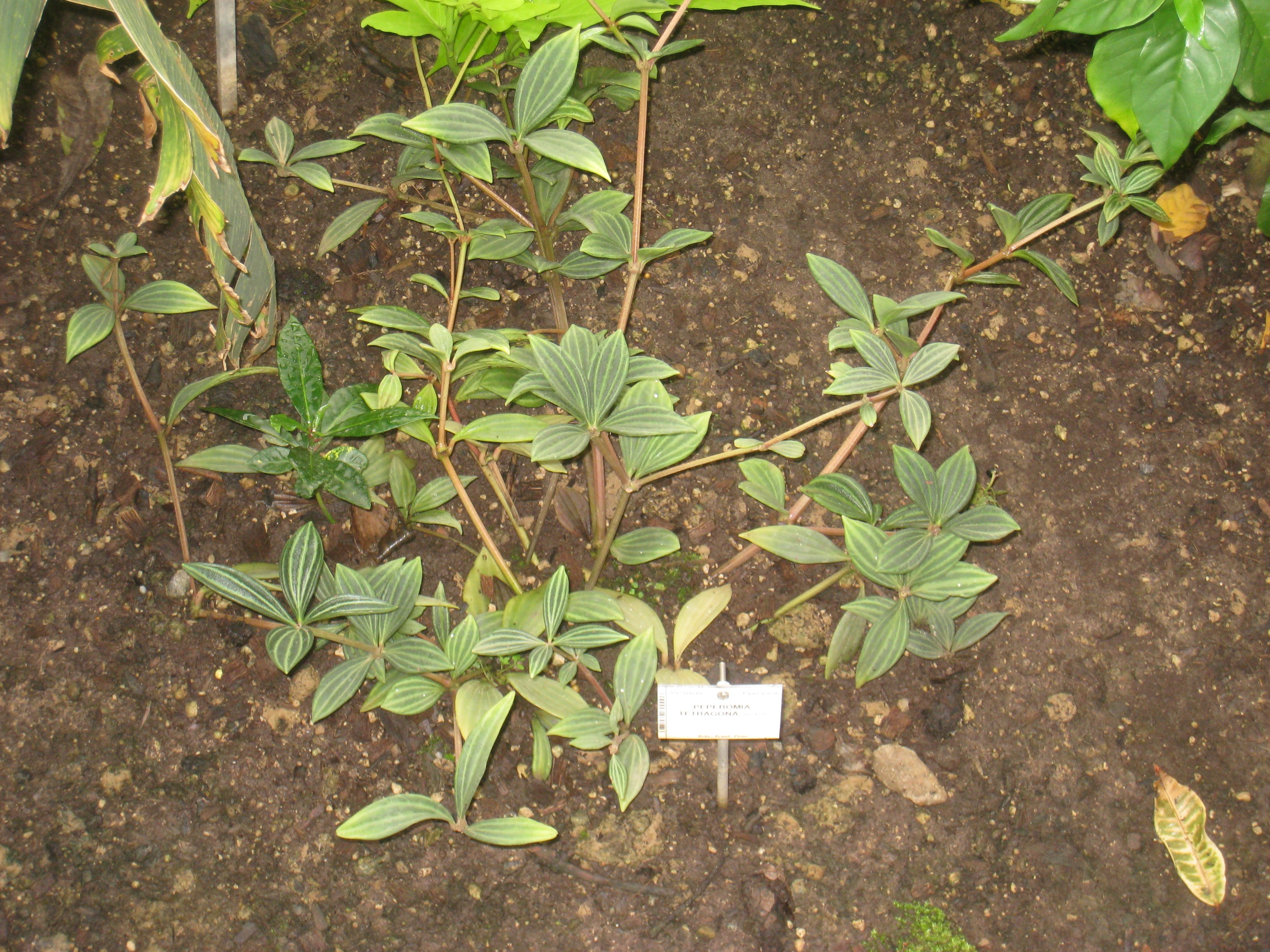
Peperomia tetragona
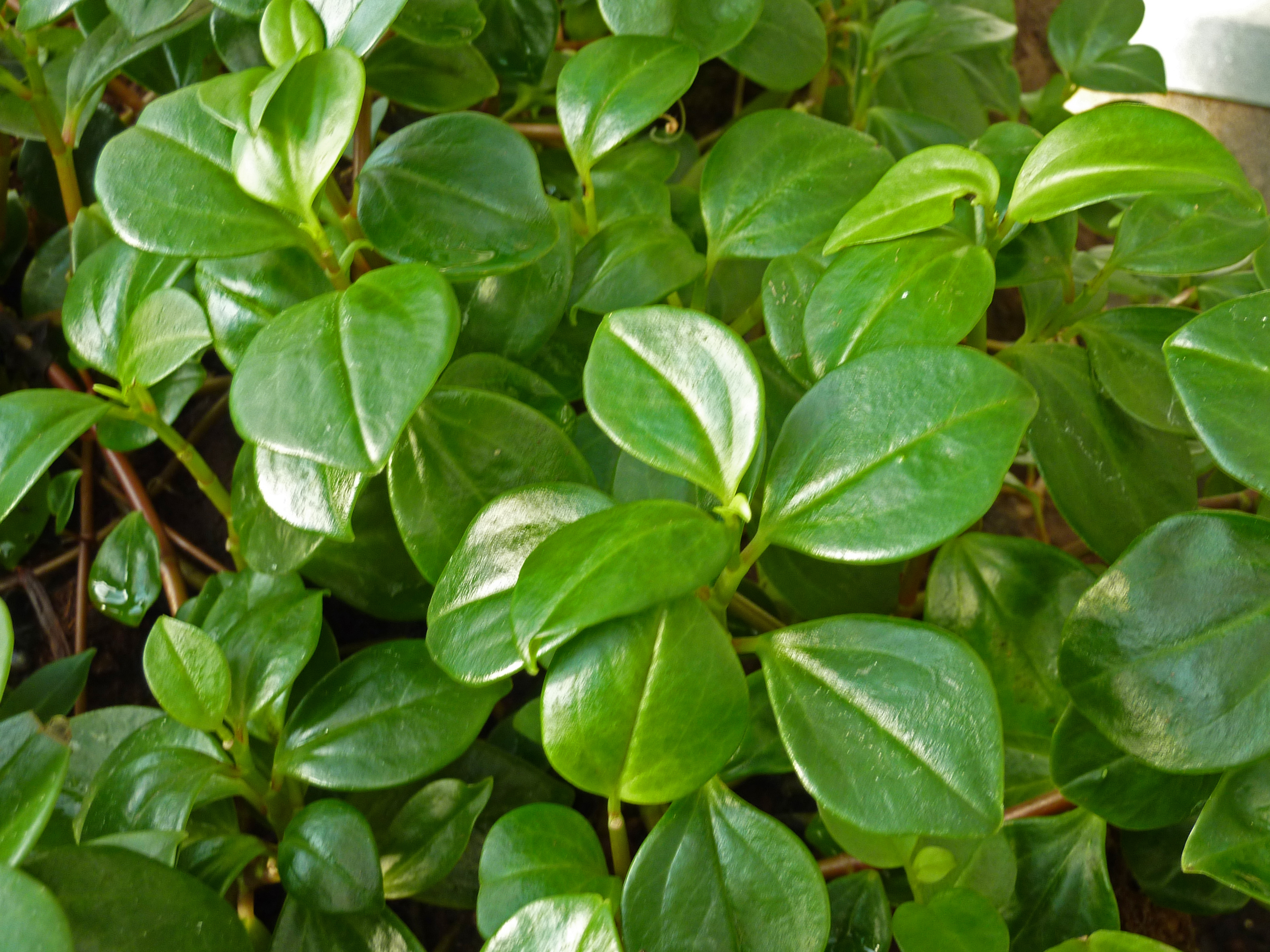
Peperomia tetraphylla
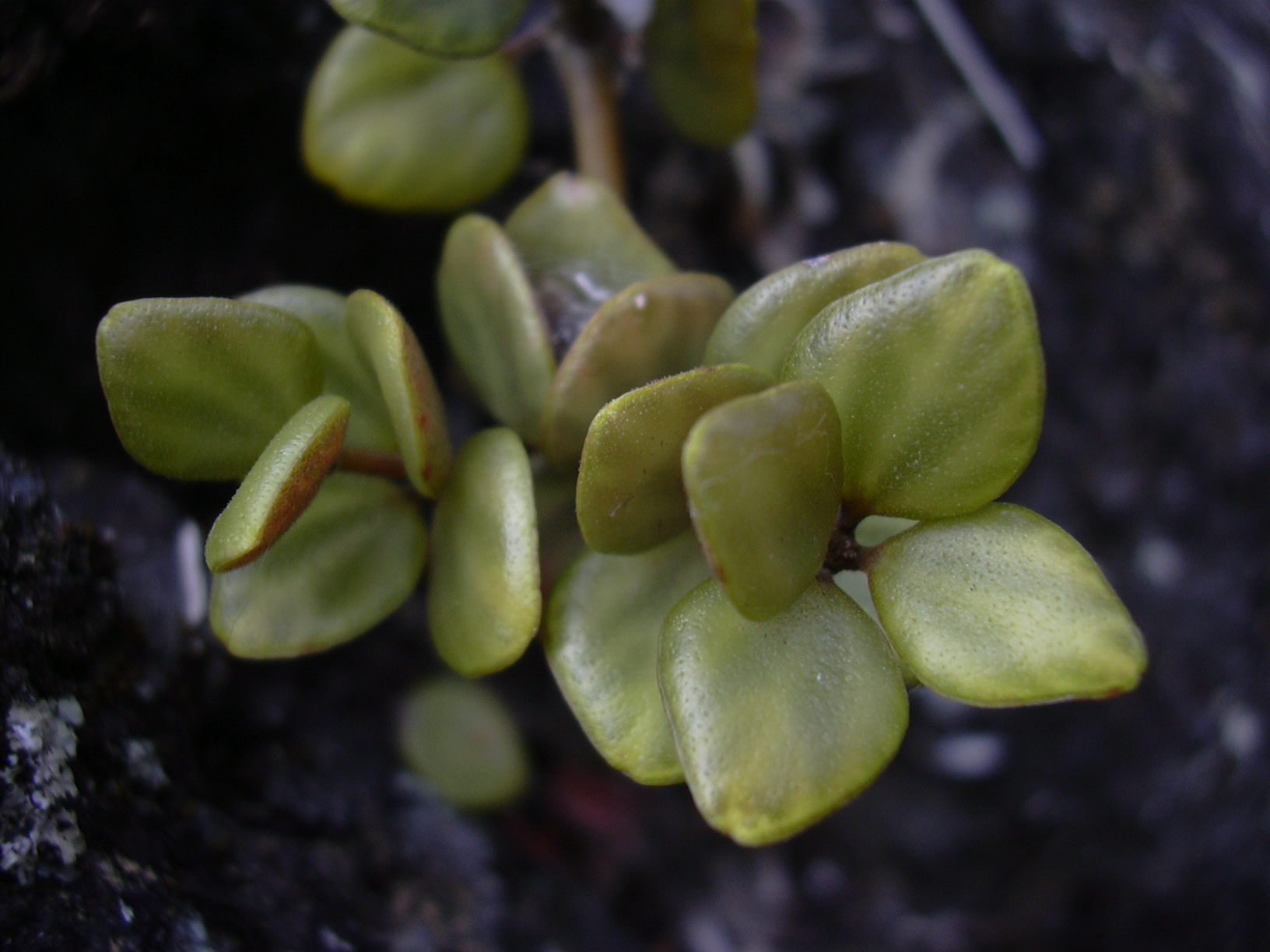
Peperomia tetraphylla
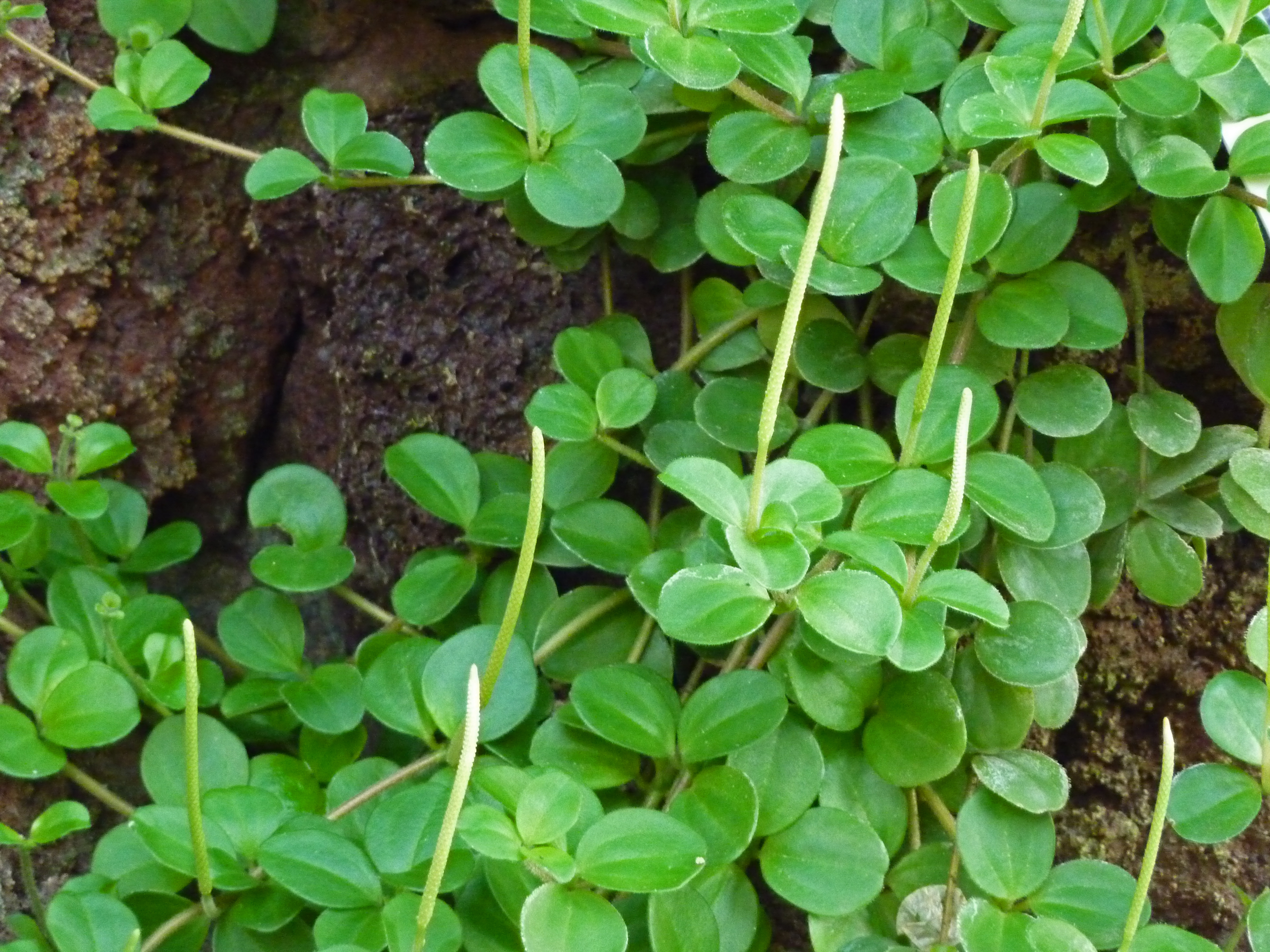
Peperomia trifolia
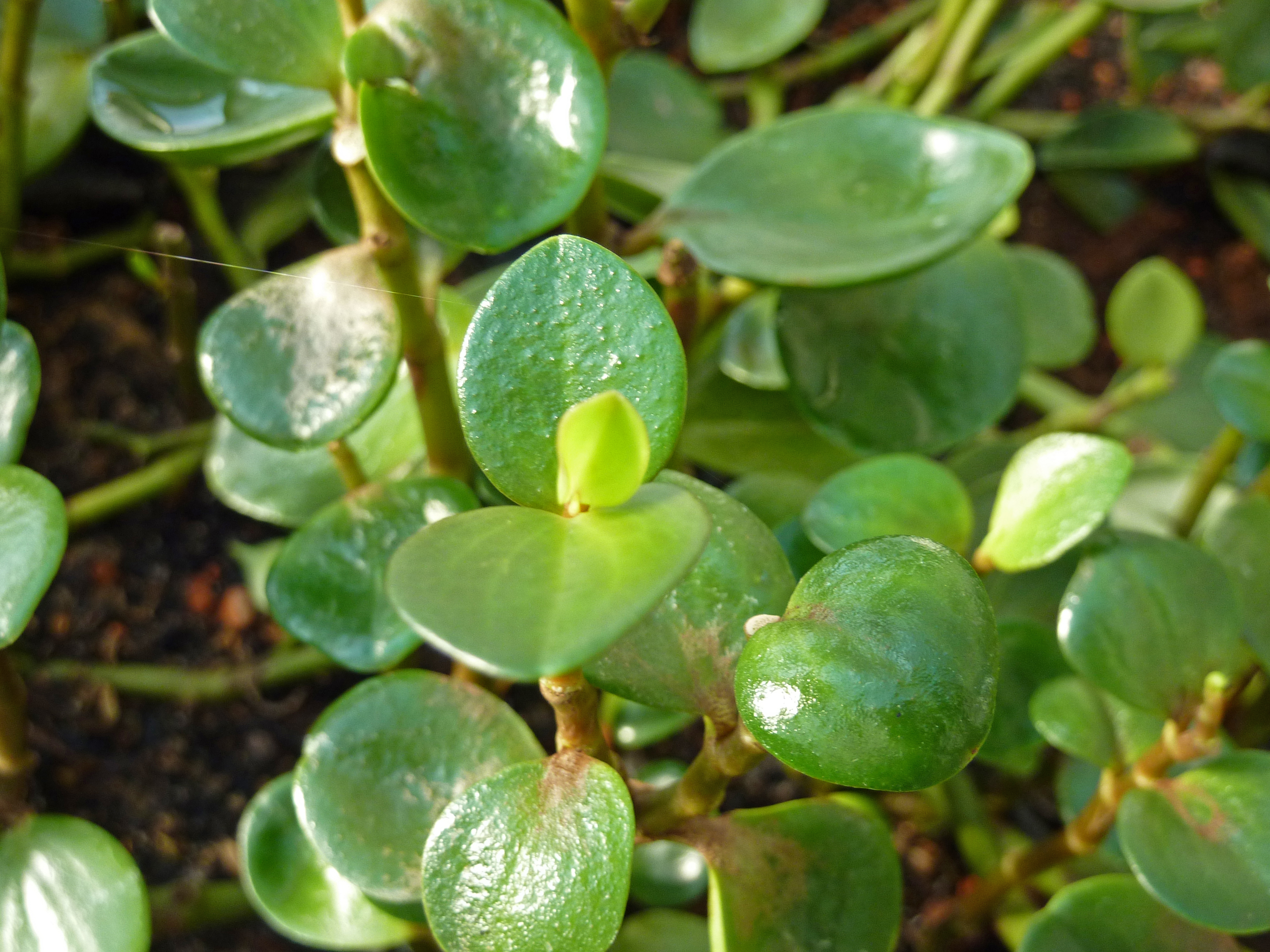
Peperomia tuisana
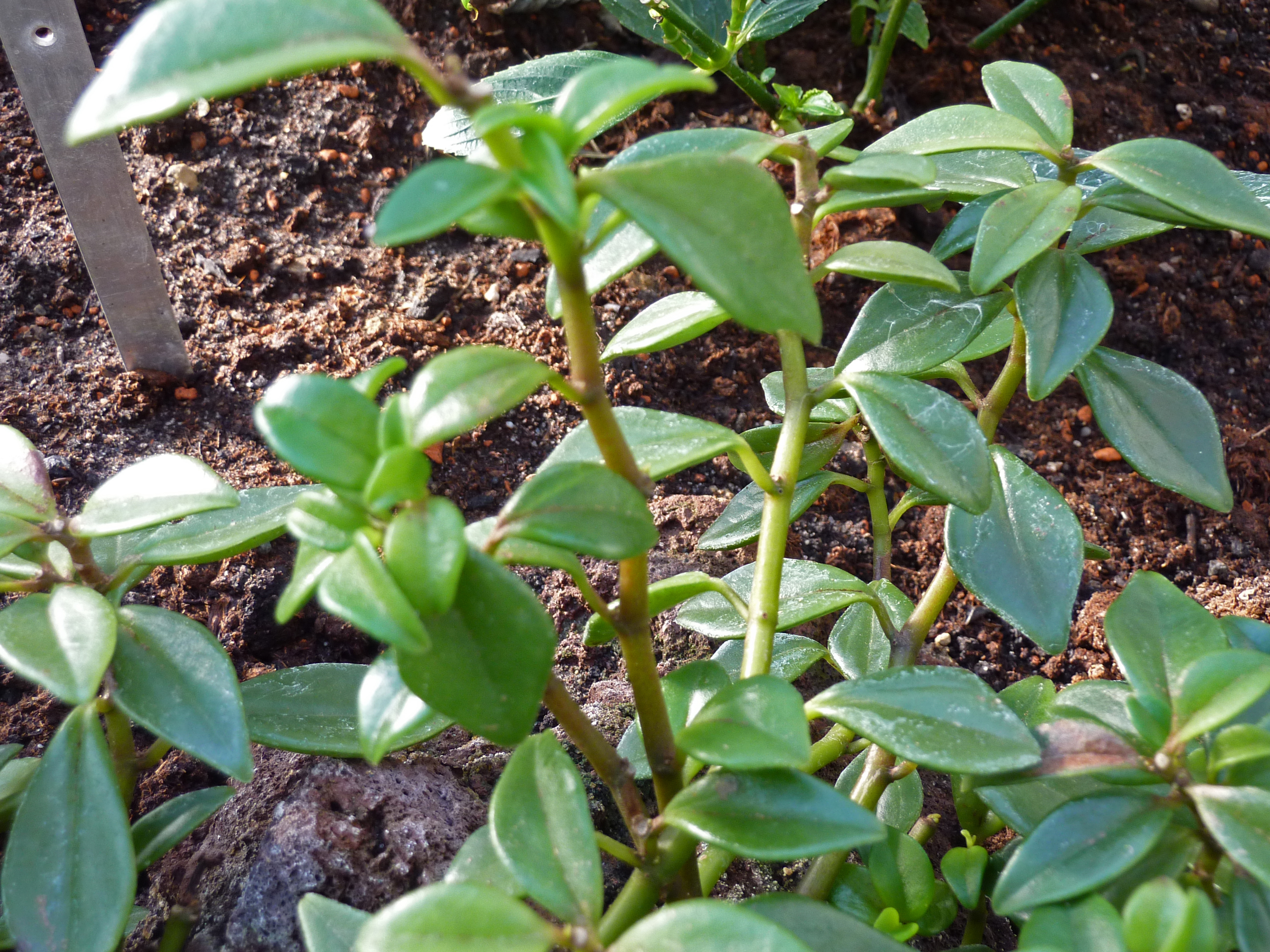
Peperomia vinasiana
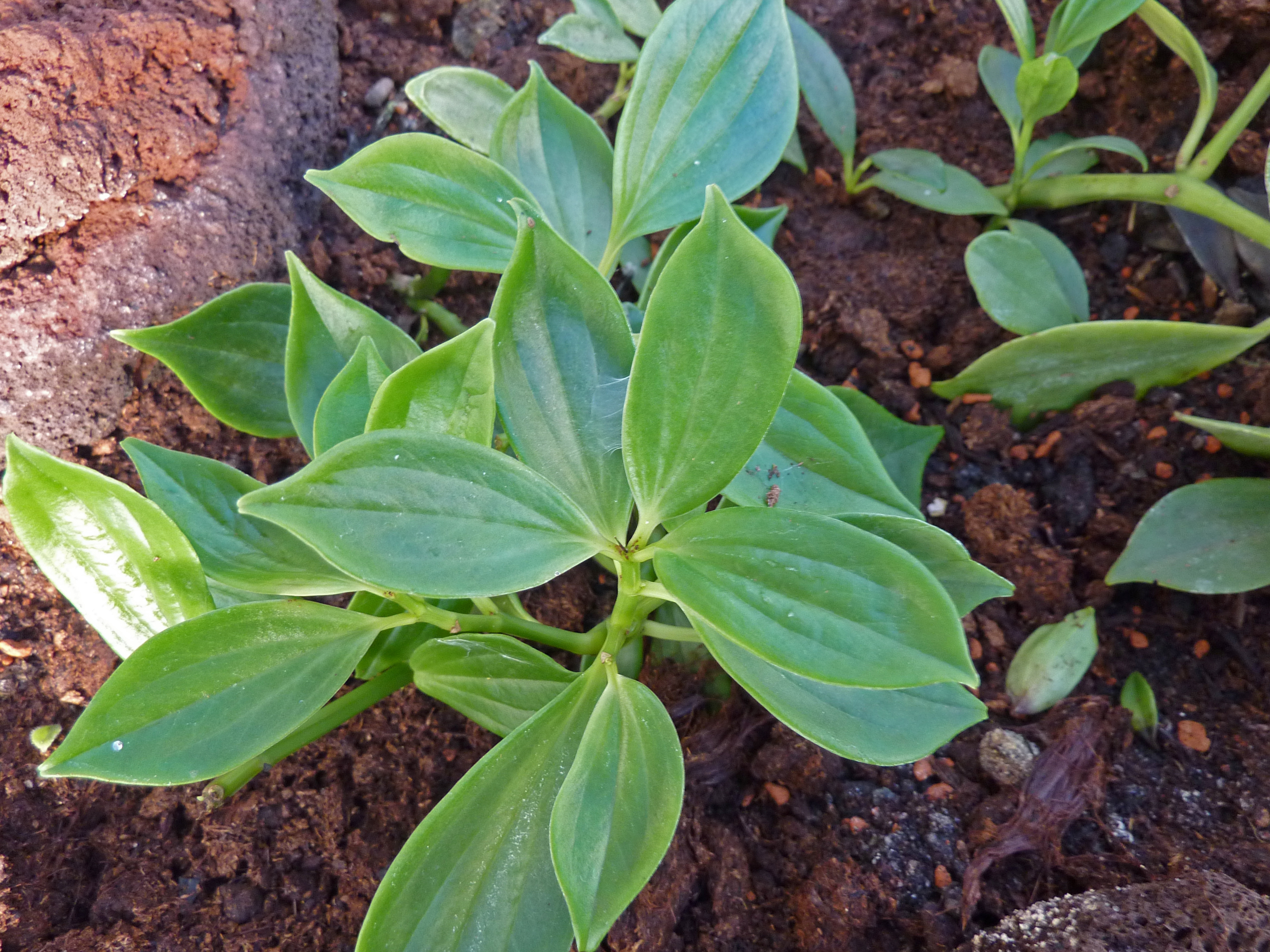
Peperomia weberbaueri

## Usos
Algunes espècies es fan servir com a plantes ornamentals d'interior per les seves fulles. L'espècie més utilitzada i cultivada és Peperomia obtusifolia, amb moltes varietats cultivars comercialitzades.